# Berlín
Berlín (německy Berlin, IPA: [bɛʁˈliːn],  poslech) je hlavní a největší město Německa a zároveň městskou spolkovou zemí Spolkové republiky Německo. Hlavním městem Německa se stal roku 1991 a od znovusjednocení Německa 3. října 1990, a tím i obou částí města – západní a východní, patří Berlín mezi největší města v Evropě a je největším městem Evropské unie. Zcela jej obklopuje spolkový stát Braniborsko. Žije zde přibližně 3,78 milionu obyvatel. V metropolitní oblasti Berlína žije přibližně 4,5 milionu obyvatel, takže je po Porúří druhou nejlidnatější oblastí v Německu. Ve 20. letech 20. století byl Berlín třetím největším městem na světě. Metropolitní region Berlín-Braniborsko je třetí největší metropolitní oblastí po Porýní-Porúří a Porýní-Pomohaní.
Berlín leží v rovině, na břehu řeky Sprévy, která se vlévá do Havoly – pravostranného přítoku Labe, v západní čtvrti Špandava. Mezi hlavní topografické rysy města patří mnoho jezer v západních a jihovýchodních čtvrtích, z nichž největší je jezero Müggelsee. Jezera jsou tvořena výše zmíněnými řekami. Asi jednu třetinu rozlohy města tvoří lesy, parky, zahrady, řeky, vodní kanály a jezera.
Existence města je prvně doložena ze 13. století. Tehdy se zde křížily dvě důležité obchodní stezky. V 15. století se stalo hlavním městem Braniborského markrabství (1417–1701) a Pruského království (1701–1918), jeho důležitost však vzrostla zejména roku 1871, kdy se stalo hlavním městem Německé říše (1871–1918). Od té doby si pozici nejdůležitějšího německého města Berlín podržel i za Výmarské republiky (1918–1933) a Třetí říše (1933–1945).
Po druhé světové válce bylo válkou poničené město rozděleno na čtyři sektory patřící vítězům druhé světové války. Sovětský sektor (Východní Berlín) se stal hlavním městem menšího východního Německa, kdežto metropolí západního Německa se stal Bonn. V té době část města, tzv. Západní Berlín, který vznikl z francouzské, britské a americké části, měla status nezávislého státu, byť v zásadě kulturně i politicky přináležela k západnímu Německu. Obě části města byly od roku 1961 odděleny Berlínskou zdí, která se stala symbolem studené války a její pád roku 1989 pak symbolem pádu komunismu v Evropě. Po znovusjednocení Německa 3. října 1990 se sjednotilo znovu i město a stalo se opět celoněmeckou metropolí. Přesídlil sem i parlament – Německý spolkový sněm (německy Deutscher Bundestag), pro nějž byla rekonstruována budova Říšského sněmu (Reichstag).
Berlín je světovým centrem kultury, politiky, médií a vědy. Ekonomika města je založena high-tech firmách a sektoru služeb, který zahrnuje širokou škálu společností. Berlín je také evropským dopravním uzlem letecké a železniční dopravy. Sám má velmi složitou síť veřejné dopravy.
Berlín je domovem světově uznávaných univerzit, jako je Humboldtova univerzita, Svobodná univerzita Berlín, Univerzita umění v Berlíně nebo Technická univerzita Berlín. Berlínská zoologická zahrada je nejnavštěvovanější zoologickou zahradou v Evropě. Proslulým je každoroční filmový festival obvykle nazývaný zkráceně Berlinale. Filmy se natáčí například ve studiích Babelsberg. Celkově je město stále oblíbenějším cílem filmařů.
Známou lokalitou je Ostrov muzeí, kde se krom pěti slavných muzeí nachází i Berlínská katedrála. Ostrov patří ke třem berlínským položkám zapsaným na seznam Světového dědictví UNESCO. Dalšími dvěma jsou paláce a parky v Postupimi a Berlíně a skupina modernistických budov z let 1913–1934. K dalším symbolům města patří Braniborská brána, třída Unter den Linden, Postupimské náměstí, Židovský památník, Vítězný sloup, East Side Gallery, Alexanderplatz a nedaleko stojící berlínský televizní vysílač (Berliner Fernsehturm), nejvyšší stavba v Německu s výškou 368 metrů.

## Název
Berlín leží východně od řeky Labe, které tvořilo historickou hranici Franské říše, kde žili například Frankové či Sasové, a území obývanými slovanskými kmeny. To je také důvod, proč velká část obcí v severovýchodním Německu nese slovanská jména s poněmčenými příponami (-ow, -itz, -vitz, -witz, -itzsch nebo -in). Právě i název Berlína má kořeny v jazycích západních Slovanů, může souviset se staropolabským kmenem berl-, který označoval bažinu či s praslovanským bьrlogъ neboli doupě.
I pět z dvanácti berlínských obvodů nese částečně slovanský název (Pankow, Steglitz-Zehlendorf, Marzahn-Hellersdorf, Treptow-Köpenick a Spandau – dříve Spandow).

## Historie

### 12. až 16. století
Nejstarší doklady o osídlení dnešního území Berlína jsou zbytky základů domu datovaného do roku 1174 nalezené pří archeologických pracích v Berlin-Mitte. První písemné záznamy pocházejí z konce 12. století. Špandava byla poprvé zmíněna v roce 1197 a Köpenick v roce 1209. Tyto oblasti se však k Berlínu připojily až v roce 1920. Nikolaiviertel, jenž leží v samotném srdci dnešního Berlína, byl zmíněn v listině v roce 1244. Za rok založení se považuje 1237, kdy vznikl Kölln ležící na opačném břehu Sprévy. Ve skutečnosti zde původně nebylo jedno město, ale dvě: Kölln (Kolín) a Berlín. Podle kroniky byla postavena askánskými bratry Janem I. a Otou III. Na smlouvě, uzavřené 28. října 1237 biskupem Gernandem z Braniboře a oběma markrabaty, je uveden jako svědek köllnský farář Simeon. Jméno Berlín se objevuje o více než šest let později než Kölln. Původní město je tedy dvojměstím ležícím proti sobě. Kölln, ležící na málem ostrově na řece Sprévě, neměl možnost se zvětšovat. Proto vzniká nové město na pravém břehu Sprévy, Berlín. Obě města si postupem času vybudovala rozsáhlé hospodářské vazby a těžila z práva skladu, neboť ležela na stezce Via Imperii ze Štětína do Říma a stezce spojující Bruggy a Veliký Novgorod. V roce 1307 uzavřely spojenectví v oblasti vnější politiky. Vnitřní správy byly však stále nezávislé.
V roce 1415 se stal Fridrich I. Pruský kurfiřtem braniborského knížectví, kterému vládl až do roku 1440. V průběhu 15. století ustanovili jeho nástupci Berlín-Kölln jako hlavní město. V roce 1443 zahájil Fridrich II. Braniborský stavbu městského paláce. Proti stavbě se konaly protesty, které vyvrcholily v roce 1448. Nebyly úspěšné a občané ztratili mnoho politických a ekonomických privilegií. V roce 1451 se stal trvalým sídlem braniborských kurfiřtů z rodu Hohenzollernů, kteří vládli z Berlína až do vzniku Výmarské republiky v roce 1918. Toto však potvrdil až v roce 1486 Jan Cicero Braniborský. Město se však muselo vzdát svého hanzovního statusu. V roce 1539 se město oficiálně stalo luteránským.

### 17. až 19. století
Třicetiletá válka Berlín zpustošila. Třetina domů byla poškozena nebo zničena a polovina populace zemřela. Fridrich Vilém I. Braniborský známý jako Velký kurfiřt zahájil politiku podpory imigrace a náboženské tolerance. Postupimským ediktem vydaným roku 1685 nabídl azyl francouzským hugenotům.
V roce 1700 bylo přibližně 30 procent berlínských obyvatel francouzského původu právě kvůli imigraci hugenotů. Mnoho dalších přistěhovalců přišlo z Polska, Salcburska a Čech, jejichž někteří potomci, žijící v tzv. Českém Rixdorfu (Böhmisch-Rixdorf), až do druhé poloviny 20. století ještě hovořili česky.

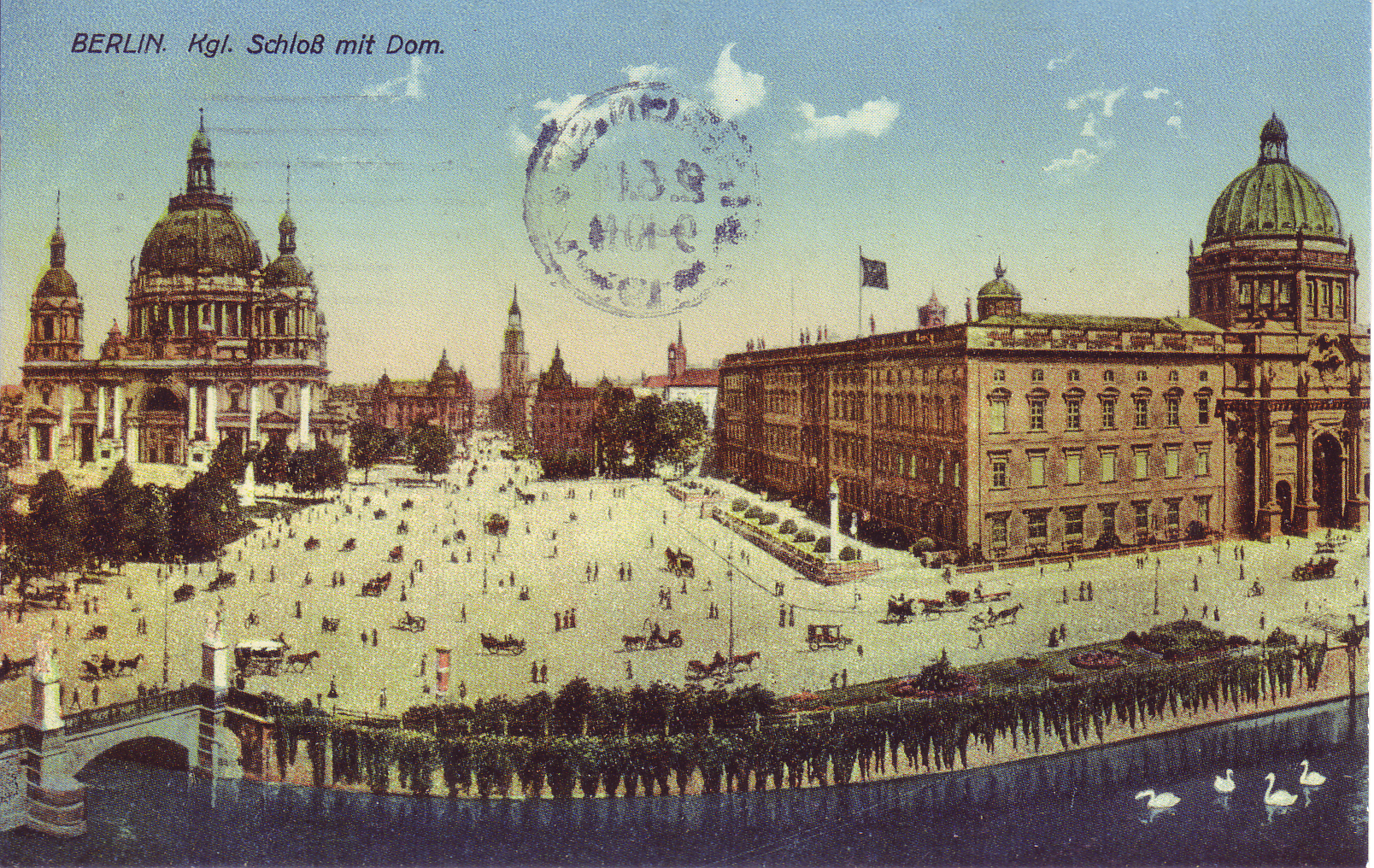
Královský palác v roce 1900 (napravo)

Od roku 1618 bylo Braniborské markrabství v personální unii s Pruským vévodstvím. V roce 1701 došlo ke sjednocení do Pruského království. Hlavním městem nového království se stal Berlín, který nahradil Královec. V roce 1709 se Berlín sloučil se čtyřmi městy: Cölln, Friedrichswerder, Friedrichstadt a Dorotheenstadt pod názvem Berlín.
V roce 1740 se k moci dostal Fridrich II. Veliký, známý jako Fridrich Veliký (1740–1786). Za jeho vlády se Berlín stal centrem osvícenství, ale také byl během sedmileté války krátce obsazen ruskou armádou. V roce 1806 po francouzském vítězství ve válce čtvrté koalice vpochodoval do města Napoleon Bonaparte, ale městu zůstala samospráva. V roce 1815 se město stalo součástí nové pruské provincie Braniborsko.
Během průmyslové revoluce vyrostla ekonomika a populace města se dramaticky zvýšila. Berlín se stal hlavním železničním uzlem a hospodářským centrem Německa. Brzy se rozvinula další předměstí a zvýšila se rozloha i populace Berlína. Mnohá z nich byla pod Berlín začleněna. V roce 1871 se Berlín stal hlavním městem nově založené Německé říše. V roce 1881 došlo k oddělení od Braniborska.

### 20. a 21. století

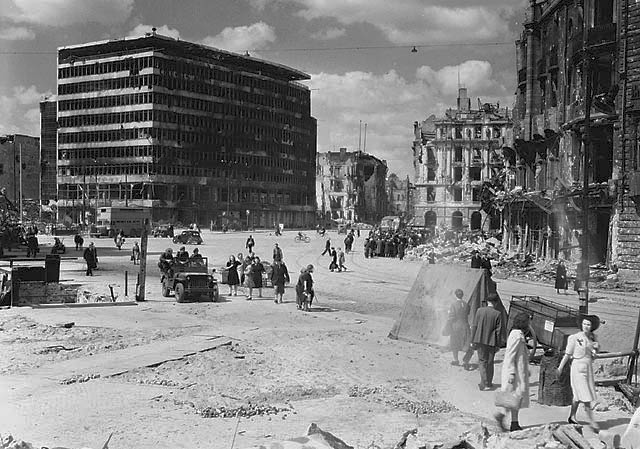
Postupimské náměstí v roce 1945

Na počátku 20. století se v Berlíně začalo rozvíjet německé expresionistické hnutí. Na konci první světové války v roce 1918 vyhlásil Philipp Scheidemann v budově Reichstagu republiku. V roce 1920 zákon o Velkém Berlíně začlenil desítky předměstských obcí do Berlína. Počet obyvatel se téměř zdvojnásobil na čtyři miliony. Během Výmarské republiky Berlín prošel politickými nepokoji kvůli ekonomickým nejistotám. Metropole zažila rozkvět v mnoha vědeckých oborech, například Albert Einstein se během let působení v Berlíně dostal do povědomí veřejnosti.
V roce 1933 se k moci dostal Adolf Hitler a NSDAP. Národně-socialistický režim začal plánovat monumentální stavební proměny, aby se mohl Berlín stát hlavním městem Velkogermánské říše. Do roku 1939 opustila Berlín a Německo polovina z původního počtu 160 tisíc Židů. Po Křišťálové noci jich bylo mnoho uvězněno v nedalekém Sachsenhausenu. Po roce 1943 bylo mnoho z nich posláno do koncentračních táborů. Během druhé světové války byla velká část města zničena (až 40% obytných ploch). Přibližně 125 000 civilistů bylo zabito. Po vítězství spojenců v bitvě o Berlín bylo město rozděleno do čtyř sektorů (sovětský, francouzský, britský a americký).
V červnu 1948 po měnové reformě ve třech západních sektorech Berlína uvalil Sovětský svaz blokádu na přístupové cesty do Západního Berlína, které vedly přes sovětský sektor. Spojenci zareagovali leteckým mostem. V květnu 1949 byla blokáda zrušena. Po vzniku Německé demokratické republiky se východní Berlín stal hlavním městem státu. Západní Berlín byl politicky spojen se Spolkovou republikou Německo, ačkoliv oficiálně byl stále okupovaný spojenci. Letecké spojení s městem tedy poskytovaly jen americké, francouzské a britské aerolinky.

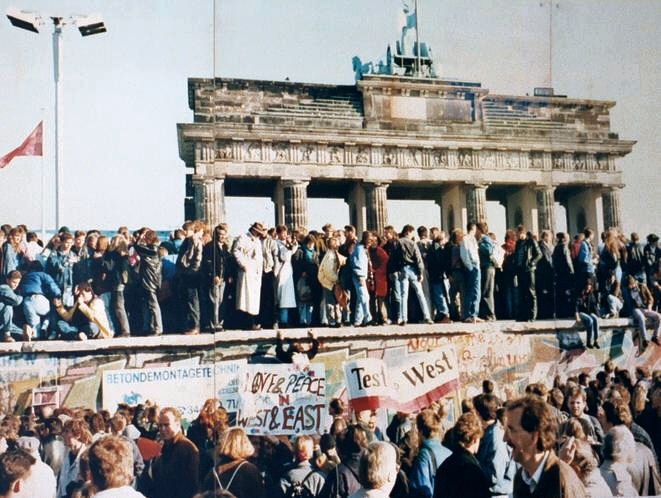
Pád Berlínské zdi, 1989

Rozdělení Německa na dva samostatné státy eskalovalo studenou válku. Západní Berlín byl obklopen Německou demokratickou republikou. Ta prohlásila východní část, která zahrnovala většinu historického jádra, za své hlavní město, což západní mocnosti neuznávaly. Metropolí Západního Německa se stal Bonn. V roce 1961 začala Německá demokratická republika stavět Berlínskou zeď kolem Západního Berlína, která měla zabránit emigraci východních Němců do západního Německa právě přes Berlín. 26. června 1963 pronesl prezident USA John Fitzgerald Kennedy slavný projev Ich bin ein Berliner. Pro většinu obyvatel Východu byla cesta do Západního Berlína nebo Západního Německa zapovězena. V roce 1971 zaručila dohoda vítězů druhé světové války pozemní přístup do Západního Berlína přes území NDR.

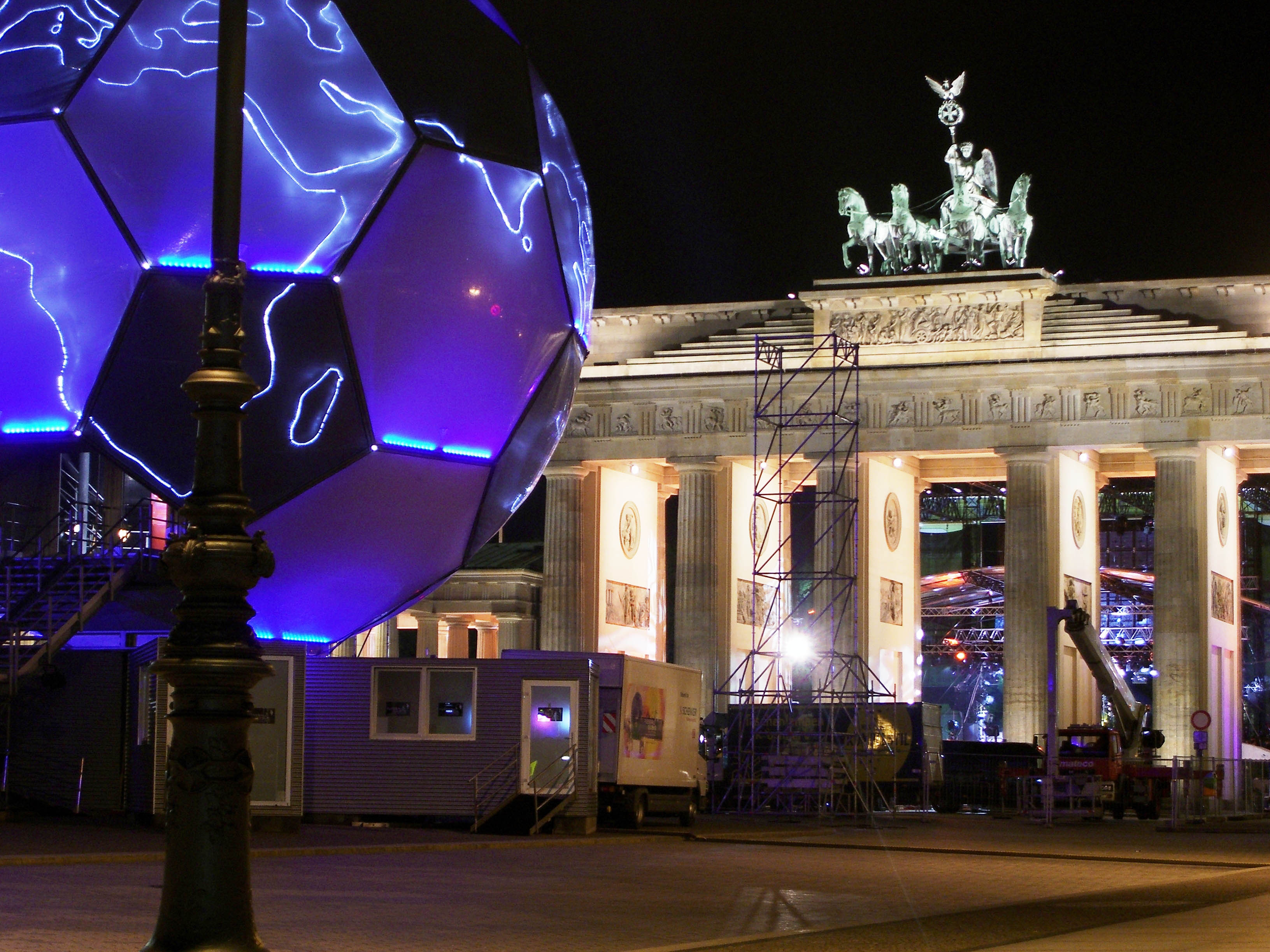
Mistrovství světa ve fotbale 2006

9. listopadu 1989 padla Berlínská zeď a následně byla z větší části zbořena. 3. října 1990 se obě části Německa znovusjednotily. V červnu 1991 odhlasoval Německý spolkový sněm přesun hlavního města z Bonnu do Berlína. Tento proces byl dokončen v roce 1999. Prvním starostou sjednoceného města se stal Walter Momper, který do tohoto okamžiku vedl pouze západní část. Ve volbách v prosinci 1990 zvítězil Eberhard Diepgen (CDU) a stal se tak prvním zvoleným v celém městě.
Ve městě se konalo finále Mistrovství světa ve fotbale 2006.
Při teroristickém útoku v roce 2016 nákladní auto úmyslně vjelo na vánoční trh na náměstí Breitscheidplatz známé Pamětním kostelem císaře Viléma, načež 13 lidí zemřelo a 55 dalších bylo zraněno.

## Geografie

### Poloha
| Růžice kompasu | Schwerin (~180 km)  | Neubrandenburg (~115 km) | Štětín (~128 km)   | Růžice kompasu |
| Růžice kompasu | Magdeburg (~127 km) | Sever                    | Poznaň (~240 km)   | Růžice kompasu |
| Růžice kompasu | Magdeburg (~127 km) | Berlín                   | Poznaň (~240 km)   | Růžice kompasu |
| Růžice kompasu | Magdeburg (~127 km) | Jih                      | Poznaň (~240 km)   | Růžice kompasu |
| Růžice kompasu | Lipsko (~148 km)    | Drážďany (~165 km)       | Chotěbuz (~106 km) | Růžice kompasu |

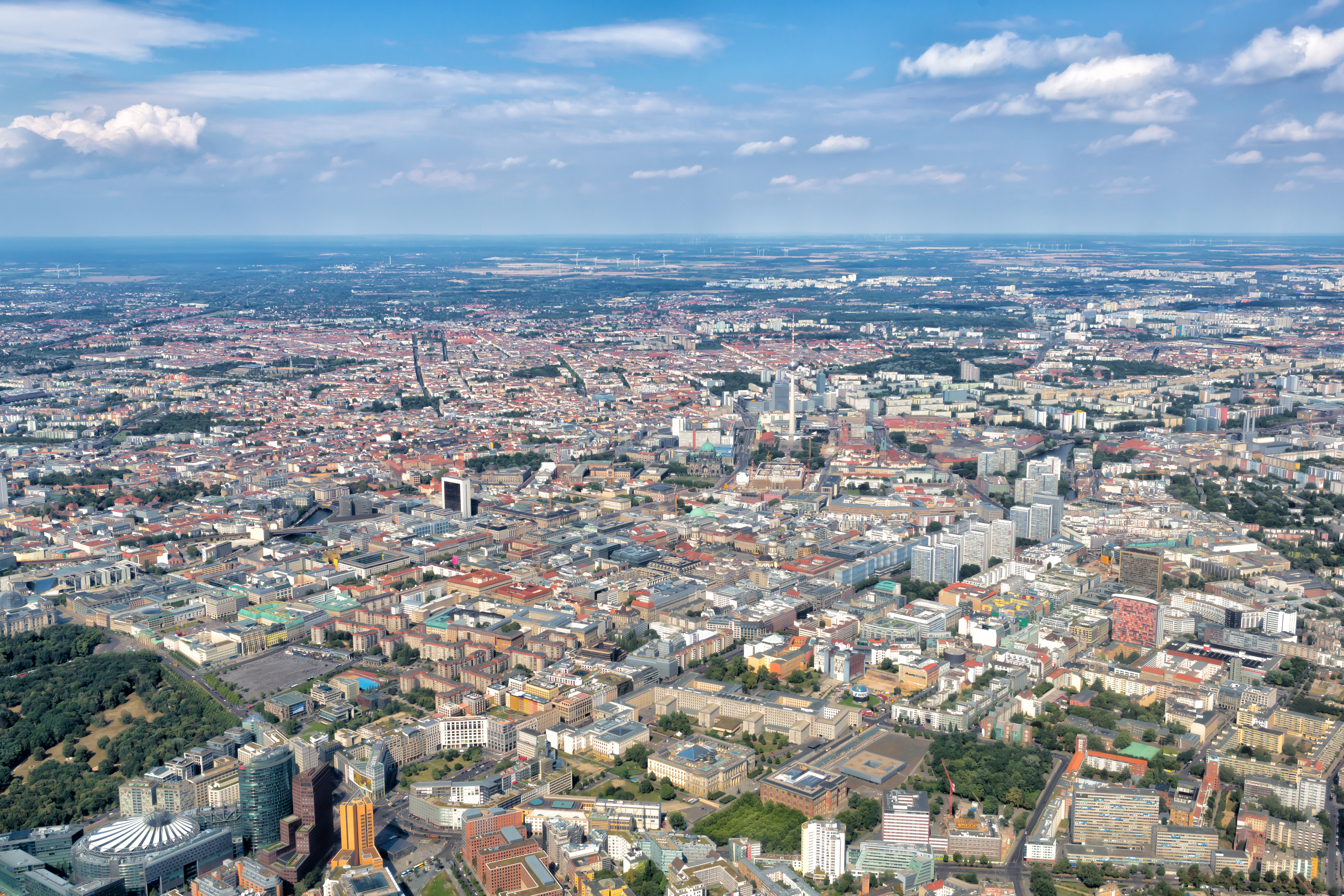
Pohled na město

Berlín leží v severovýchodním Německu v rozsáhlé ploché Středoevropské nížině, která se táhne od severní Francie po západní Rusko. Berliner Urstromtal (ledovcové údolí z doby ledové) bylo vytvořeno proudícím roztátým ledem na konci posledního weichselského zalednění. Nyní tímto údolím protéká Spréva. Ve Špandavě se Spréva vlévá Havoly, která protéká od severu k jihu západním Berlínem. Tok řeky Havoly připomíná spíše řadu jezer, z nichž největší je Tegeler See. Řada jezer leží i na Sprévě, jako například Großer Müggelsee ve východním Berlíně.

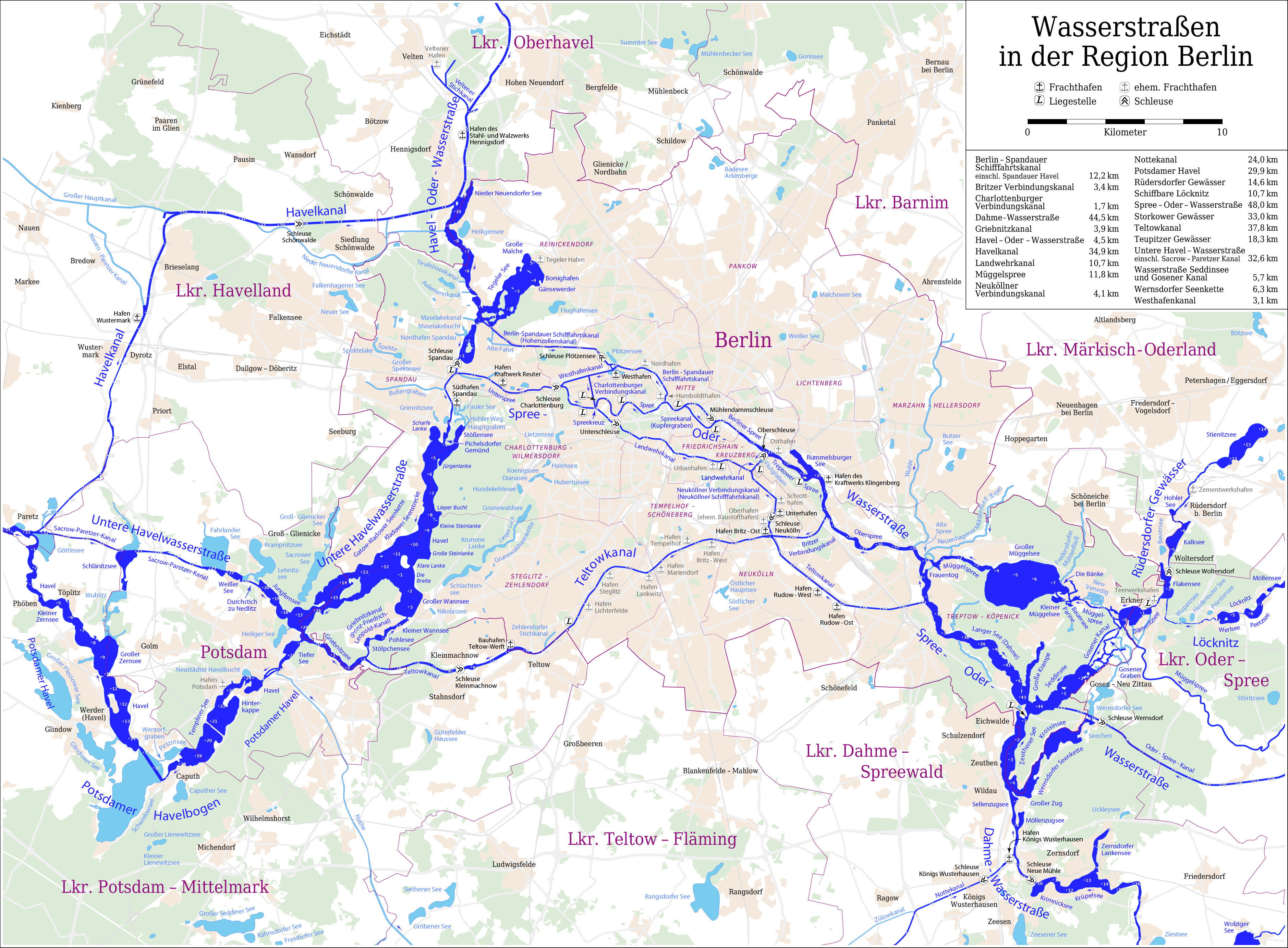
Mapa vodních ploch v Berlíně

Důležité části dnešního Berlína se rozkládají na nízkých plošinách po obou stranách údolí Sprévy. Například Pankow či Reinickendorf leží na Barninmské plošině na severu, tak Charlottenburg-Wilmersdorf, Steglitz-Zehlendorf, Tempelhof-Schöneberg a Neukölln leží na Teltowské plošině na jih od řehy.
Nejvyšším bodem je vrch Arkenberge v obvodu Pankow s nadmořskou výškou 122 metrů. Díky návozu stavební suti překonal Teufelsberg (120,1 m), který je tvořen z trosek domů zbořených během druhé světové války. Großer Müggelberge s nadmořskou výškou 114,7 m je nejvyšším přirozeným bodem města. Tím nejnižším je jezero Spektesee ve Špandavě s nadmořskou výškou 28,1 metrů. Průměrná nadmořská výška činí 34 m n. m.
Vodní plochy (především jezera) tvoří 6,6 % celkové plochy; mimo mnoha parků a obdobných zelených ploch se na území města nachází i lesní porosty (17,9 % celkové plochy).
Vzdálenost Berlín–Praha činí kolem 350 km. Cesta vlakem trvá necelých pět hodin, cesta letadlem kolem 40 minut.

### Aglomerace
Město Berlín s přilehlou oblastí tvoří aglomeraci označovanou jako metropolitní region Berlín-Braniborsko (Metropolregion Berlin-Brandenburg).

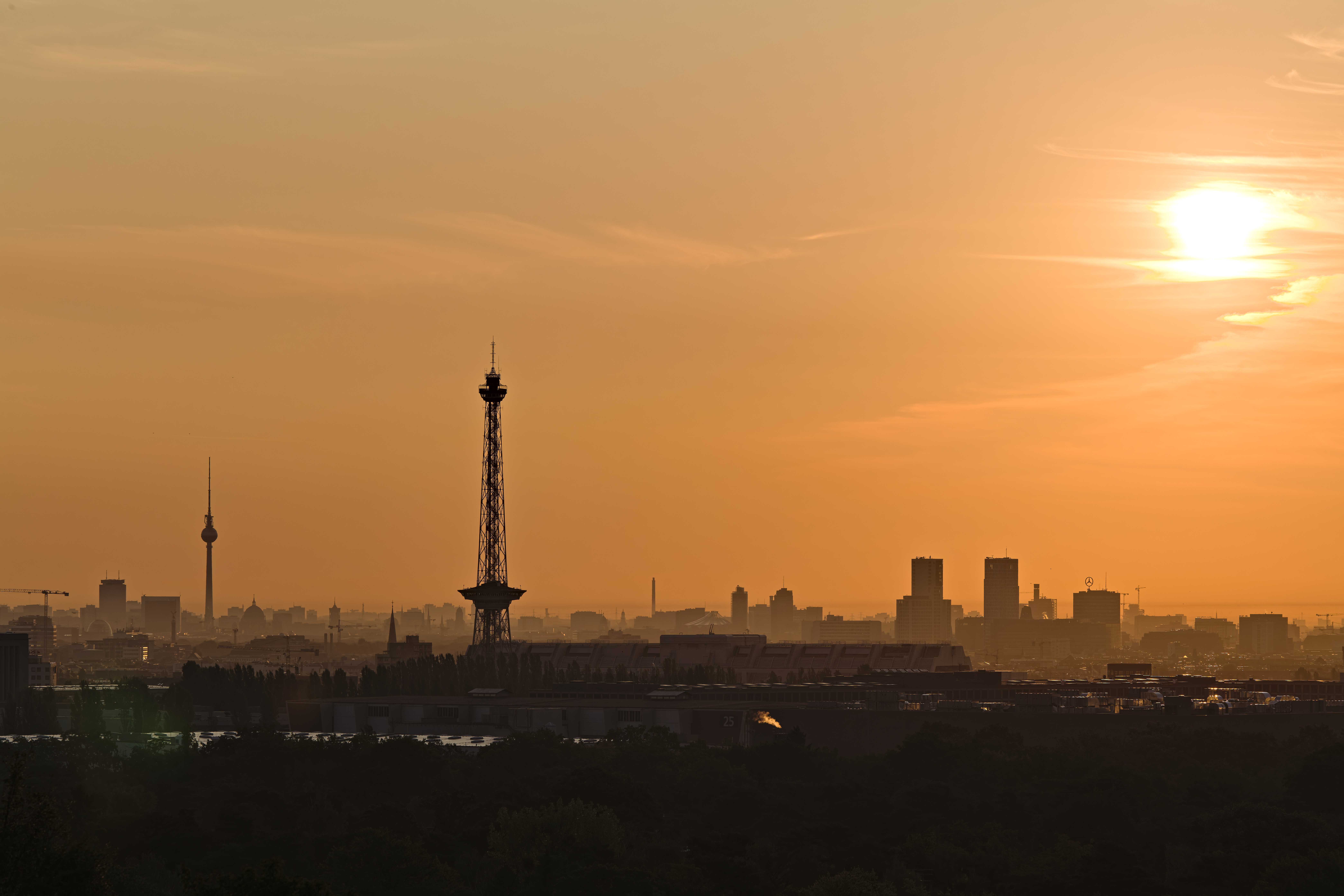
Berlín centrum

Braniborsko (Brandenburg) je jedna ze 16 spolkových zemí Německa. Jejím hlavním městem je Postupim (Potsdam). V současných hranicích existuje od 1992.
Braniborsko je součástí rozsáhlé Severoněmecké nížiny, která je v jeho okrajových částech přerušována pahorkatinami. Moderní Braniborsko se rozkládá mezi řekami Labem na západě, a Odrou a Nisou na východě.
Mimo velká města jako je na západě Brandenburg an der Havel nebo na východě Frankfurt nad Odrou je Braniborsko řídce osídlenou zemí.
Územím Braniborska protékají řeky Havola (Havel), Černý Halštrov (Schwarze Elster) a Spréva (Spree), Ukra (Ucker), Labe (Elbe), na hranici s Polskem Odra a Lužická Nisa, a další menší řeky. Na severu při hranici se spolkovou zemí Meklenburskem-Předním Pomořanskem se nachází i řada jezer.

### Klima

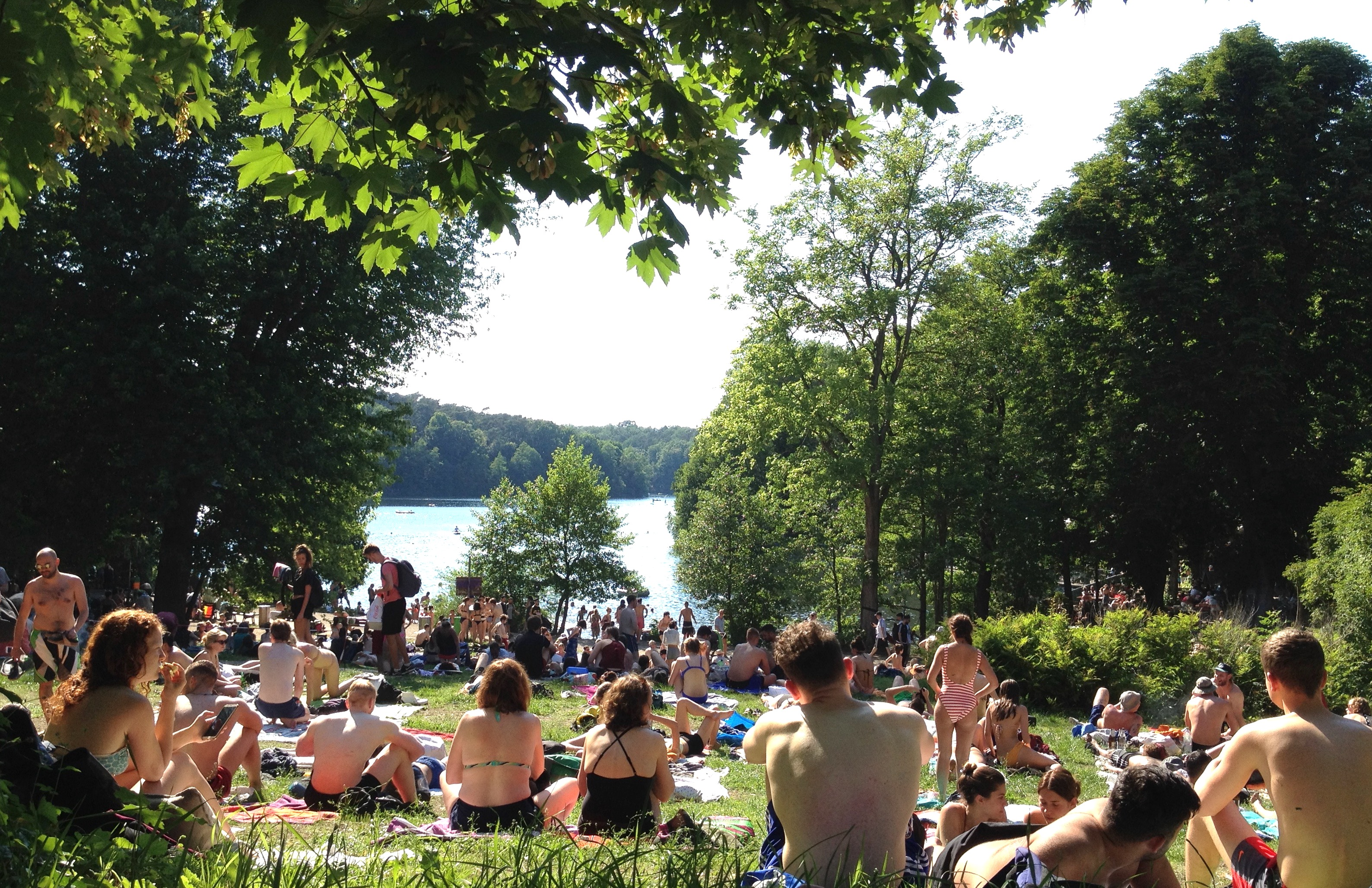
Schlachtensee

Berlín se dle Köppenovy klasifikace nachází v oblasti mírného oceánického podnebí (Cfb), ale ve východní části lze hovořit i o vlhkém kontinentálním podnebí s teplými léty (Dfb). Berlínské klima se vyznačuje mírnými lety a studenými zimami, ale většinou ne příliš tuhými. Vzhledem k přechodnému klimatu jsou v zimě běžné mrazy a mezi ročními obdobími jsou větší teplotní rozdíly, než je typické pro čisté oceánské podnebí. Dle Trewarthova schématu je Berlín klasifikován jako mírné kontinentální klima (Dc).
Léta jsou teplá s průměrnými vysokými teplotami 22–25 °C a minimy 12–14 °C. Zimy jsou chladné s průměrnými teplotami okolo 3 °C a minimy −2 až 0 °C. Jaro a podzim jsou chladné až mírné. Berlínská zástavba vytváří mikroklima s teplem zadržovaným budovami a dlažbou. Teploty mohou být ve městě až o 4 °C vyšší než v okolních oblastech. Průměrné roční srážky jsou 530 milimetrů s mírnými srážkami po celý rok. Oblast Berlína a Braniborska je nejteplejší a nejsušší v Německu. Sněžení se vyskytuje zejména od prosince do března. Nejteplejším měsícem v Berlíně byl červenec 1834 s průměrnou teplotou 23,0 °C a nejchladnějším měsícem byl leden 1709 s průměrnou teplotou −13,2 °C. Měsícem s nejvyšším množstvím srážek byl červenec 1907 s 230 milimetry, zatímco nejsušší byly měsíce říjen 1866, listopad 1902, říjen 1908 a září 1928. Během nich napadlo jen okolo 1 mm.

| Berlín 1991-2020, rekordy 1957-2021 – podnebí              | Berlín 1991-2020, rekordy 1957-2021 – podnebí | Berlín 1991-2020, rekordy 1957-2021 – podnebí | Berlín 1991-2020, rekordy 1957-2021 – podnebí | Berlín 1991-2020, rekordy 1957-2021 – podnebí | Berlín 1991-2020, rekordy 1957-2021 – podnebí | Berlín 1991-2020, rekordy 1957-2021 – podnebí | Berlín 1991-2020, rekordy 1957-2021 – podnebí | Berlín 1991-2020, rekordy 1957-2021 – podnebí | Berlín 1991-2020, rekordy 1957-2021 – podnebí | Berlín 1991-2020, rekordy 1957-2021 – podnebí | Berlín 1991-2020, rekordy 1957-2021 – podnebí | Berlín 1991-2020, rekordy 1957-2021 – podnebí | Berlín 1991-2020, rekordy 1957-2021 – podnebí |
| Období                                                     | leden                                         | únor                                          | březen                                        | duben                                         | květen                                        | červen                                        | červenec                                      | srpen                                         | září                                          | říjen                                         | listopad                                      | prosinec                                      | rok                                           |
| ---------------------------------------------------------- | --------------------------------------------- | --------------------------------------------- | --------------------------------------------- | --------------------------------------------- | --------------------------------------------- | --------------------------------------------- | --------------------------------------------- | --------------------------------------------- | --------------------------------------------- | --------------------------------------------- | --------------------------------------------- | --------------------------------------------- | --------------------------------------------- |
| Nejvyšší teplota [°C]                                      | 15,1                                          | 19,2                                          | 25,8                                          | 30,8                                          | 32,7                                          | 38,4                                          | 38,3                                          | 38,0                                          | 32,3                                          | 27,7                                          | 20,9                                          | 15,6                                          | 38,4                                          |
| Průměrné denní maximum [°C]                                | 3,2                                           | 4,9                                           | 9,0                                           | 15,1                                          | 19,6                                          | 22,9                                          | 25,0                                          | 24,8                                          | 19,8                                          | 13,9                                          | 7,7                                           | 4,1                                           | 14,2                                          |
| Průměrná teplota [°C]                                      | 0,7                                           | 1,6                                           | 4,6                                           | 9,7                                           | 14,2                                          | 17,6                                          | 19,6                                          | 19,2                                          | 14,7                                          | 9,6                                           | 4,9                                           | 1,8                                           | 9,9                                           |
| Průměrné denní minimum [°C]                                | −2,2                                          | −1,8                                          | 0,4                                           | 4,0                                           | 8,2                                           | 11,7                                          | 14,0                                          | 13,5                                          | 9,8                                           | 5,6                                           | 1,9                                           | −0,9                                          | 5,3                                           |
| Nejnižší teplota [°C]                                      | −25,3                                         | −22                                           | −19,1                                         | −7,4                                          | −2,8                                          | 1,3                                           | 4,9                                           | 4,6                                           | −0,9                                          | −7,7                                          | −17,8                                         | −24,0                                         | −25,3                                         |
| Průměrné srážky [mm]                                       | 41,5                                          | 30,0                                          | 35,9                                          | 27,7                                          | 52,8                                          | 60,2                                          | 70,0                                          | 52,4                                          | 43,6                                          | 40,3                                          | 38,8                                          | 39,1                                          | 532,3                                         |
| Slunečných hodin                                           | 53                                            | 78                                            | 127                                           | 196                                           | 231                                           | 233                                           | 234                                           | 222                                           | 169                                           | 114                                           | 57                                            | 45                                            | 1 759                                         |
| Zdroj: https://www.dwd.de/DE/klimaumwelt/cdc/cdc_node.html |                                               |                                               |                                               |                                               |                                               |                                               |                                               |                                               |                                               |                                               |                                               |                                               |                                               |

## Obyvatelstvo

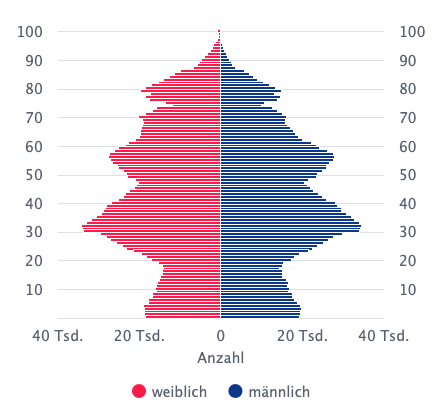
Věková struktura obyvatel obce Berlín roku 2020

Na konci roku 2018 měl městský stát Berlín 3,75 milionu registrovaných obyvatel na 891,1 km2. Hustota zalidnění města byla 4 206 obyvatel na km2. Berlín je nejlidnatější město v Evropské unii. Celá metropolitní oblast hlavního města Berlín-Braniborsko má více než 6 milionů obyvatel na ploše 30 546 km2.
V roce 2014 se v Berlíně narodilo 37 368 dětí (+6,6 %), což je rekordní počet od roku 1991. Počet zemřelých byl 32 314, takže město zaznamenalo přirozený populační přírůstek. Ve městě jsou téměř 2 miliony domácností. 54 procent z nich jsou jednočlenné. V Berlíně žije více než 337 000 rodin s dětmi do 18 let. 
V roce 2014 zaznamenala německá metropole migrační přebytek přibližně 40 000 lidí. Věková struktura se po sjednocení Berlína normalizovala. Ve struktuře obyvatelstva podle zaměstnání je v popředí výrazně sektor služeb.

### Migrace a národnosti
Národní a mezinárodní migrace do města má dlouhou historii. V roce 1685, po odvolání Nantského ediktu ve Francii, město vydalo edikt Postupimský, který na deset let zaručoval náboženskou svobodu a osvobození od daní francouzským hugenotům. Zákon o Velkém Berlíně v roce 1920 začlenil mnoho okolních měst a vesnic. Po tomto kroku se zvýšil počet obyvatel z 1,9 milionu na 4 miliony.
Aktivní imigrační a azylová politika Západního Berlína napomohla imigraci v 60. a 70. letech. Berlín je nyní domovem nejméně 180 000 tureckých a turecko-německých obyvatel, což berlínskou komunitu činí největší mimo Turecko. Již v roce 1989 bydlelo v západní části města 128.000 obyvatel turecké národnosti (43,2 % všech cizinců). Dnes lze ve městě najít již třetí i čtvrtou generaci přistěhovalců z této země.
V 90. letech 20. století byla umožněna imigrace do Německa některým obyvatelům bývalého Sovětského svazu, kteří jakýmkoliv způsobem prokázali svůj německý původ a získali tím německé občanství. I když jejich znalosti němčiny jsou v mnoha případech mizivé, nejsou v číslech zachyceni. Etničtí Němci z této země dnes tvoří největší část rusky mluvící komunity.
Během poslední dekády zažilo město příliv imigrantů z různých západních zemí a některých afrických regionů. Problematické je právě posouzení počtu a podílu občanů arabské národnosti, kde se jedná zejména o uprchlíky z občanské války v Libanonu, kde největší skupinu tvoří kategorie „národnost nevyjasněna“.
V prosinci 2019 bylo 777 345 (21,1%) registrovaných obyvatel cizí státní příslušnosti, kteří pocházeli ze 190 různých států, a dalších 542 975 (14,8%) mělo německé občanství s migračním pozadím, což znamená, že oni nebo alespoň jeden z jejich rodičů se přistěhovali do Německa po roce 1955. 48 procent obyvatel mladších 15 let má alespoň jednoho neněmeckého rodiče. V roce 2009 žilo v metropoli navíc 100 000 až 250 000 neregistrovaných obyvatel. Nejvíce osob s migračním rodinným zázemím žije v obvodech Mitte, Neukölln a Friedrichshain-Kreuzberg.

### Náboženství

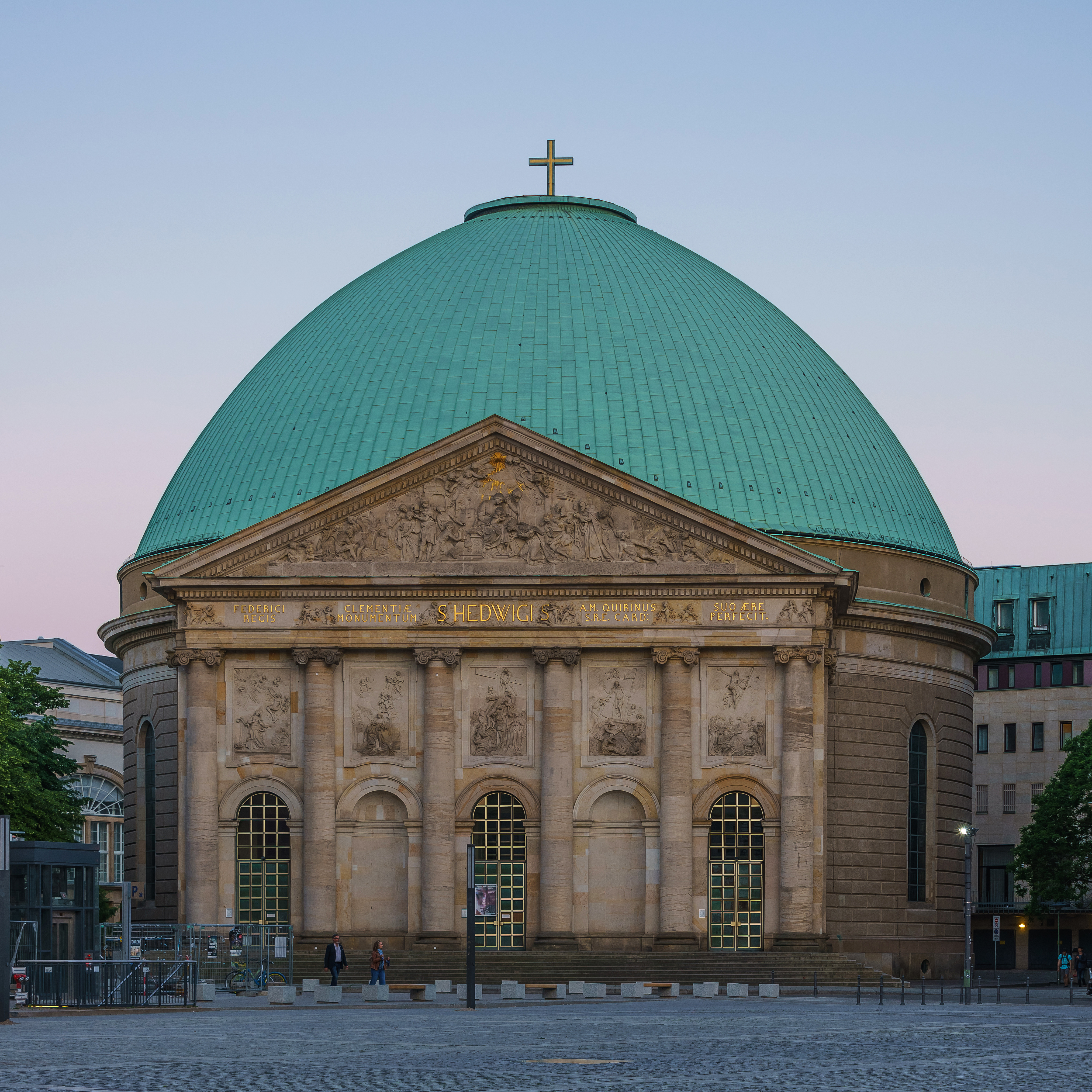
Katedrála svaté Hedviky Slezské

Podle sčítání lidu v roce 2011 přibližně 37 procent obyvatel (téměř 1 360 000) uvedlo, že jsou členy právně uznané církve nebo náboženské organizace. Zbytek k takové organizaci buď nepatřil, nebo se o příslušnosti nezmínili.
Nejrozšířenějším náboženským vyznáním zaznamenaným v roce 2010 byl protestantský církevní orgán — Evangelická církev Berlín-Braniborsko-Slezsko-Slezská Horní Lužice (EKBO) — sjednocená církev. EKBO je členem Evangelické církve v Německu (EKD). Členem bylo evangelické církve 18,7% populace, zatímco 9,1% bylo členem církve římskokatolické. Asi 2,7 % populace se identifikovalo s jinými křesťanskými denominacemi (většinou východní ortodoxní, ale také další odnože protestantů). Jiní čísla poskytuje registr obyvatel Berlína. Podle něj bylo v roce 2018 14,9 procenta členů evangelické církve a 8,5 procenta římskokatolické církve. Vláda vede evidenci členů těchto církví pro daňové účely, protože vybírá církevní daň.

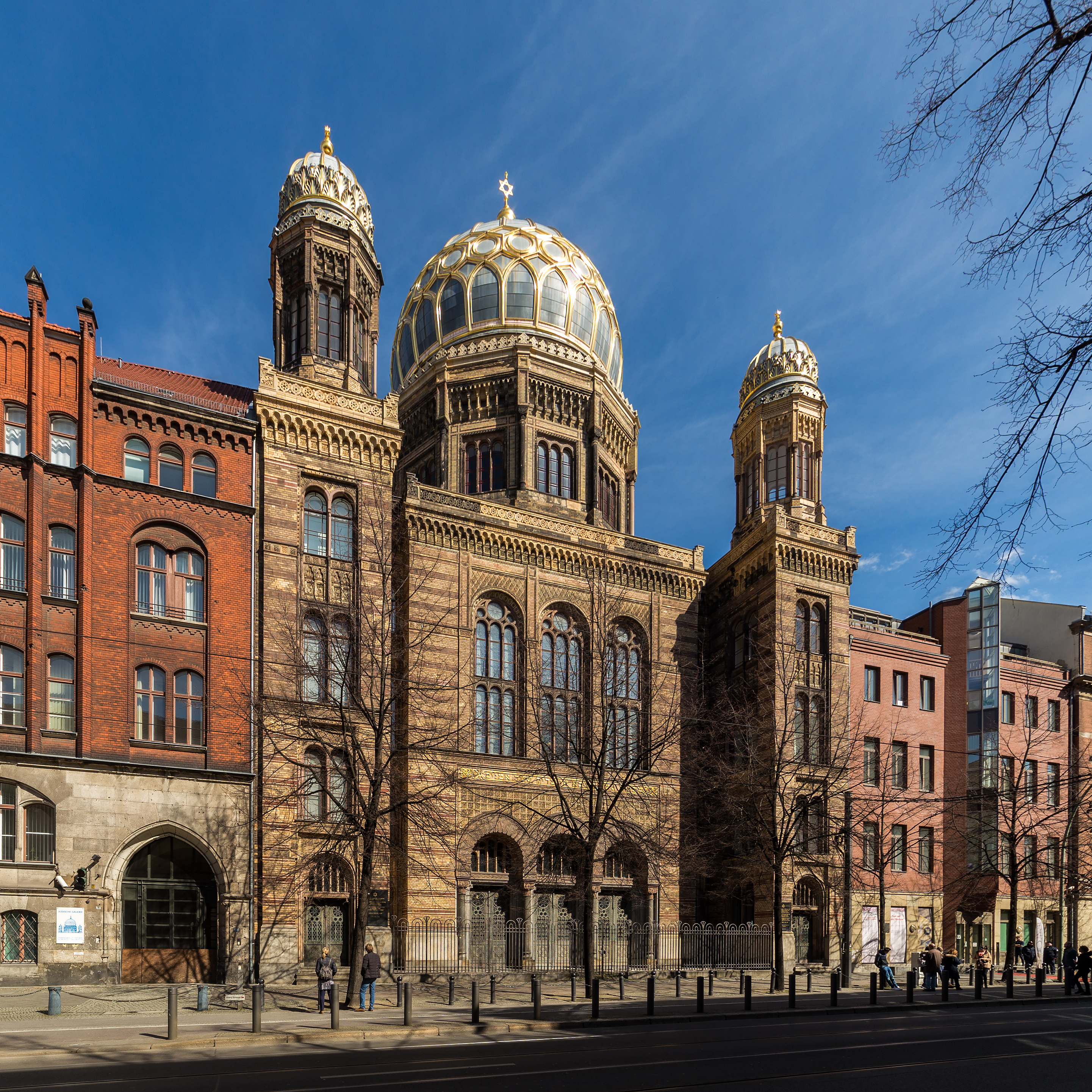
Pohled na Velkou synagogu, jednu z největších v Evropě

V roce 2009 uvedl statistický úřad, že ve městě žije přibližně 249 000 muslimů. V roce 2016 noviny Der Tagesspiegel odhadovaly, že ramadán v Berlíně dodržovalo asi 350 000 muslimů. V roce 2019 také přibližně 437 000 registrovaných obyvatel (11,6 %) uvedlo, že má migrační pozadí z jednoho z členských států Organizace islámské spolupráce. Mezi lety 1992 a 2011 se muslimská populace téměř zdvojnásobila. Ve městě stojí přes 80 mešit.
Asi 0,9 % Berlíňanů se hlásí k jinému náboženství. Z odhadované populace 30 000–45 000 židovských obyvatel je přibližně 12 000 registrovanými členy náboženské organizace. V tom je obsaženo ovšem přibližně 8000 vystěhovalců z bývalého SSSR počátkem devadesátých let. Před válkou v Berlíně žilo asi 170 000 Židů, z nichž asi 90 000 emigrovalo. Ze zbylých jich jen asi 800 přežilo holocaust. Ve městě stojí deset synagog.
Berlín má v současnosti také jednu z největších izraelských diaspor na světě. Mnoho Izraelců bylo s to získat v posledních dvou desetiletích německé občanství, jelikož jejich prarodiče byli před druhou světovou válkou a holokaustem německými státními příslušníky. V r. 2017 se jednalo o více než 33 tisíce osob; počet Izraelců žijící a pracující v Německu je však ještě daleko větší. V souvislosti s tímto fenoménem je Berlín často v poslední době nazýván jako „izraelské hlavní město Evropy“.

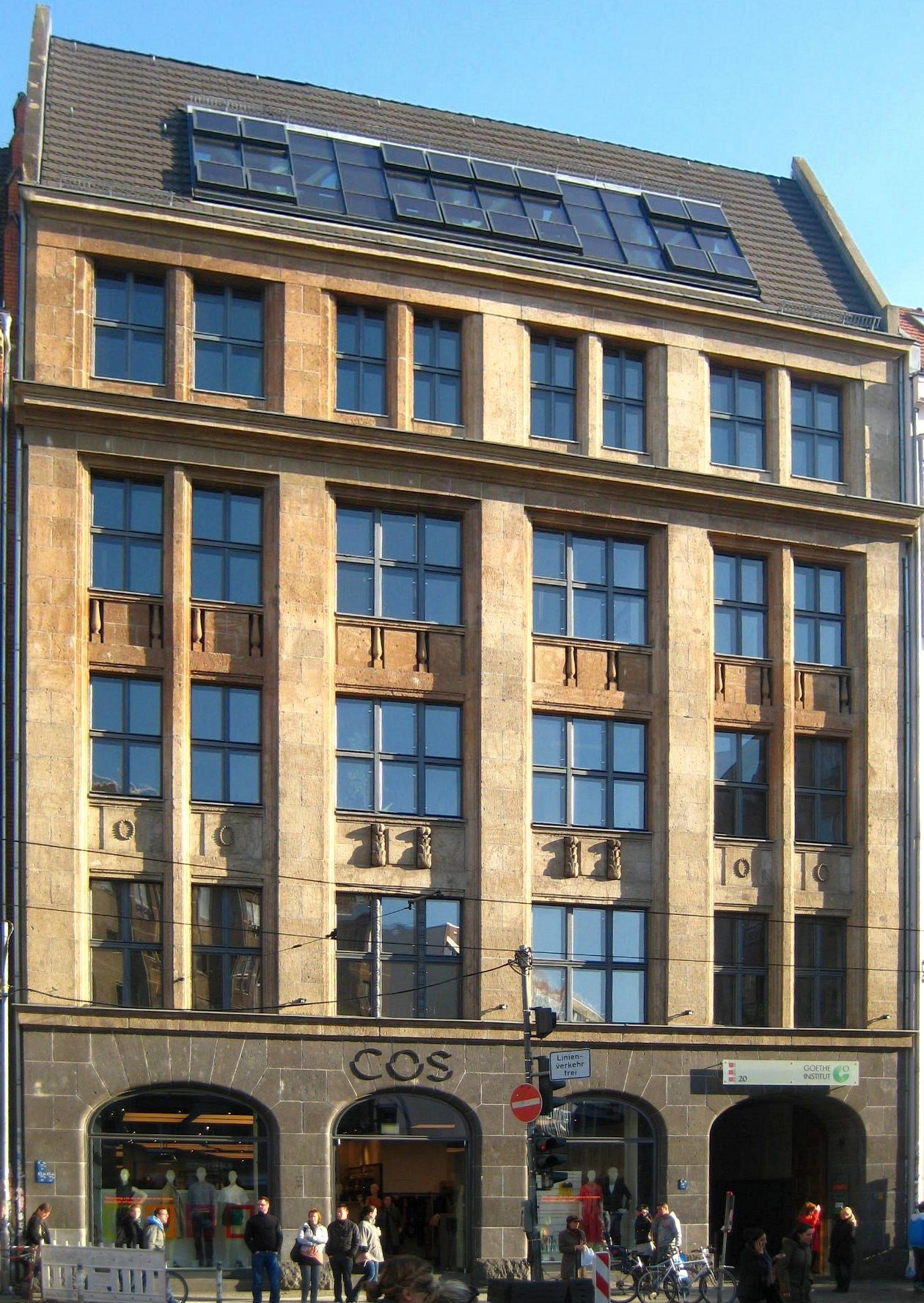
Goethe Institut

### Jazyky
Němčina je oficiálním a převládajícím mluveným jazykem v Berlíně. Jde o západogermánský jazyk, který většinu své slovní zásoby odvozuje z germánské větve indoevropské jazykové rodiny. Němčina je jedním z 24 jazyků Evropské unie a jedním ze tří pracovních jazyků Evropské komise. V rámci EU je němčina také nejrozšířenějším mateřským jazykem se zhruba 100 miliony rodilými mluvčími.
V Berlíně a okolní metropolitní oblasti se používá speciální varianta němčiny zvaná Berlinisch nebo Berlinerisch. Pochází z braniborské varianty. Díky zvýšené imigraci a trendům mezi vzdělanou populací mluvit standardní němčinou v každodenním životě postupně mizí.
Nejčastěji používanými cizími jazyky v Berlíně jsou turečtina, polština, angličtina, perština, arabština, italština, bulharština, ruština, rumunština, kurdština, srbochorvatština, francouzština, španělština a vietnamština. Turečtina, arabština, kurdština a srbochorvatština jsou častěji slyšet v západní části města, zatímco polština, angličtina, ruština a vietnamština mají ve východním Berlíně více rodilých mluvčích.

## Správa

### Spolková země

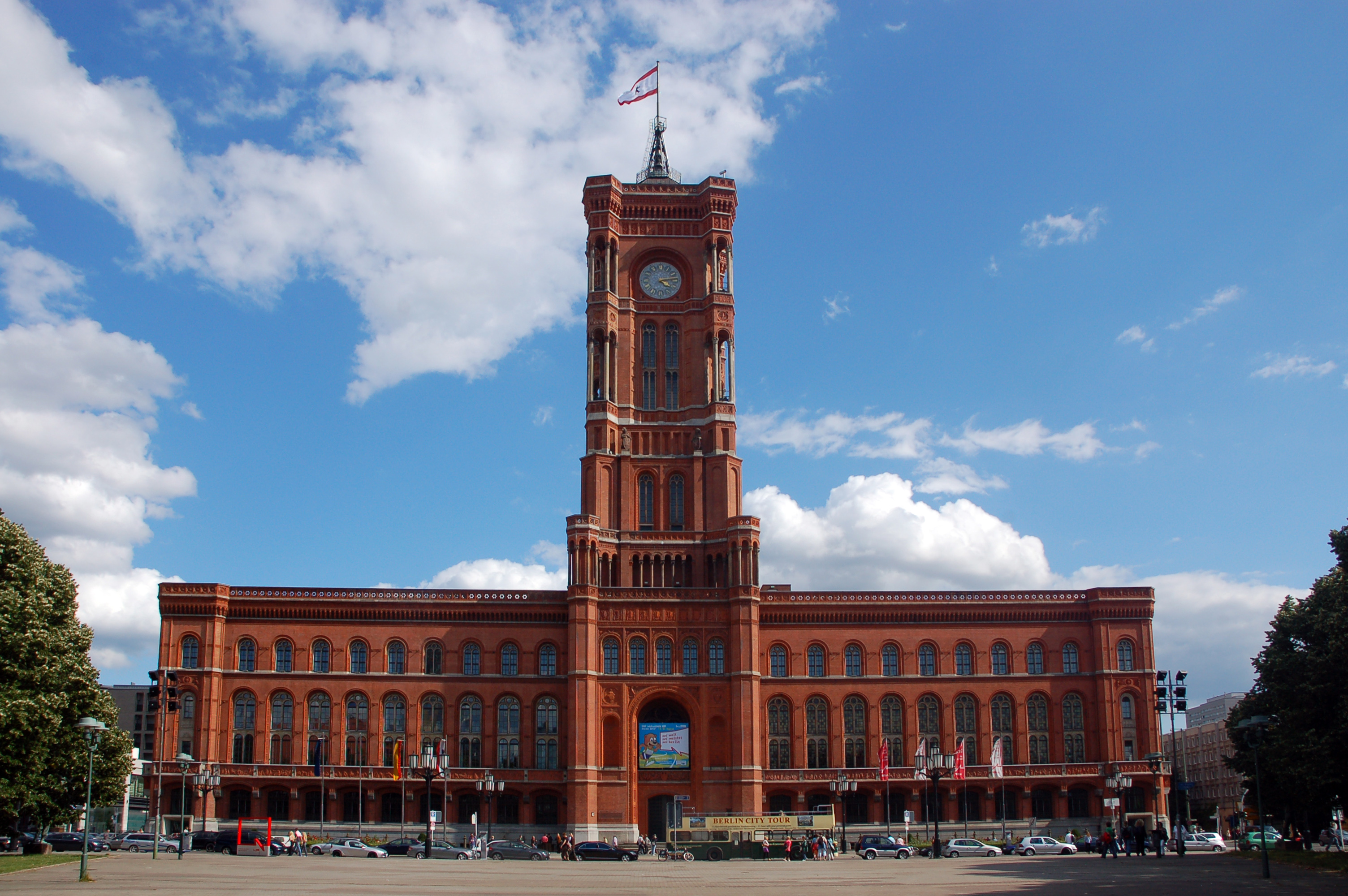
Rudá radnice v Berlíně

Od znovusjednocení dne 3. října 1990 je Berlín jedním ze tří městských států v Německu a jednou ze 16 současných spolkových států Německa. Poslanecká sněmovna funguje jako městský a státní parlament. Během současného volebního období má 147 členů. Výkonným orgánem je Senát Berlína. Senát se skládá z vládnoucího starosty a až deseti senátorů zastávajících ministerské funkce. Celkový roční státní rozpočet Berlína v roce 2015 přesáhl 24,5 miliardy eur, včetně rozpočtového přebytku ve výši 205 milionů eur. Stát disponuje rozsáhlým majetkem, včetně administrativních a vládních budov, realitních společností, ale má i podíly v olympijském stadionu, bazénech, bytových společnostech a dalších společnostech.
Vládnoucí starosta je současně primátorem města Berlín a ministerským premiérem státu Berlín. Kancelář vládnoucího starosty je v Červené radnici (Rotes Rathaus). Od roku 2023 tento úřad zastává Kai Wegner ze Křesťanskodemokratické unie (CDU). Významným primátorem byl také Klaus Wowereit ze Sociálnědemokratické strany Německa (SPD), který jako první německý politik v roce 2001 veřejně přiznal svoji homosexualitu. Primátorem byl mezi lety 2001 a 2014.

### Administrativní dělení

12 berlínských městských obvodů

Berlín je rozdělen do 12 obvodů (Bezirk). Původně jich bylo 23, zákonem o územní reformě z roku 1998 byl však jejich počet k 1. lednu 2001 snížen na 12, přičemž v některých případech došlo ke sloučení bývalých západních a východních obvodů. Cílem bylo dosáhnout obvodů s minimálně 200 tisíci obyvateli. Tuto podmínku již splňovaly Neukölln, Špandava a Reinickendorf.
Obvody se dále dělí na menší území (Ortsteile), které odpovídají mnohem starším obcím, které existovaly do vytvoření Velkého Berlína. Ty se později urbanizovaly a začlenily do města. Mnoho obyvatel se silně identifikuje se svými čtvrtěmi, hovorově nazývanými Kiez, naopak se příliš neidentifikují se svým obvodem.

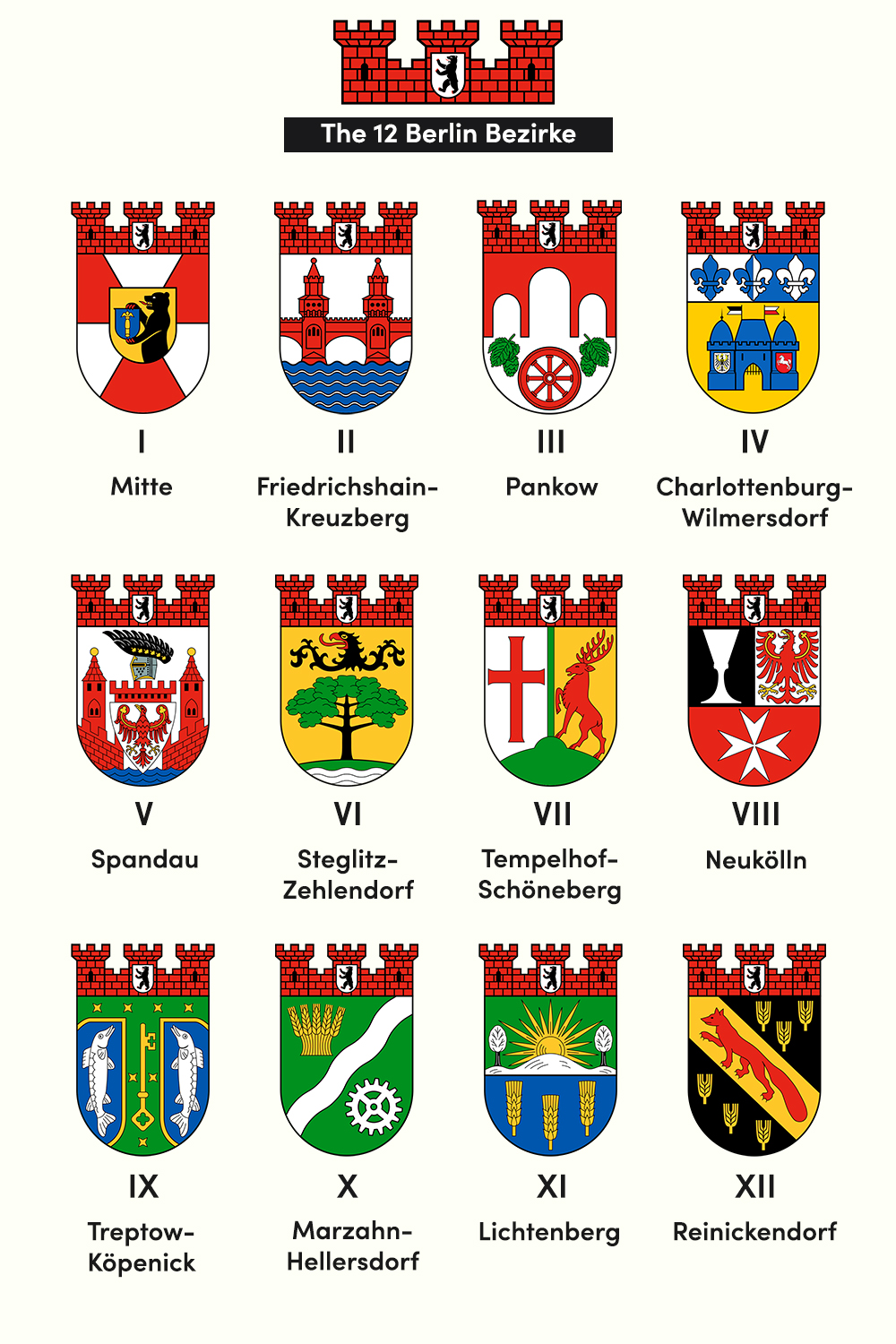
Znaky městských obvodů

Každý obvod je řízen radou (Bezirksamt) sestávající z pěti členů včetně starosty obvodu (Bezirksbürgermeister). Rada je volena zastupitelstvem městské části (Bezirksverordnetenversammlung). Jednotlivé městské části však nejsou samostatnými obcemi, ale jdou podřízeny městu Berlínu. Míra jejich samosprávy není tudíž srovnatelná se zemskými okresy.
| číslo | název                      | rozloha (km²) | počet obyvatel (30.6.2018) | hustota zalidnění (obyv./km²) |
| ----- | -------------------------- | ------------- | -------------------------- | ----------------------------- |
| 1     | Berlin-Mitte               | 39,47         | 379 610                    | 9 618                         |
| 2     | Friedrichshain-Kreuzberg   | 20,16         | 285 963                    | 14 185                        |
| 3     | Pankow                     | 103,01        | 404 534                    | 3 927                         |
| 4     | Charlottenburg-Wilmersdorf | 64,72         | 338 923                    | 5 237                         |
| 5     | Spandau                    | 91,91         | 241 905                    | 2 632                         |
| 6     | Steglitz-Zehlendorf        | 102,50        | 307 088                    | 2 996                         |
| 7     | Tempelhof-Schöneberg       | 53,09         | 349 265                    | 6 579                         |
| 8     | Neukölln                   | 44,93         | 329 767                    | 7 340                         |
| 9     | Treptow-Köpenick           | 168,42        | 267 167                    | 1 586                         |
| 10    | Marzahn-Hellersdorf        | 61,74         | 267 452                    | 4 332                         |
| 11    | Lichtenberg                | 52,29         | 288 320                    | 5 514                         |
| 12    | Reinickendorf              | 89,46         | 263 920                    | 2 950                         |

### Partnerská města
Berlín udržuje oficiální partnerství se 17 městy. Partnerství měst mezi Berlínem a ostatními městy začalo dohodou s Los Angeles v roce 1967. Partnerství navázaná východním Berlínem byla zrušena po znovusjednocení Německa, ale později byla částečně obnovena. Partnerská města Západního Berlína byla dříve omezena na úroveň městských částí. Během studené války tato partnerství odrážela mocenské bloky, přičemž Západní Berlín spolupracoval s hlavními městy západního světa a Východní Berlín většinou s městy z Varšavské smlouvy a dalších socialistických zemí.
Níže uvedená partnerství uzavřelo město Berlín jako celek (stav k 16. prosinci 2006); 
jednotlivé obvody mají další partnerská města.
| - Brusel, Belgie (1992) - Budapešť, Maďarsko (1991) - Buenos Aires, Argentina (1994) - Ciudad de México, Mexiko (1993) - Istanbul, Turecko (1988) - Jakarta, Indonésie (1993) - Kyjev, Ukrajina (2023) - Londýn, Spojené království (2000) - Los Angeles, Spojené státy americké (1967) - Madrid, Španělsko (1988) | - Ciudad de México, Mexiko (1993) - Moskva, Rusko (1991) - Paříž, Francie (1987) - Peking, Čína (1994) - Praha, Česko (1995) - Taškent, Uzbekistán (1993) - Tokio, Japonsko (1994) - Varšava, Polsko (1991) - Windhoek, Namibie (2000) |

### Hlavní město
Berlín je hlavním městem Spolkové republiky Německo. Prezident Německa, jehož funkce jsou podle německé ústavy hlavně slavnostní, má oficiální sídlo v paláci Bellevue. Berlín je sídlem Německého kancléře (předsedy vlády), který sídlí v budově kancléřství. Před kancléřstvím stojí opravená budova Reichstagu (Říšského sněmu), v níž sídlí Německý spolkový sněm, dolní komora německého parlamentu. Do této budovy se přestěhoval v roce 1998 z Bonnu, hlavního města západního Německa. Spolková rada (horní komora) se zastoupením 16 spolkových zemí má své sídlo v bývalé pruské Sněmovně lordů. Spolková ministerstva mají většinou dvě sídla, jedno v Berlíně a druhé v Bonnu.
V Berlíně sídlí celkem 158 zahraničních zastupitelských úřadů. Velvyslanectví České republiky v Berlíně sídlí v brutalistické budově na ulici Mohrenstrasse v bývalé východní části města. Původně se jednalo o sídlo Velvyslanectví Československé socialistické republiky v Německé demokratické republice.

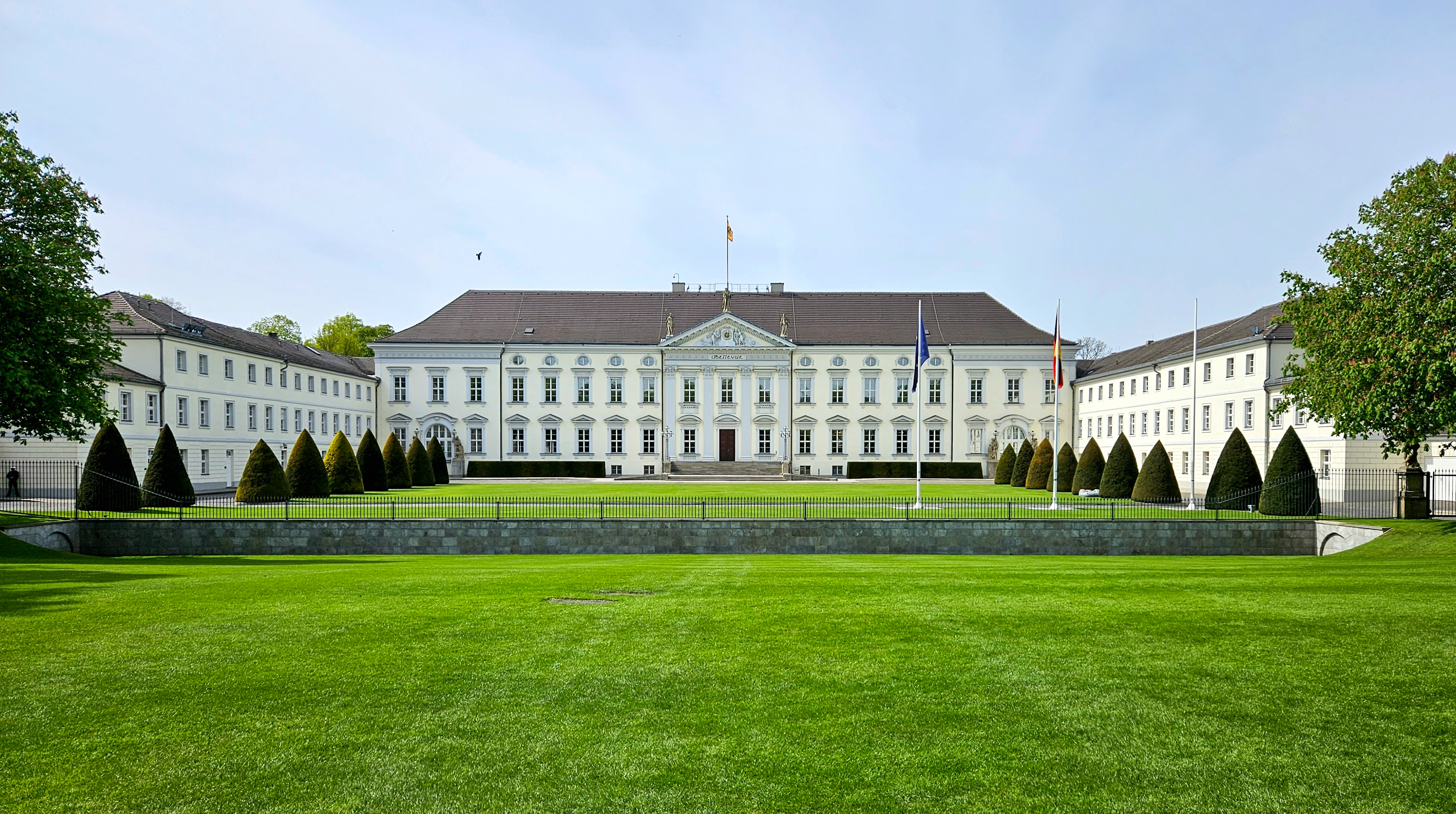
Palác Bellevue, sídlo prezidenta
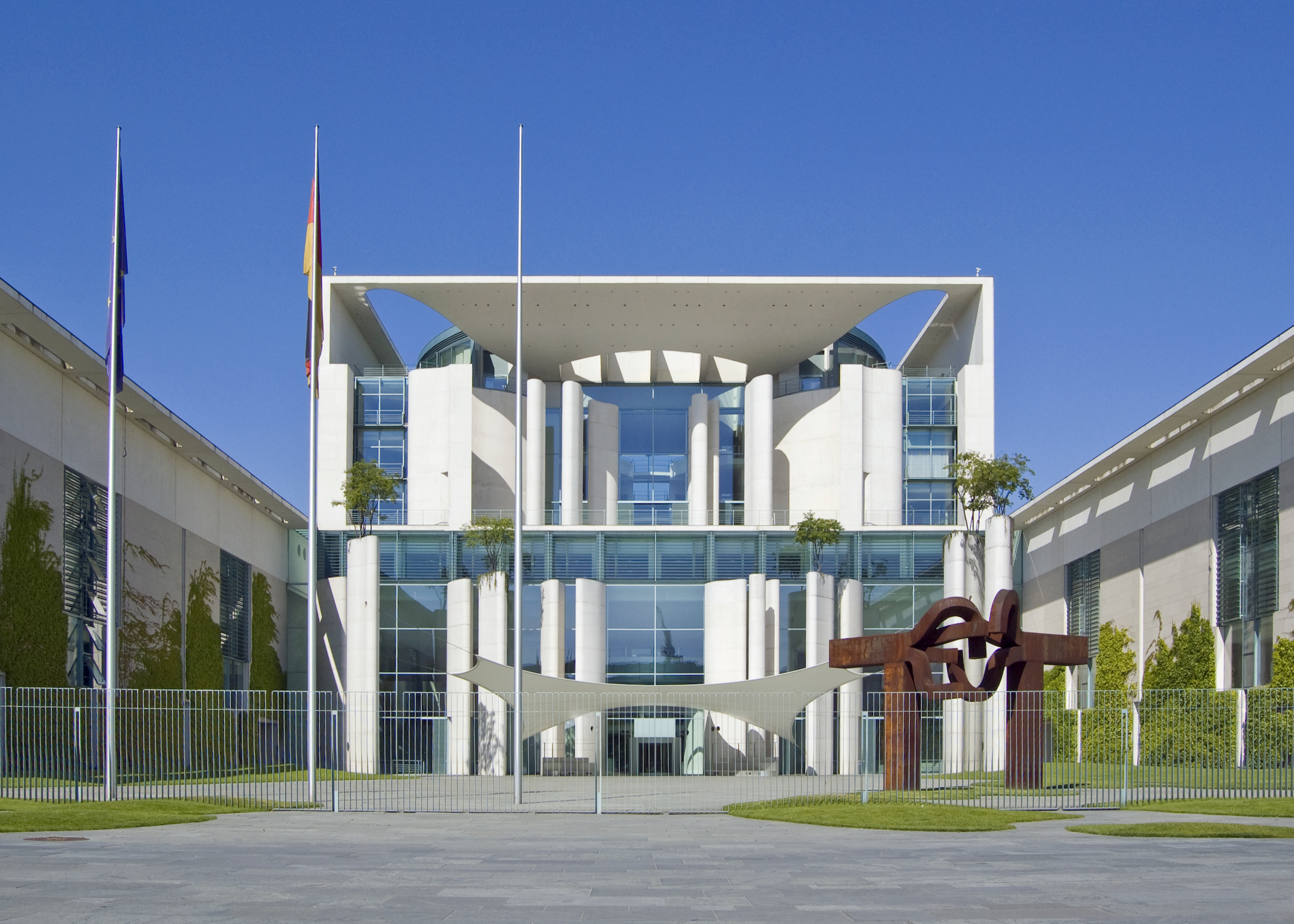
Spolkové kancléřství, sídlo kancléře
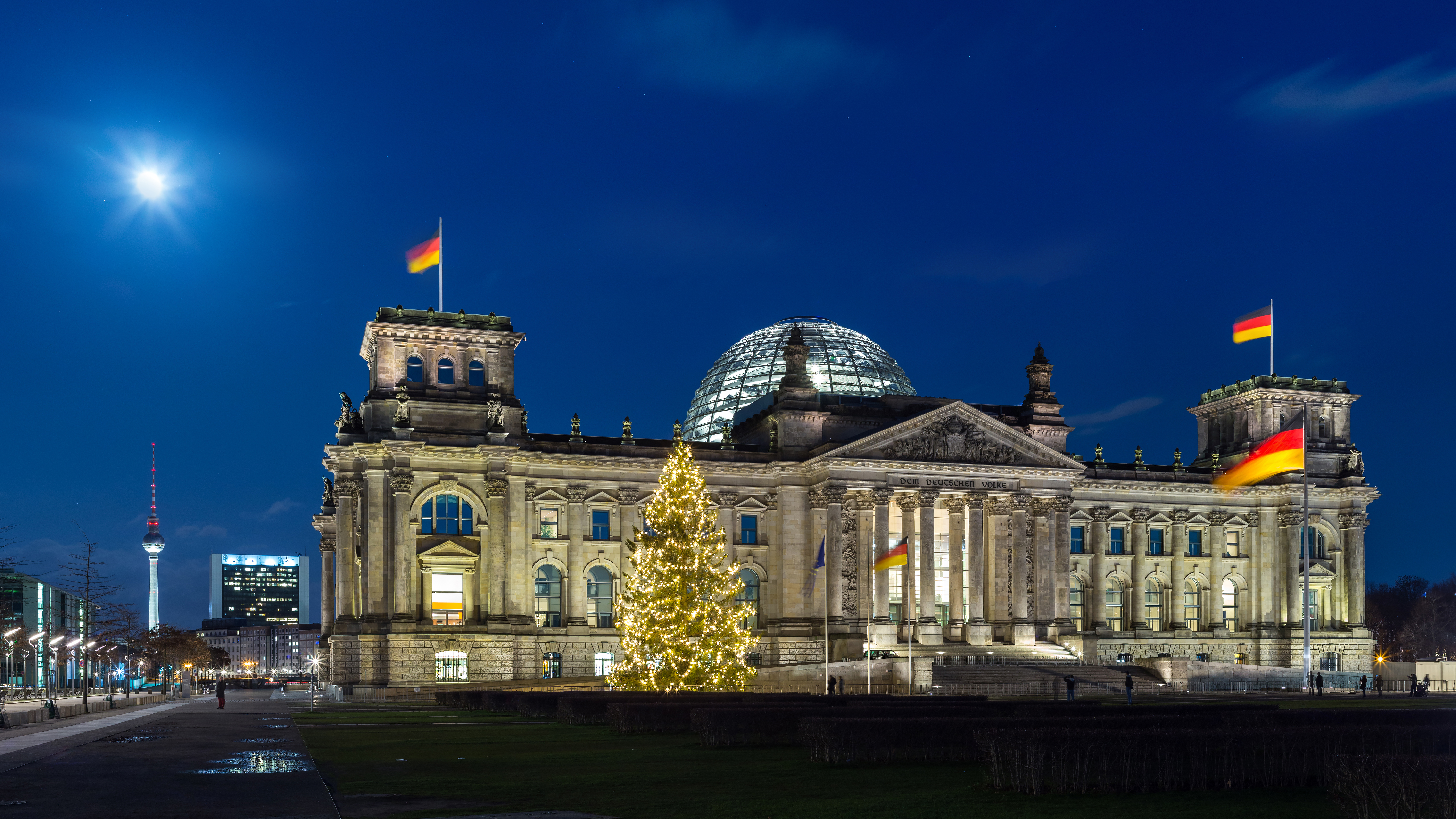
Bundestag, sídlo Německého spolkového sněmu
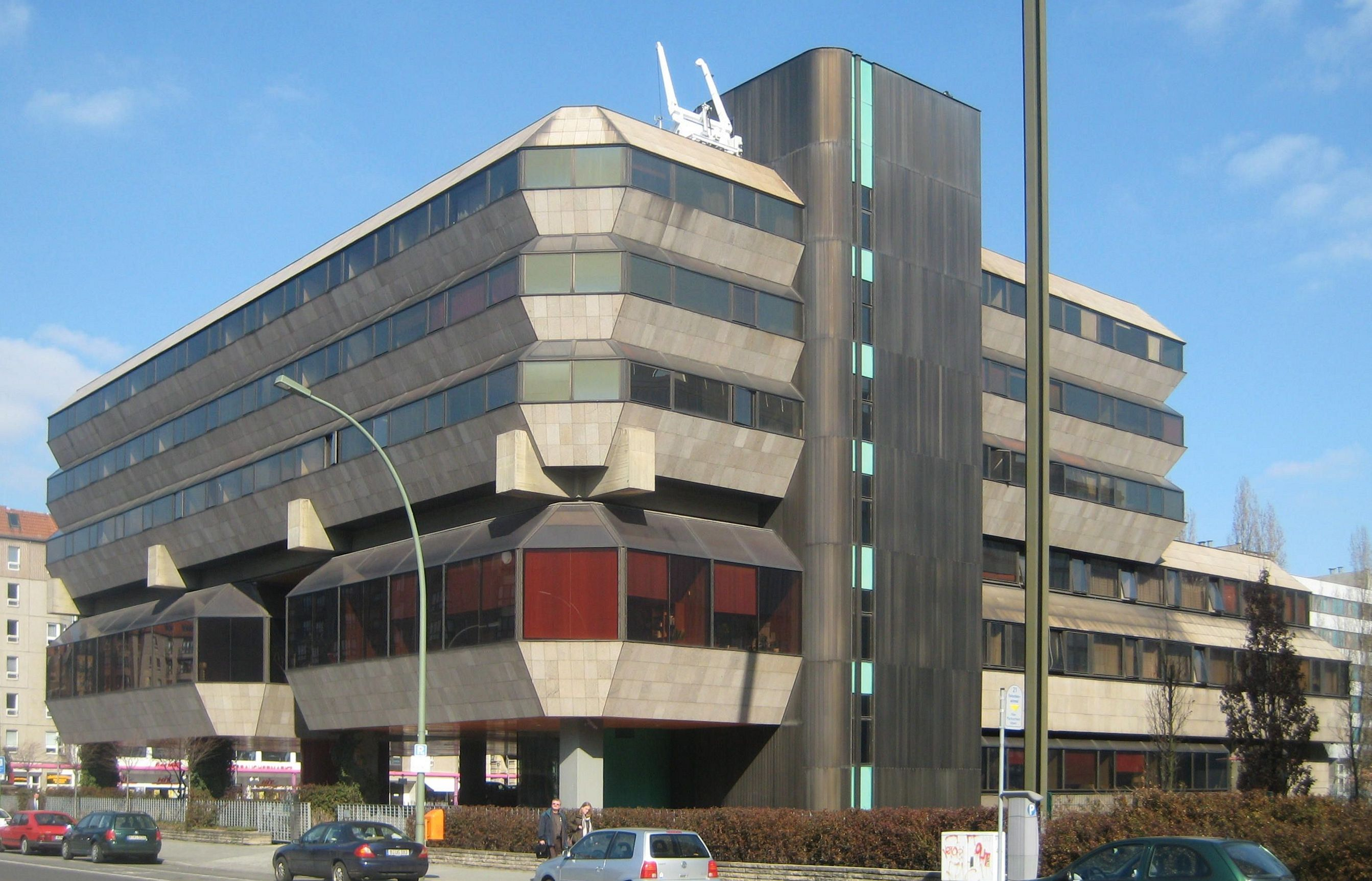
Velvyslanectví České republiky v Berlíně

## Ekonomika

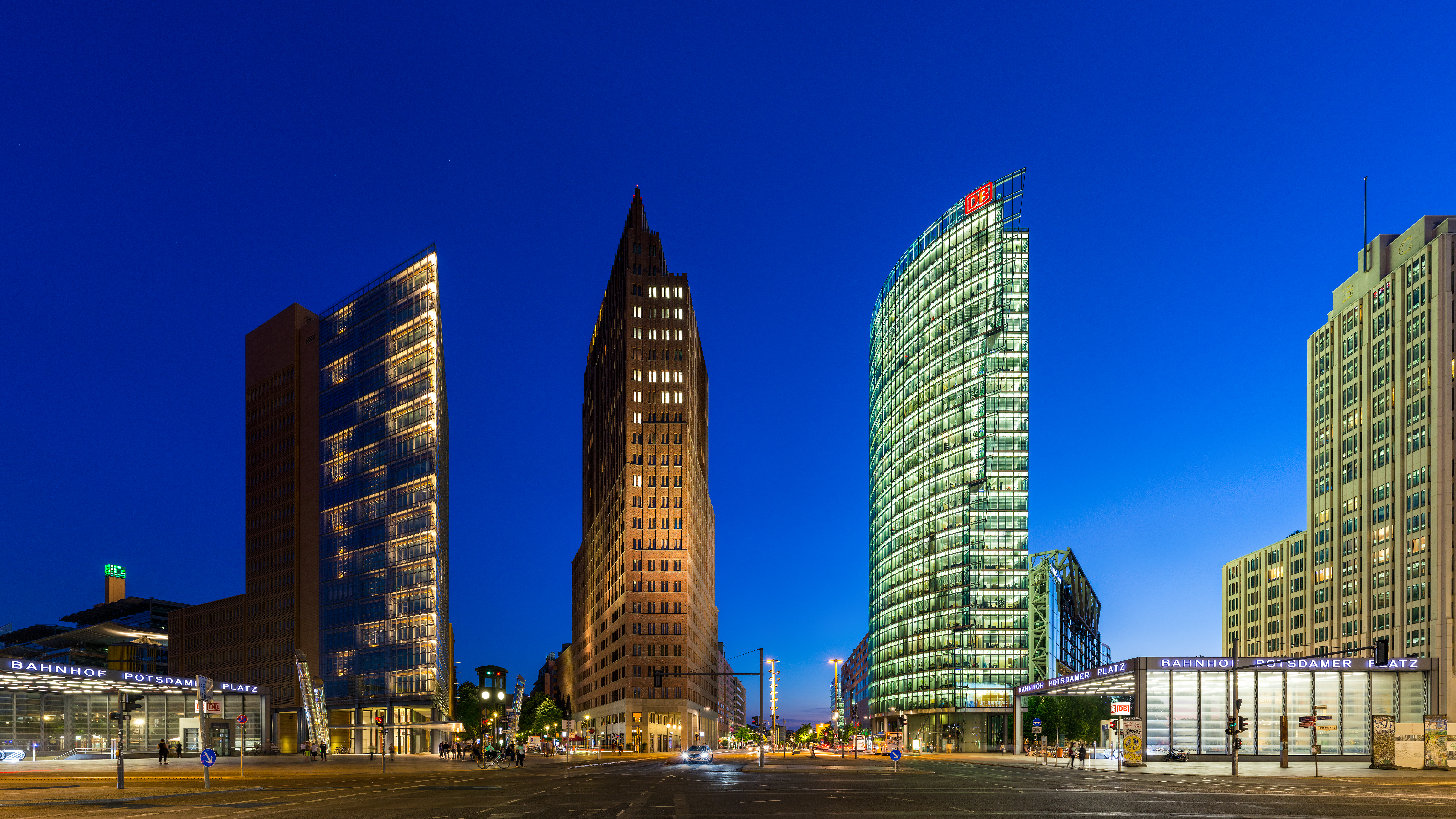
Postupimské náměstí (Sídlo Deutsche Bahn)

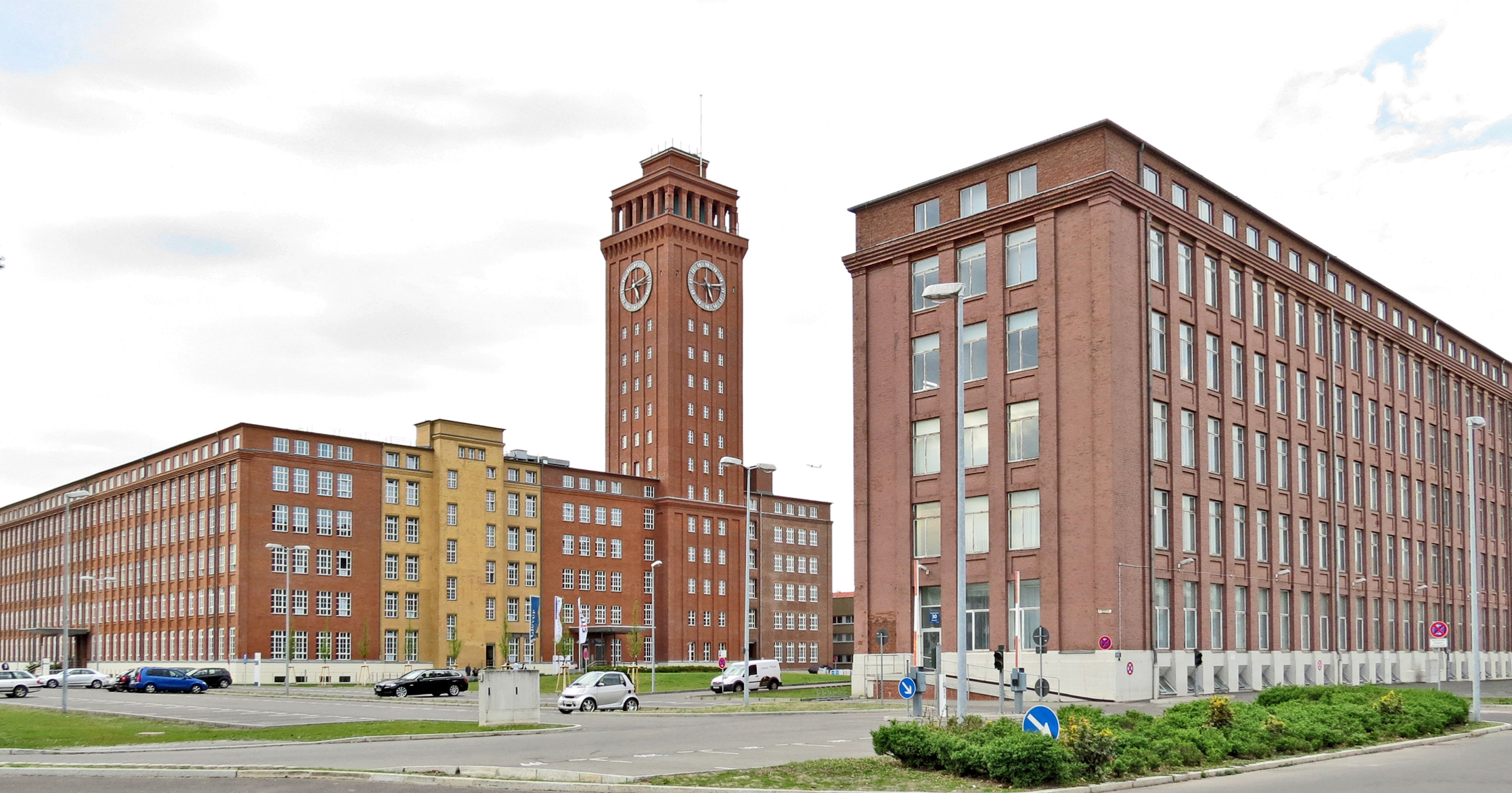
Siemens

V roce 2021 Berlín vytvořil HDP ve výši 163 miliard eur, což je nárůst o 3,3 % oproti předchozímu roku. Ve městě existovalo 167 057 průmyslových a živnostenských podniků (roku 2002 jen 111 039). Situace je charakterizována především pozitivními tendencemi. Berlínské ekonomice dominuje sektor služeb, přičemž asi 84% všech společností podniká právě v tomto sektoru. V roce 2015 činila celková pracovní síla v Berlíně 1,85 milionu lidí. Míra nezaměstnanosti dosáhla v listopadu 2019 28letého minima 7,8%. Od roku 2012 do roku 2015 zaznamenal Berlín nejvyšší roční růst zaměstnanosti ze všech spolkových zemí. V tomto období bylo vytvořeno kolem 130 000 pracovních míst.
Mezi důležité ekonomické sektory v Berlíně patří doprava, informační a komunikační technologie, média, hudba, reklama a design, biotechnologie, ekologické služby, stavebnictví, e-commerce, maloobchod, poskytování hotelových služeb a lékařské inženýrství.
Výzkum a vývoj má pro město také ekonomický význam. Několik velkých korporací jako Volkswagen, Pfizer či SAP provozuje ve městě inovační laboratoře. Vědecko-podnikatelský park v Adlershofu je dle výnosů největší technologický park v Německu. V rámci eurozóny se Berlín stal centrem pro mezinárodní investice.

### Významné společnosti

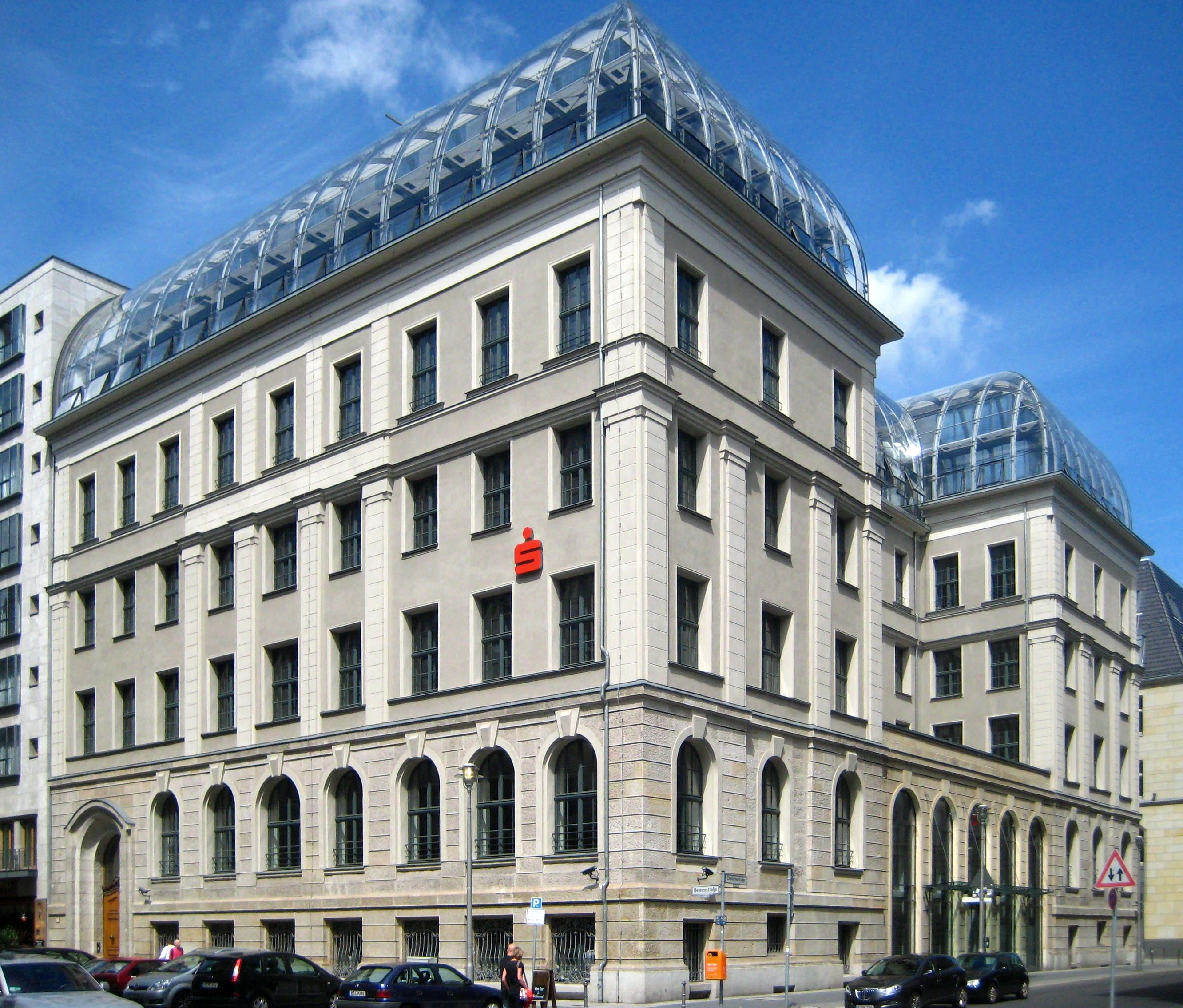
Sparkassen-Finanzgruppe

Mnoho německých a mezinárodních společností sídlí v Berlíně. V roce 2015 Berlín vygeneroval nejvíce startupového kapitálu v Evropě.
Mezi 10 největších zaměstnavatelů v Berlíně patří městský stát Berlín, Deutsche Bahn, zřizovatelé nemocnic Charité a Vivantes, Spolková vláda Německa, místní poskytovatel veřejné dopravy BVG (Berliner Verkehrsbetriebe), Siemens a Deutsche Telekom.
Siemens, společnost na seznamech Global 500 a DAX, má částečně sídlo v Berlíně. Dalšími společnostmi na indexu DAX se sídlem v Berlíně jsou realitní společnost Deutsche Wohnen a služba rozvozu jídla Delivery Hero. Národní železniční dopravce Deutsche Bahn, největší evropský mediální dům Axel Springer SE, společnosti Zalando a HelloFresh mají své hlavní sídlo ve městě. Mezi největší mezinárodní korporace, které mají svou německou či evropskou pobočku v Berlíně, patří Bombardier Transportation, Securing Energy for Europe, Coca-Cola, Pfizer, Sony a TotalEnergies.
Od roku 2018 byly třemi největšími bankami se sídlem v Berlíně Deutsche Kreditbank, Landesbank Berlin a Berlin Hyp.
Mercedes-Benz Group v německé metropoli vyrábí automobily a BMW motocykly. V roce 2022 otevřel americký výrobce elektromobilů Tesla svou první evropskou gigafactory nedaleko za hranicemi města v obci Grünheide (Mark) v Braniborsku. Farmaceutické divize společností Bayer a Berlin Chemie jsou hlavními farmaceutickými firmami ve městě.

### Média

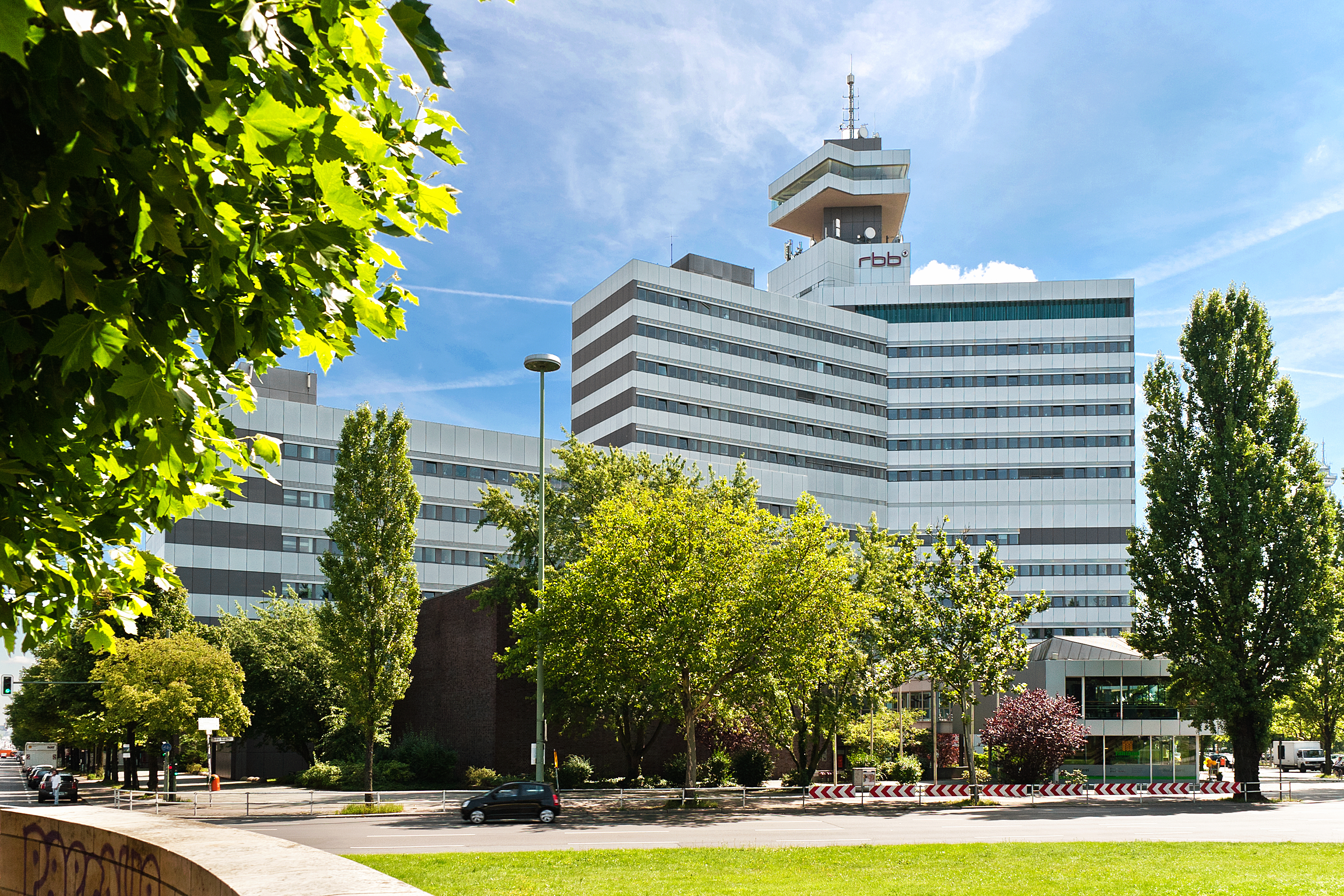
Rundfunk Berlin Brandenburg

Berlín je domovem mnoha vydavatelů časopisů, novin a knih. Kromě toho asi 20 tiskových agentur, více než 90 regionálních deníků a 22 národních sdělovacích prostředků, jako je Der Spiegel a Die Zeit, posilují zastoupení ve městě kvůli důležitosti. Ve městě žije a pracuje mnoho mezinárodních novinářů, bloggerů a spisovatelů.
Berlín je centrálním místem několika mezinárodních a regionálních televizních a rozhlasových stanic. Veřejnoprávní vysílací společnost pro Berlín a Braniborsko RBB či komerční vysílací stanice MTV mají sídlo v Berlíně. Německá mezinárodní veřejnoprávní stanice Deutsche Welle má svou pobočku v Berlíně stejně jako většina národních německých vysílatelů včetně ZDF a RTL Group.
Berlín má největší počet vydávaných novin v Německu, mezi ty regionální patří například Berliner Morgenpost, Berliner Zeitung či Der Tagesspiegel. Třemi hlavními bulvárními celostátními deníky různé velikosti a s různou politickou příslušností jsou Die Welt, Neues Deutschland a Die Tageszeitung. The Exberliner je vydáván v angličtině a La Gazette de Berlin jsou francouzsky psané noviny.
Mezi další velká nakladatelství a jiné mediální firmy patří například Axel Springer SE, Deutsche Grammophon,Ecosia, BMG Rights Managemen a Springer Nature.

### Cestovní ruch

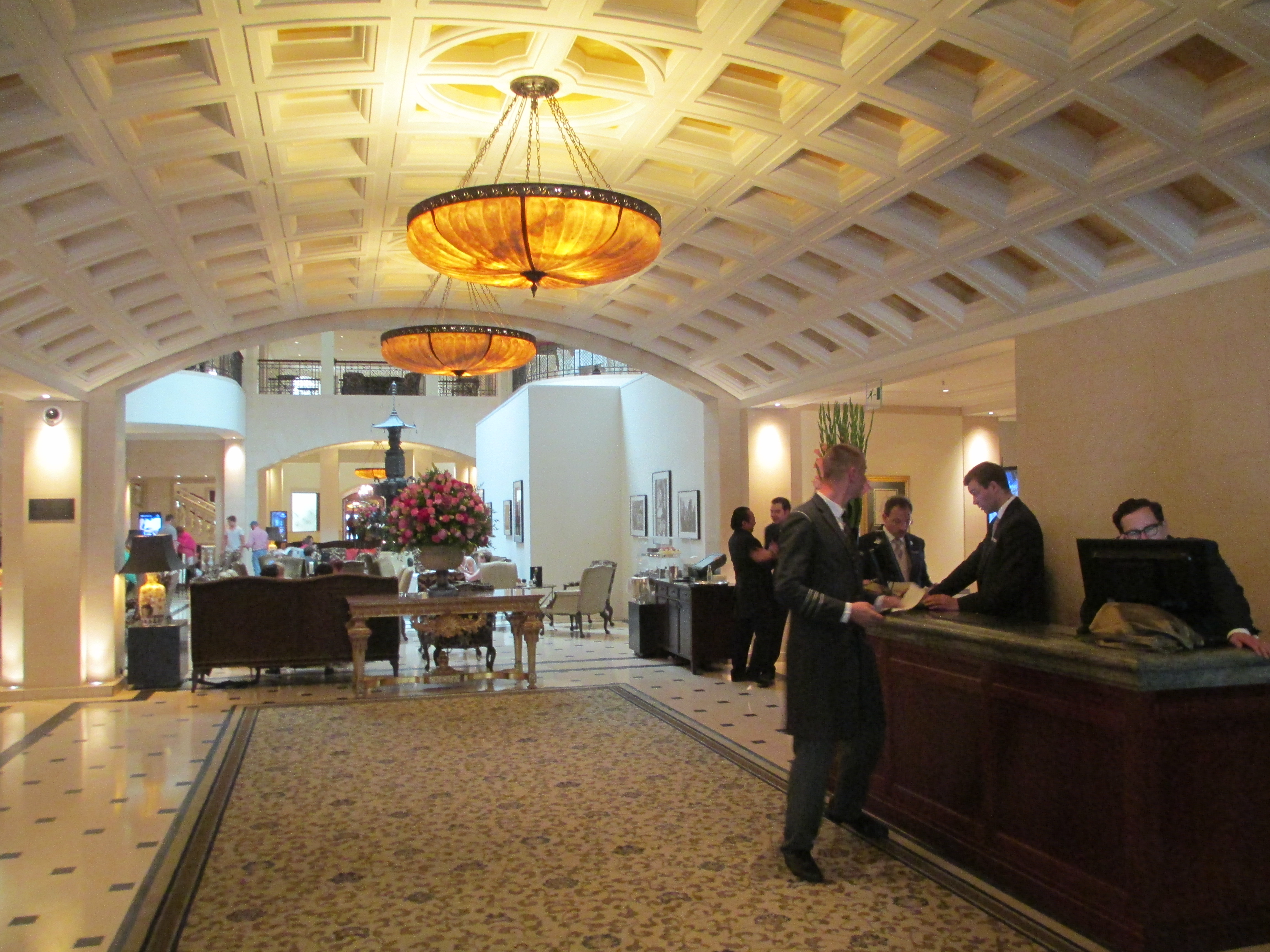
Hotel Adlon

Berlín ročně navštíví přes 13,0 miliónů turistů (2017), z nichž polovinu tvoří cizinci. Průměrná doba návštěvy činí 2,2 dne. Toto číslo tvoří především služební cesty obchodníků. V Berlíně se nachází přes 800 hotelů a pensionů, z toho 30 luxusních hotelů.
Hotel Adlon je hotel na ulici Unter den Linden, hlavním bulváru v centru Berlína, přímo naproti Braniborské bráně. Byla zde navržena budova částečně inspirovaná originálem, a 23. srpna 1997 prezident Spolkové republiky Německo otevřel nový Hotel Adlon, který stál na stejném místě jako původní hotel.
Mezi nejnavštěvovanější místa v Berlíně patří: Postupimské náměstí, Braniborská brána, Berlínská zeď, Alexanderplatz, Ostrov muzeí, Fernsehturm, East Side Gallery, zámek Charlottenburg, zoologická a botanická zahrada, Vítězný sloup, Památník Berlínské zdi, Französischer Dom, Deutscher Dom a Židovský památník. Největší skupiny návštěvníků pochází z Německa, Spojeného království, Nizozemska, Itálie, Španělska a Spojených států.
Berlín patří mezi největší veletržní a výstavní centra v Evropě co do počtu návštěvníků a vystavovatelů. Ročně pořádají Berlínské veletrhy přes 30 veletrhů a výstav doma. Dle statistik je město také celosvětovou jedničkou dle počtu pořádaných kongresů, v roce 2015 jich hostil celkem 195. Některé akce se konají třeba v Berlínském kongresovém centru (bcc) nebo v CityCubeBerlin.
Berlínské výstaviště Messe Berlin (Berlin ExpoCenter City) je největším pořadatelem rozsáhlých výstav a veletrhů ve městě. Hlavní výstavní plocha přesahuje 160 tisíc metrů čtverečných. Ve městě se konají známé výstavy jako Zelený týden (Grüne Woche – potraviny a přidružené výrobky), Mezinárodní rozhlasová výstava (IFA), InnoTrans, Fruit Logistica, Venus Berlin (erotický veletrh), ILA Berlin či Mezinárodní turistická burza (ITB Berlín). Známou akcí je také Berlínský týden módy (Berliner Modewoche), který se koná dvakrát ročně. Ačkoli byl založen v roce 2007, získal si mezinárodní pozornost díky mladým kreativním návrhářům.

### Kvalita života

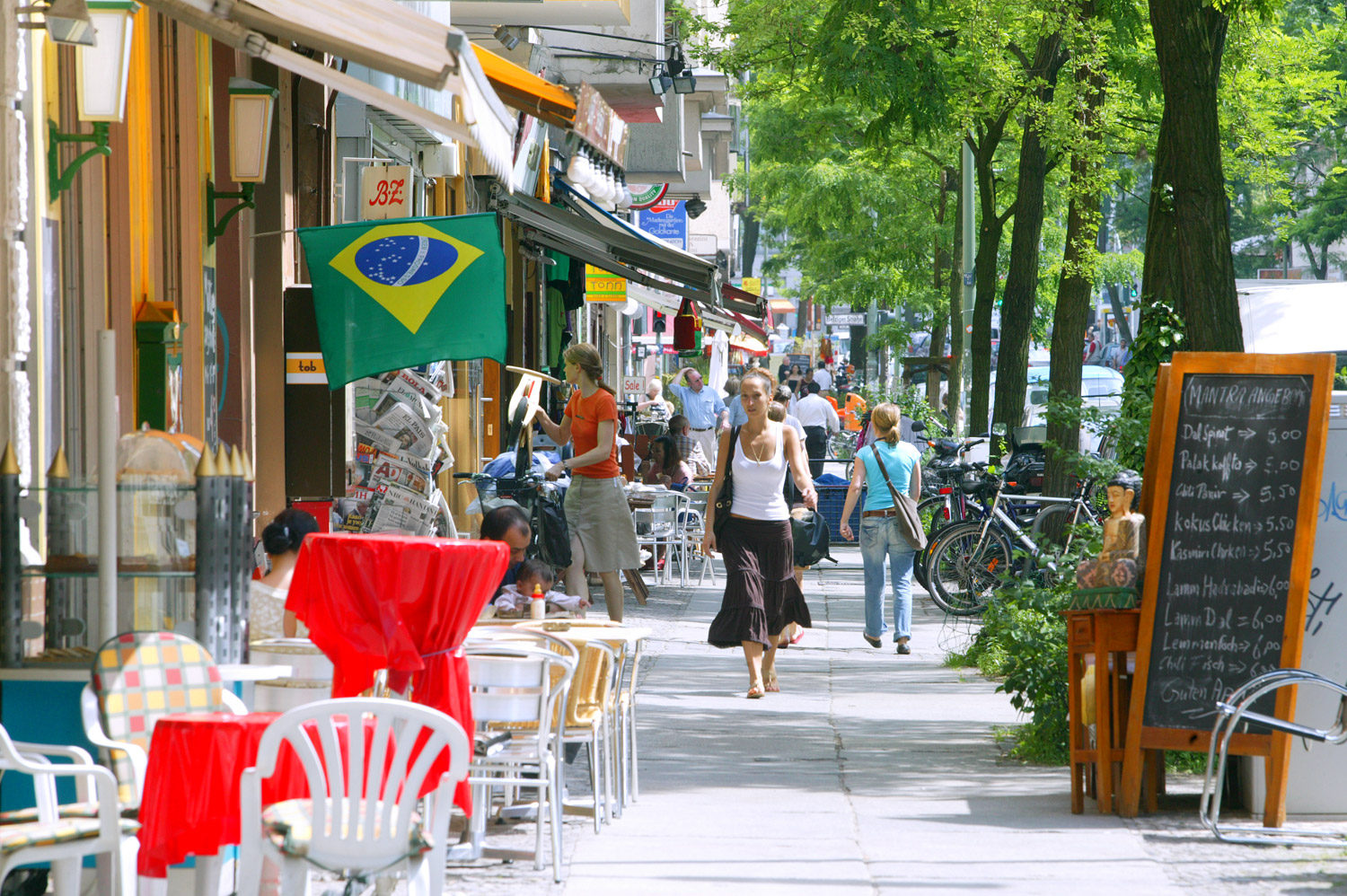
Schöneberg

Podle společnosti Mercer se Berlín v roce 2019 umístil na 13. místě v žebříčku Quality of living city.
Podle Monocle je Berlín 6. nejlepším městem k životu. Economist Intelligence Unit řadí Berlín na 21. místo ze všech světových měst. Berlín je na 8. místě v Global Power City Index, který řadí města podle vlivu.
V roce 2019 měl Berlín podle HWWI a Berenberg Bank nejlepší vyhlídky do budoucna ze všech měst v Německu. Podle studie Forschungsinstitut Prognos z roku 2019 se Berlín umístil na 92. místě ze všech 401 regionů v Německu. Je však na čtvrtém místě z regionů v bývalém východním Německu po Jeně, Drážďanech a Postupimi.

## Doprava

### Silniční
V roce 2013 bylo ve městě registrováno 1,344 milionu motorových vozidel. S 377 auty na 1000 obyvatel (německý průměr činí 570 aut na 1000 obyvatel) má Berlín jeden z nejnižších počtů aut na obyvatele ze západoevropských měst.
Městem prochází celkem 5 422 km silnic, z nichž 77 je klasifikováno jako dálnice. Celkem 979 mostů překonává 1 vodní cestu ve městě.

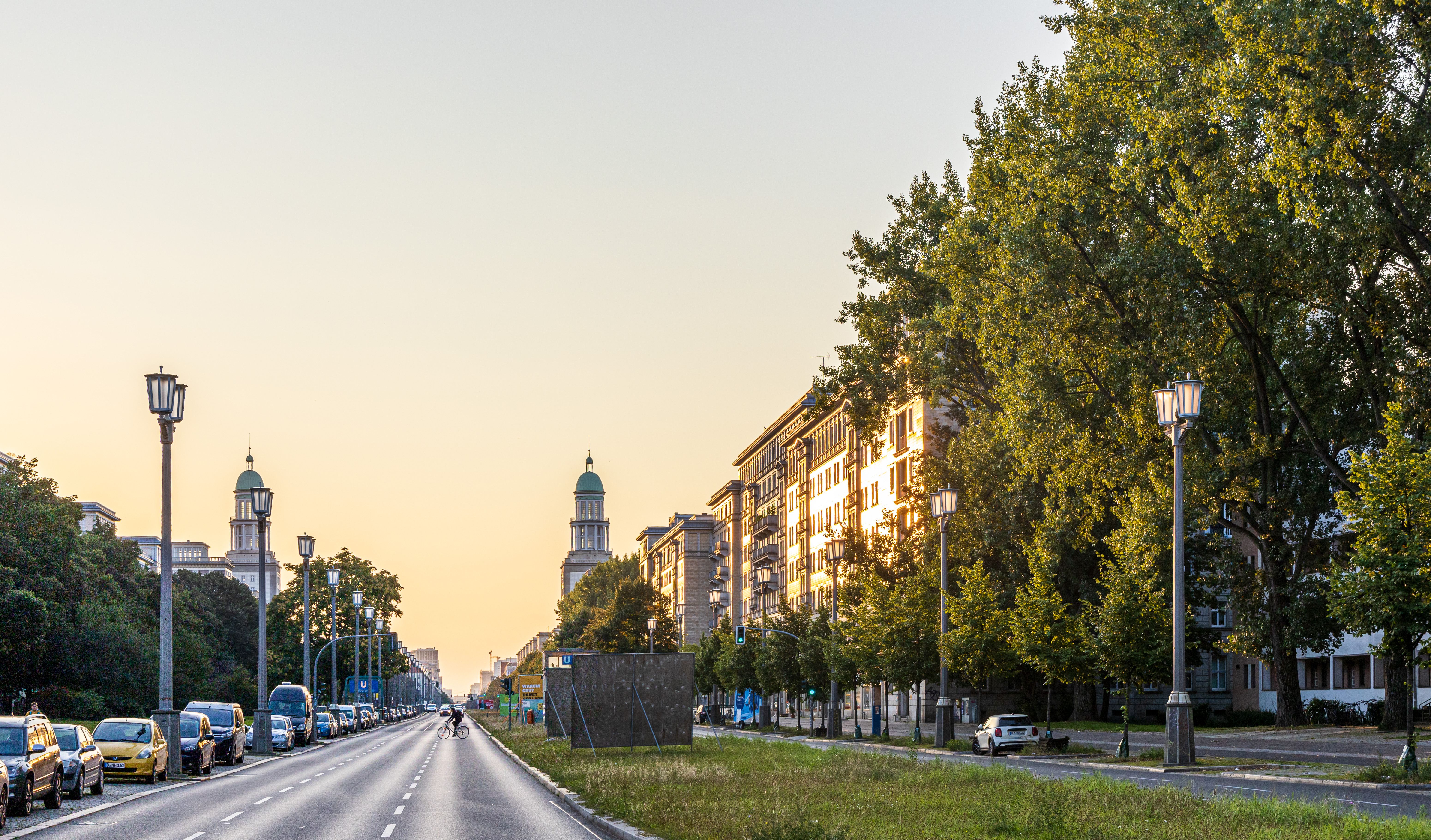
Karl-Marx-Allee v Berlíně

Kolem Berlína vede vnější, zcela uzavřený dálniční okruh, je značen jako dálnice A10, jeho celková délka činí 196 km. Většina se však nachází mimo území města, v Braniborsku. Vnitřní okruh s označením A100 byl plánován, ale v blízké budoucnosti zřejmě realizován nebude, plánuje a staví se jen 7,1 km v jihovýchodní části města. Z vnějšího okruhu vychází celkem 6 dálnic, které vedou do různých částí Německa a do sousedních zemí, tedy České republiky a Polska:
- A2 do Hannoveru a oblasti Porúří se spojením do Frankfurtu nad Mohanem a západního Německa
- A9 do Lipska, Norimberku a Mnichova se spojením do Frankfurtu nad Mohanem a jižního Německa
- A11 do Štětína (v Polsku) se spojením do Polska
- A12 do Frankfurtu nad Odrou se spojením do Polska
- A13 do Drážďan se spojením do České republiky a Polska
- A24 do Hamburku se spojením do Rostocku a severozápadního Německa

Na území města vede ještě pět kratších dálnic, které zajišťují spojení města a vnitřního okruhu s okruhem vnějším a meziregionálními dálnicemi.

### Železniční

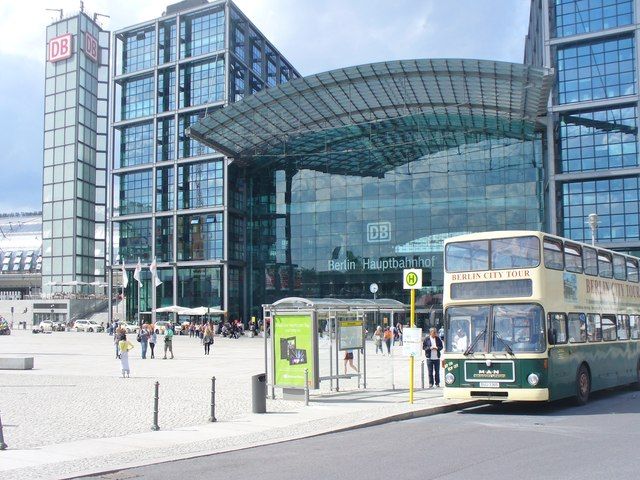
Berlínské hlavní nádraží

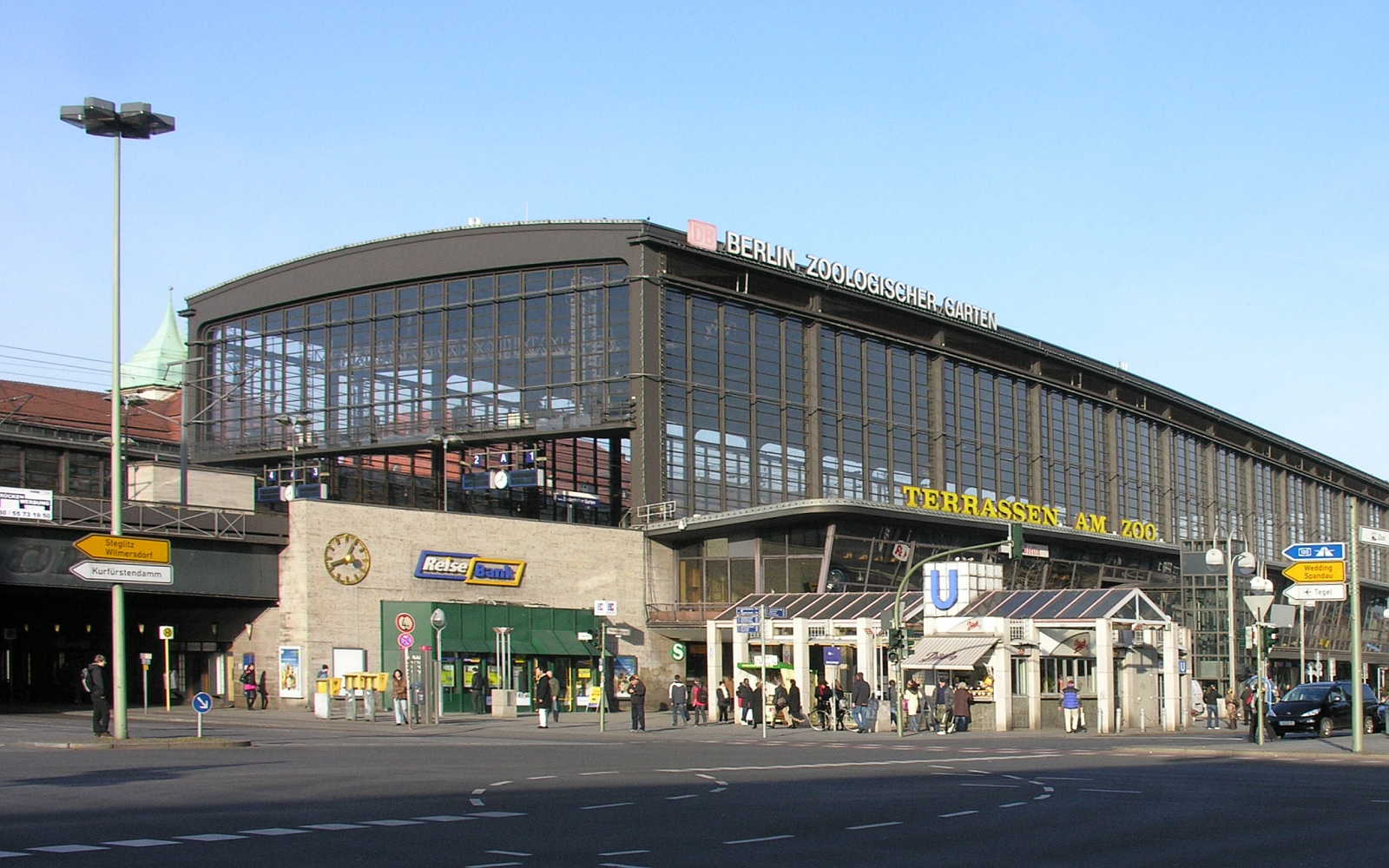
Nádraží Zoologischer Garten

Dálkové železniční linky spojují Berlín se všemi velkými městy Německa a s mnoha městy v sousedních zemích. Regionální železniční tratě v systému Verkehrsverbund Berlin-Brandenburg poskytují spojení do okolních regionů Braniborska a k Baltskému moři. Železniční spojení z Prahy a do ní je uspokojivé. Denně dopravu zajišťuje šest párů vlaků typu Eurocity v 2hodinových intervalech.
Železniční dopravce Deutsche Bahn provozuje vysokorychlostní vlaky ICE do vnitrostátních destinací, jako je Hamburk, Mnichov, Kolín nad Rýnem, Stuttgart, Frankfurt nad Mohanem a mnoho dalších měst. Existuje také letištní expresní na letiště Berlin-Brandenburg. Jsou vypravovány i mezinárodní spojení do měst jako je Vídeň, Praha, Curych, Varšava, Budapešť a Amsterdam.
Berlín je centrem systému regionálních vlaků provozovaných Deutsche Bahn, které operují v předměstské oblasti Berlín-Branniborsko dál za území sítě S-Bahn. Existují dva druhy regionálních vlaků, často zastavující Regionalbahn (RB) a rychlejší Regional-Express (RE). Na rozdíl od sítě S-Bahn nemá síť regionálních vlaků vlastní tratě, ale sdílí tratě s dálkovou dopravou. V Berlíně zastavují vlaky RB a RE méně často než spoje S-Bahn.
V minulosti neexistovalo (až do roku 2006) žádné hlavní nádraží. Stálo však mnoho hlavových nádraží jako v Paříží, Londýně nebo Moskvě. Vlaky jezdily například na Anhaltské, Zhořelecké, Postupimské či Slezské nádraží (dnes Berlin Ostbahnhof). Během rozdělení města v jistém smyslu roli hlavního nádraží zaujala stanice Berlin Zoologischer Garten v Západním Berlíně a Berlin Ostbahnhof ve Východním Berlíně.
Největší berlínské nádraží je Berlin Hauptbahnhof (hlavní nádraží) otevřené v roce 2006 na místě bývalého Lehrter Bahnhof. Právě berlínské hlavní nádraží je považováno za největší nádraží Evropy. Další významná nádraží jsou Berlin Ostbahnhof, Berlin-Spandau, Berlin Südkreuz a Berlin Gesundbrunnen.

### Letecká

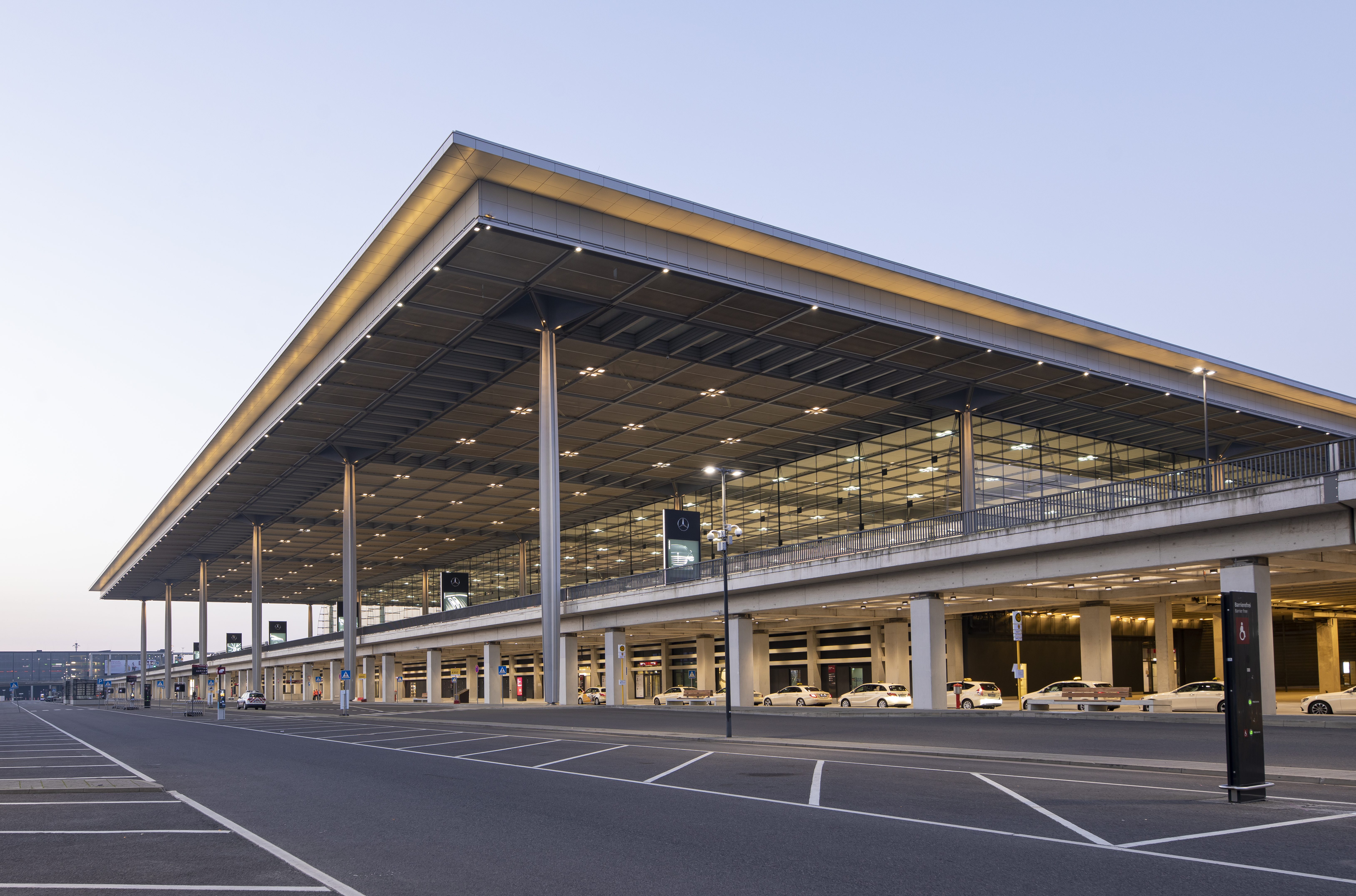
Letiště Berlín-Braniborsko

Berlín má jedno mezinárodní letiště – letiště Berlín-Braniborsko (BER), které se nachází těsně za jihovýchodní hranicí Berlína ve spolkové zemi Braniborsko. Letiště bylo otevřeno v říjnu 2020 po rozsáhlých zpožděních. Nahradilo letiště Berlín-Tegel (TXL) v bývalém západním Berlíně a letiště Berlín-Schönefeld (SXF), jehož modernizací a rozšířením vzniklo. Plánovaná počáteční kapacita činí přibližně 27 milionů cestujících ročně. Postupně se má však dále rozvíjet, aby kapacita terminálů stoupla na přibližně 55 milionů ročně do roku 2040.
Letiště Tegel se nacházelo na území města, zatímco letiště Schönefeld se nacházelo v blízkosti současného letiště. Obě letiště dohromady v roce 2015 odbavila 29,5 milionu cestujících. V roce 2014 obsluhovalo město 67 leteckých společností, které zajišťovaly spojení do 163 destinací v 50 zemích. Na Tegel létala například Lufthansa nebo Eurowings. Sídlila zde také jednotka vojenského letectví Spolkové republiky Německo. Schönefeld sloužil pro společnosti Germania, easyJet nebo Ryanair.

#### Historie
Prvním letištěm v Berlíně bylo Johannisthal, které bylo otevřeno 26. září 1909. Krátce poté následovalo otevření letiště Staaken (1915), známé svými dvěma halami pro vzducholodě. Letiště Tempelhof bylo otevřeno roku 1923 a Gatow v roce 1934. Letiště Berlín-Tegel bylo postaveno během berlínské blokády v roce 1948.
Tempelhof bylo prvním letištěm na světě s pravidelnými osobními lety, které byly zahájeny v roce 1926 s lety do Královce (nyní Kaliningrad). Letiště se rychle rozrůstalo a ve 30. letech se stalo jedním z největších na světě. Dodnes zde stojí obrovské haly, třebaže jsou nedokončené. Letiště Tempelhof mělo také další prvenství, jednalo se o první letiště, které bylo obsluhováno stanicí metra na dnešní lince U6.
Po druhé světové válce byl Tempelhof používán jako základna amerického letectva, zatímco sovětské letectvo sídlilo na letišti v Schönefeldu u Berlína. Letiště Gatow bylo převzato Royal Air Force v červenci 1945. Na Postupimské konferenci byla později dohodnuta výměna pozemků s letišti, neboť právě Gatow a letiště Staaken zasahovaly zároveň do Západního Berlína, tak i do sovětské okupační zóny Německa.
Od dubna 1948 během blokády byl Západní Berlín izolován od okolního sovětského sektoru. Důležité zásoby byly do města dopravovány letecky. Každý den přilétalo do Berlína obrovské množství letadel. Kapacita tehdejších západoberlínských letišť nebyla dostatečná, k uvolnění tlaku na Gatow a Tempelhof bylo ve francouzském sektoru postaveno letiště Tegel.
Tempelhof byl vrácen civilní správě v roce 1951, Schönefeld v roce 1954 a Tegel v roce 1960. Letiště Gatow zůstalo vojenským letištěm, které využívalo RAF až do roku 1994. Tegel, nejnovější letiště, se stalo hlavním civilním letištěm pro Západní Berlín, zatímco Schönefeld sloužil obyvatelům východního Berlína. Letiště Tempelhof bylo uzavřeno roku 2008. V roce 2020 byl uzavřen Tegel o otevřeno nové letiště Berlín-Braniborsko.

### Městská hromadná doprava
Síť městské hromadné dopravy patří k nejhustším mezi evropskými městy. Po sloučení obou částí města byla propojena a dále rozšířena. Jedná se o kombinaci metra, příměstské železnice, tramvajové a autobusové sítě.
Veřejná doprava v Berlíně je organizována dopravním úřadem s názvem Verkehrsverbund Berlin-Brandenburg (VBB), což je společný podnik dvou spolkových zemí, Berlína a Braniborska, okresů a měst ve spolkové zemi Braniborsko. VBB je plánovacím úřadem pro regionální dopravu, přiděluje zakázky a stanovuje tarify. Linky nepřesahující území Berlína zadává město samo. S okolními obcemi a Braniborskem se však musí domluvit v případě regionální železniční a autobusové dopravy a linek S-Bahn.

Mapa metra v Berlíně

Společný tarif Verkehrsverbund Berlin-Brandenburg (VBB). Ten pokrývá město Berlín a oblasti do 15 kilometrů za hranicemi. Areál je rozdělen do tří zón. Zóna A zahrnuje centrální část města, zóna B je vnější části města Berlín. Zóna C pokrývá oblast za hranicemi města.
| Druh dopravy | Délka systému | Počet cestujích za rok | Dopravce |
| ------------ | ------------- | ---------------------- | -------- |
| Vlak         | 340 km        | 473 000 000 (2023)     | DB       |
| Metro        | 155,4 km      | 529 800 000 (2023)     | BVG      |
| Tramvaj      | 200 km        | 131 800 000 (2022)     | BVG      |
| Autobus      | 1 675 km      | 445 000 000 (2017)     | BVG      |

#### U-Bahn
U-Bahn je z jednou z nejrychlejších možností přepravy po Berlíně. Žádná ze stanic se nenachází mimo území města. Ačkoli většina systému je pod zemí, některé úseky jsou na úrovni ulic či ve výšce. Provozuje ji Berliner Verkehrsbetriebe (BVG), městský provozovatel městské hromadné dopravy. Používán je tarif společný s Braniborskem spravovaný Verkehrsverbund Berlin-Brandenburg (VBB). Pokud jde o délku systému, berlínský U-Bahn je největší systém metra v Německu a pátý největší v Evropě.
Systém nyní zahrnuje devět linek se 175 stanicemi. Celková délka činí 155,4 kilometrů. Vlaky jezdí každé dvě až pět minut ve špičce, každých pět minut po zbytek dne a každých deset minut večer a v neděli. Za rok urazí 132 milionů kilometrů a přepraví 400 milionů cestujících.

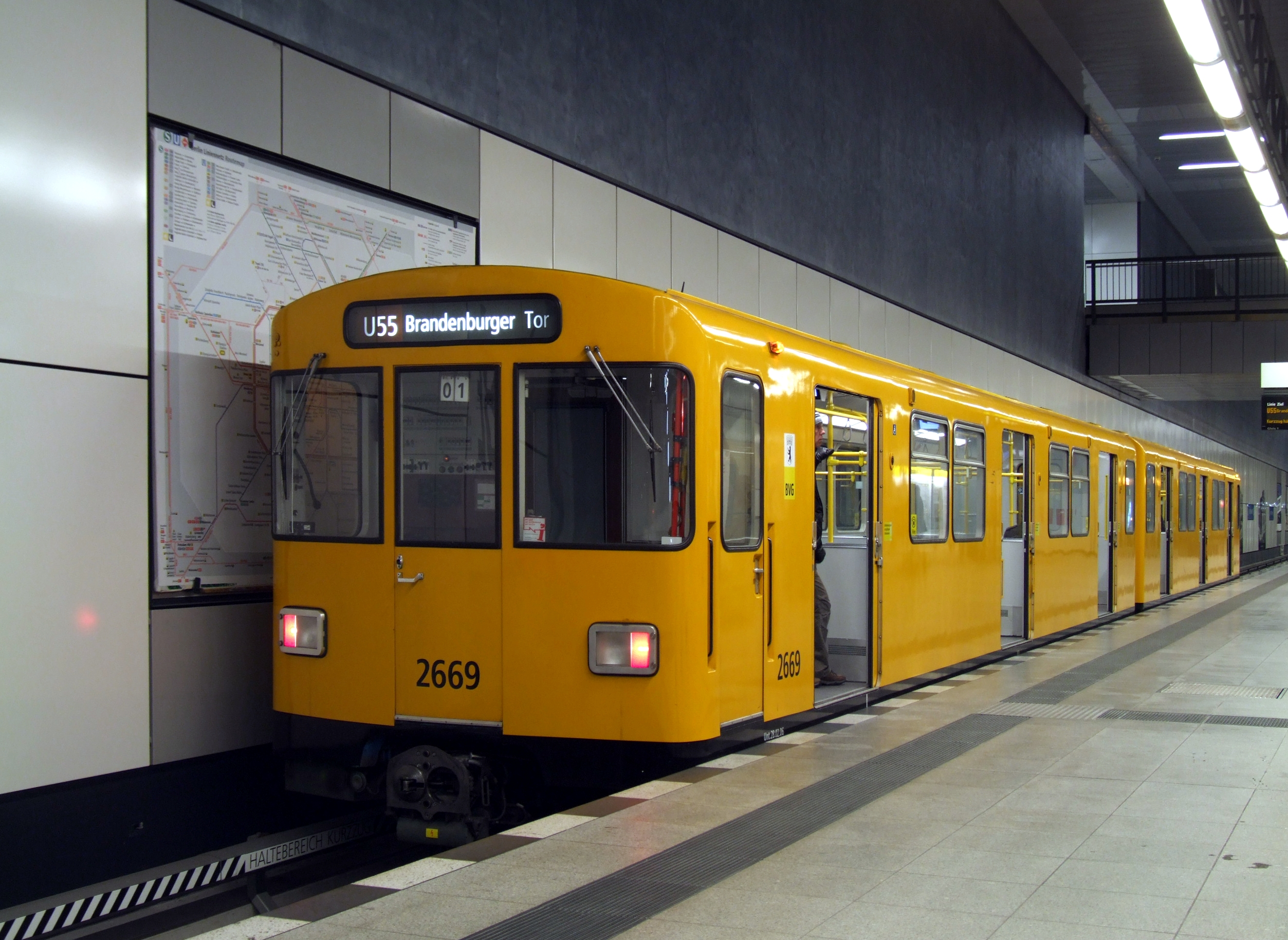
Souprava U-Bahn

První linka U-Bahnu byla otevřena v roce 1902 a stavba od té doby pokračovala, přičemž poslední prodloužení (U5 do stanice Hauptbahnhof) bylo otevřeno v roce 2020. První čtyři linky byly postaveny s užším rozchodem a s mírně odlišným způsobem elektrifikace od pozdějších tratí. Nejzřetelněji je to vidět na šířce vlaků, která je nižší. Při nedostatku vozového parku na ostatních tratích však byly nasazeny vlaky určené pro linky U1-U4 s deskami na vyplnění mezery mezi nástupištěm a soupravou.
Během rozdělení města byl U-Bahn rozdělen. Ve východní části zůstala jen linka U5 a část linky U2. Zbývající linky byly postaveny uvnitř Západního Berlína, ale dvě z nich procházely východním Berlínem bez zastavení. Výjimkou byla stanice Friedrichstraße, která sloužila jako přestupní stanice a hraniční přechod. Stanice umístěné ve východním Berlíně, kterými linky Západního Berlína projížděly bez zastavení, se staly známými jako stanice duchů.
Během rozdělení došlo k velkému rozšíření U-Bahnu v západní části, nejen z důvodu dostupností finančních prostředků z úspěšného západního Německa, ale i touhou poskytovat alternativu k S-Bahn provozované východním Německem. Východoněmecké úřady nechaly prodloužit jen dnešní U5 po hranici města ve čtvrti Hönow. Po znovusjednocení Německa nárůst délky sítě zpomalil.

#### S-Bahn

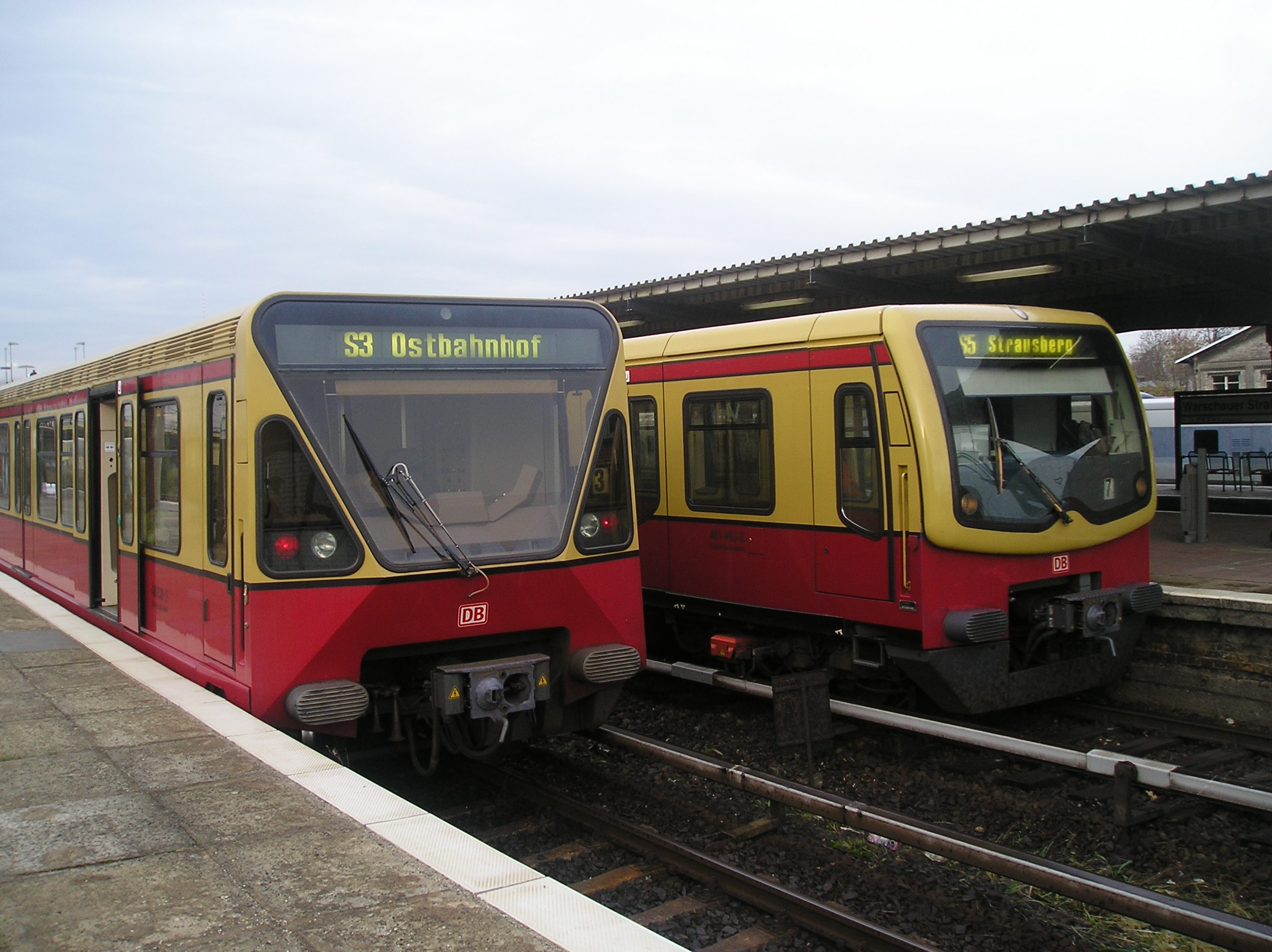
Vlaky S-Bahn

S-Bahn v Berlíně má znaky rychlého tranzitního systému i provozu příměstské železnice. Historicky se vyvíjel z příměstských služeb poskytovaných provozovateli hlavních tratí. Nyní však jezdí na tratích zcela oddělených od ostatních vlaků, ale často vedou přímo vedle nich. Většina systému je provozována na úrovni země, ale existují i významné úseky nadzemních tratí a tunelů. Má o něco delší průměrnou vzdálenost mezi stanicemi než U-Bahn a obsluhuje také některá předměstí v Braniborsku. Je provozován dceřinou společností Deutsche Bahn, národního železničního dopravce, a používá společný tarif veřejné dopravy spravovaný Verkehrsverbund Berlin-Brandenburg (VBB).
S-Bahn nyní zahrnuje 16 tras se 168 stanicemi a celkovou délkou 340 kilometrů. Linky mají mnoho společných úseků, mezi nejdůležitější patří nadzemní východo-západní průtah, většinou podzemní severo-jižní trať a okružní většinou zvýšená linka.
Během éry studené války řídila S-Bahn komunismustická Německá demokratická republika, zpočátku dokonce i v Západním Berlíně. Jako protest proti stavbě Berlínské zdi byl S-Bahn bojkotován Berlíňany ze západní části města a velká část systému v západním Berlíně byla uzavřena kvůli nedostatku provozu. V roce 1984 převzal BVG provoz západoberlínské části S-Bahnu. Po znovusjednocení Německa byly obě poloviny S-Bahn znovu sjednoceny pod vlastnictvím Deutsche Bahn. Několik úseků S-Bahn se přestalo používat kvůli rozdělení Berlína.

#### Tramvaje

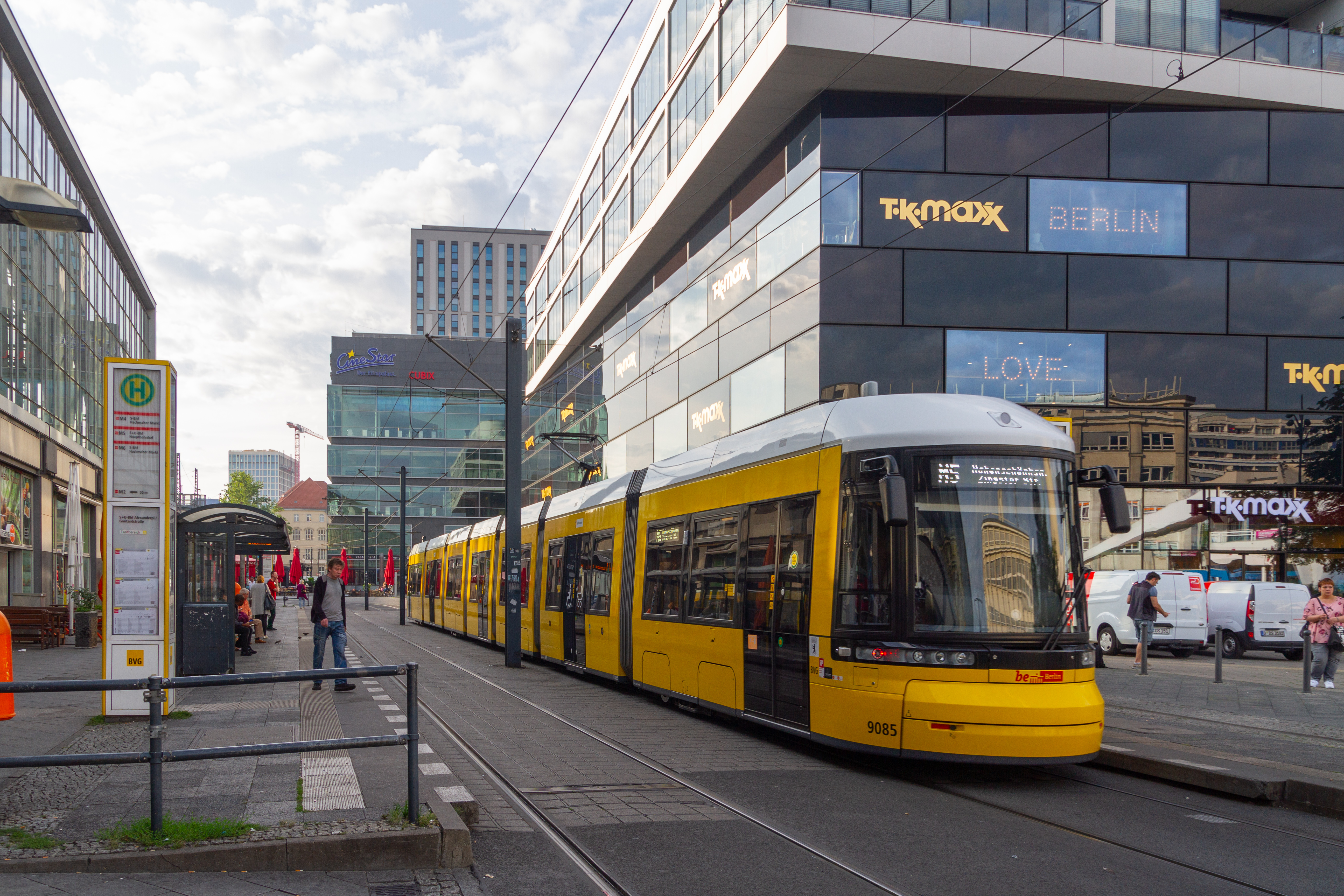
Tramvaj na Alexanderplatz

Berlín má tramvajovou síť zahrnující 22 tramvajových linek, které obsluhují 377 tramvajových zastávek. Systém měří 293,78 kilometrů. Všechny linky provozuje Berliner Verkehrsbetriebe (BVG) a využívají společný tarif provozovaný úřadem Verkehrsverbund Berlin-Brandenburg (VBB). Berlínský tramvajový systém je jedním z pěti nejrozsáhlejších v Evropě z hlediska délky tratí.
Z 22 tramvajových linek provozovaných BVG je devět označeno jako součást MetroNetz, které poskytují rychlejší službu v oblastech špatně dostupných systémy U-Bahn a S-Bahn. Tyto tramvajové linky jsou rozeznatelné podle písmena M před číslem trasy. Jsou to jediné tramvajové linky, které fungují 24 hodin denně.
První koněspřežná dráha byla ve městě otevřena roku 1865. Spojovala Braniborskou bránu a Charlottenburg. V roce 1881 otevřel Werner von Siemens v Groß-Lichterfelde první elektrickou tramvaj na světě. Do roku 1910 byly koňské tramvaje zcela nahrazeny tramvaji elektrickými. Původně byly tramvaje provozovány několika nezávislými společnostmi, které byly na počátku dvacátého století na naléhání berlínského politika Ernsta Reutera pomalu sloučeny a převedeny do veřejného vlastnictví, z čehož vzniklo dnešní BVG.
Před rozdělením Berlína existovaly tramvajové linky po celém městě, ale všechny úseky v bývalém Západním Berlíně byly do roku 1967 nahrazeny autobusy nebo systémem U-Bahn. Východní Berlín si však své tramvajové linky zachoval. Současná síť je tedy převážně v této oblasti, i když došlo k několika rozšířením přes původní hranici. Existují plány na obnovu sítě v západní části města.

## Infrastruktura

### Energetika

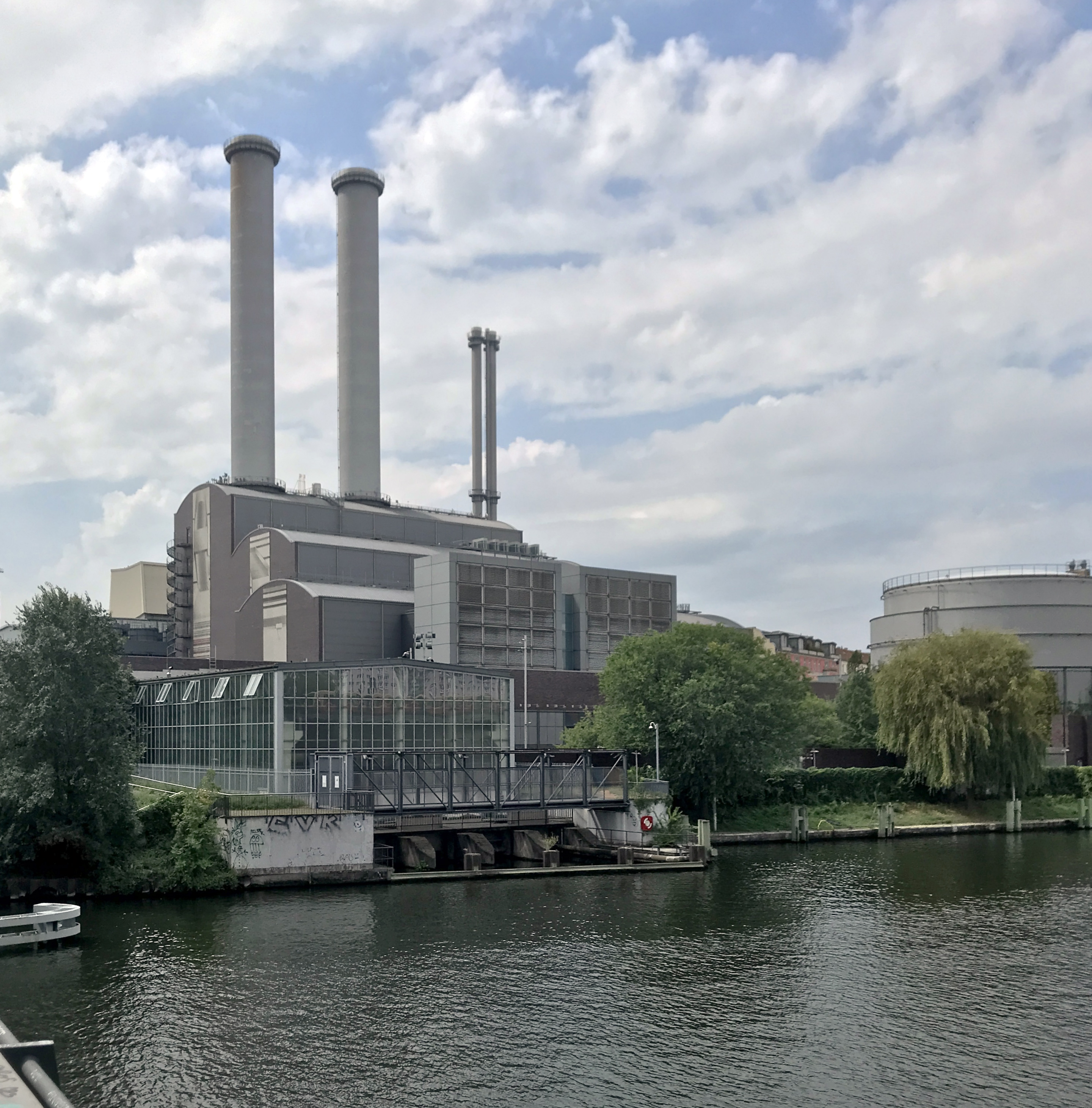
Elektrárna a teplárna Mitte

Dva největší poskytovatelé energií pro domácnosti v Berlíně jsou švédská firma Vattenfall a berlínská společnost GASAG. Obě nabízejí dodávku jak elektřiny, tak zemního plynu. Část elektrické energie se dováží z nedalekých elektráren v jižním Braniborsku.
Od roku 2015 je pět největších elektráren měřených podle kapacity patří Reuter West, Lichterfelde, Mitte, Wilmersdorf a Charlottenburg. Všechny tyto elektrárny vyrábějí elektřinu a teplo na dálkové vytápění současně.
V roce 1993 bylo vzhledem k pádu Berlínské zdi obnoveno připojení k elektrické síti v regionu hlavního města Berlína a Braniborska. Ve většině čtvrtí Berlína je elektřina vedena podzemní kabely. Pouze vedení s napětím 380 kV a 110 kV, které vede z rozvodny Reuter používá nadzemní vedení.

### Telekomunikace

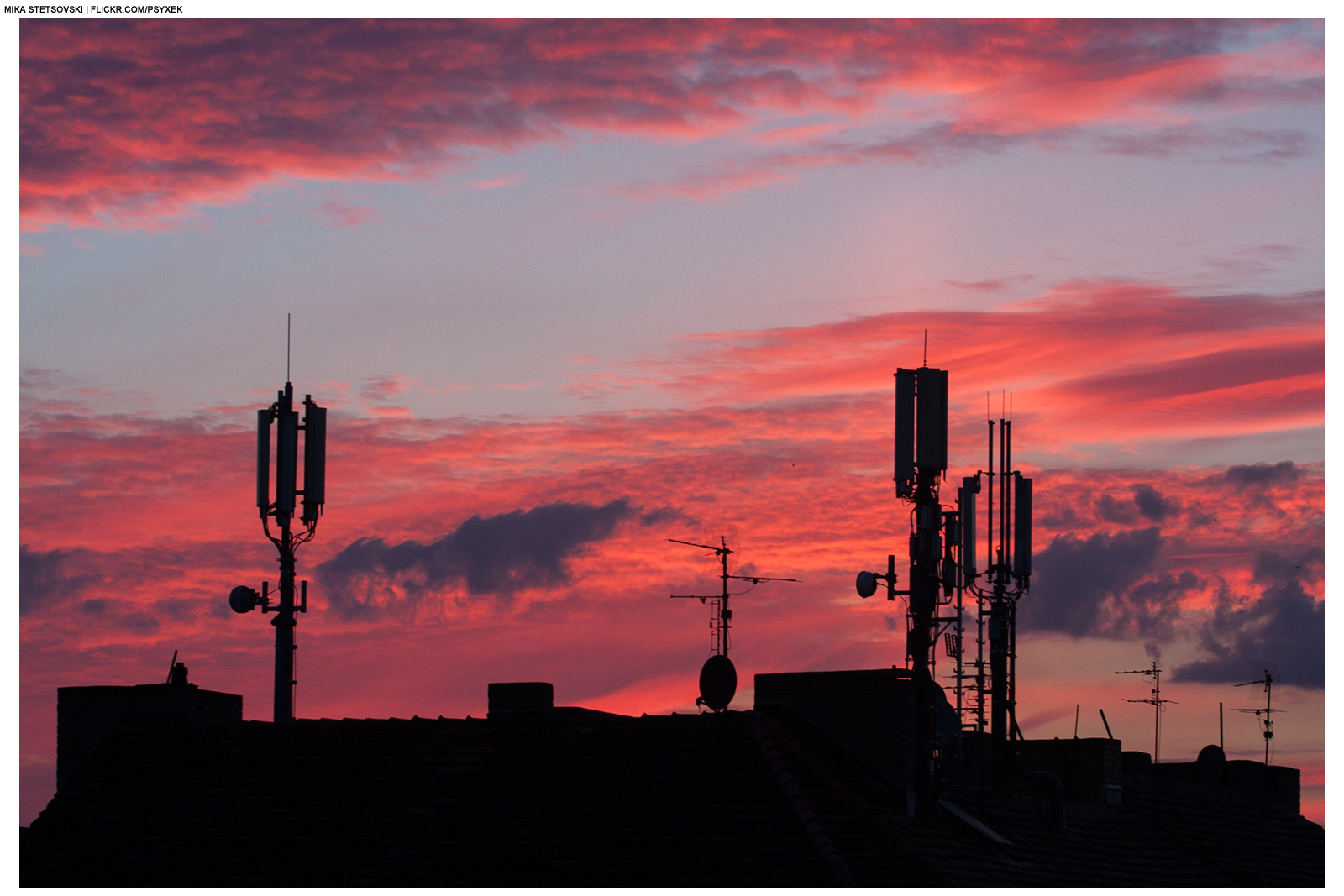
4G anténa

Od roku 2017 funguje vysílání v Berlíně a celém Německu dle standardu DVB-T2. Tento systém přenáší komprimovaný digitální zvuk, digitální video a další data v přenosovém toku MPEG.
Berlín od roku 2016 nainstaloval několik stovek bezplatných veřejných bezdrátových sítí LAN po celém městě. Bezdrátové sítě jsou soustředěny převážně ve čtvrtích v centru. Je instalováno 650 hotspotů (325 vnitřních a 325 venkovních přístupových míst).
Sítě UMTS (3G) a LTE (4G) tří hlavních mobilních operátorů Vodafone, T-Mobile a O2 umožňují využití mobilních aplikací po celém městě.

### Zdravotnictví
Berlín má dlouhou historii objevů v medicíně a inovací v lékařských technologiích. Novodobé dějiny medicíny výrazně ovlivnili vědci z Berlína. Například Rudolf Virchow byl zakladatelem buněčné patologie a Robert Koch vyvinul vakcíny proti anthraxu, choleře a tuberkulóze.

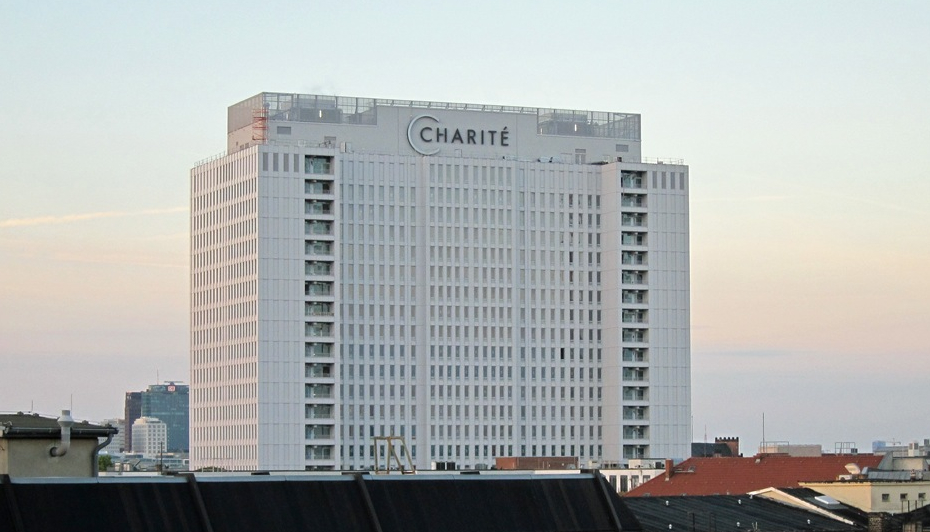
Nemocnice Charité

Komplex Charité (celým názvem Charité – Universitätsmedizin Berlin) je největší univerzitní nemocnicí v Evropě. Počátky sahají až do roku 1710. Více než polovina všech německých nositelů Nobelovy ceny za fyziologii a medicínu, včetně Emila von Behringa, Roberta Kocha a Paula Ehrlicha, pracovala v Charité. Charité se rozkládá ve čtyřech samostatných komplexech. Kapacita činí přibližně 3 000 lůžek a více než 60 operačních sálů. Pracovní síla zahrnuje 15 500 zaměstnanců. V nemocnicích také působí 8 000 studentů. Roční obrat dosahuje dvou miliard eur.
Charité je společná instituce Svobodné univerzity v Berlíně, Humboldtovy univerzity a širokého spektra různých ústavů a specializovaných lékařských center. Patří mezi ně German Heart Center, jedno z nejznámějších transplantačních center, Max-Delbrück-Center for Molecular Medicine a Max-Planck Institute for Molecular Genetics. Nemocnice je dle amerického týdeníku Newsweek nejlepší nemocnicí v Evropě. Každoročně se v Berlíně koná Světový zdravotnický summit a několik mezinárodních konferencí týkajících se zdraví.

## Vzdělávání

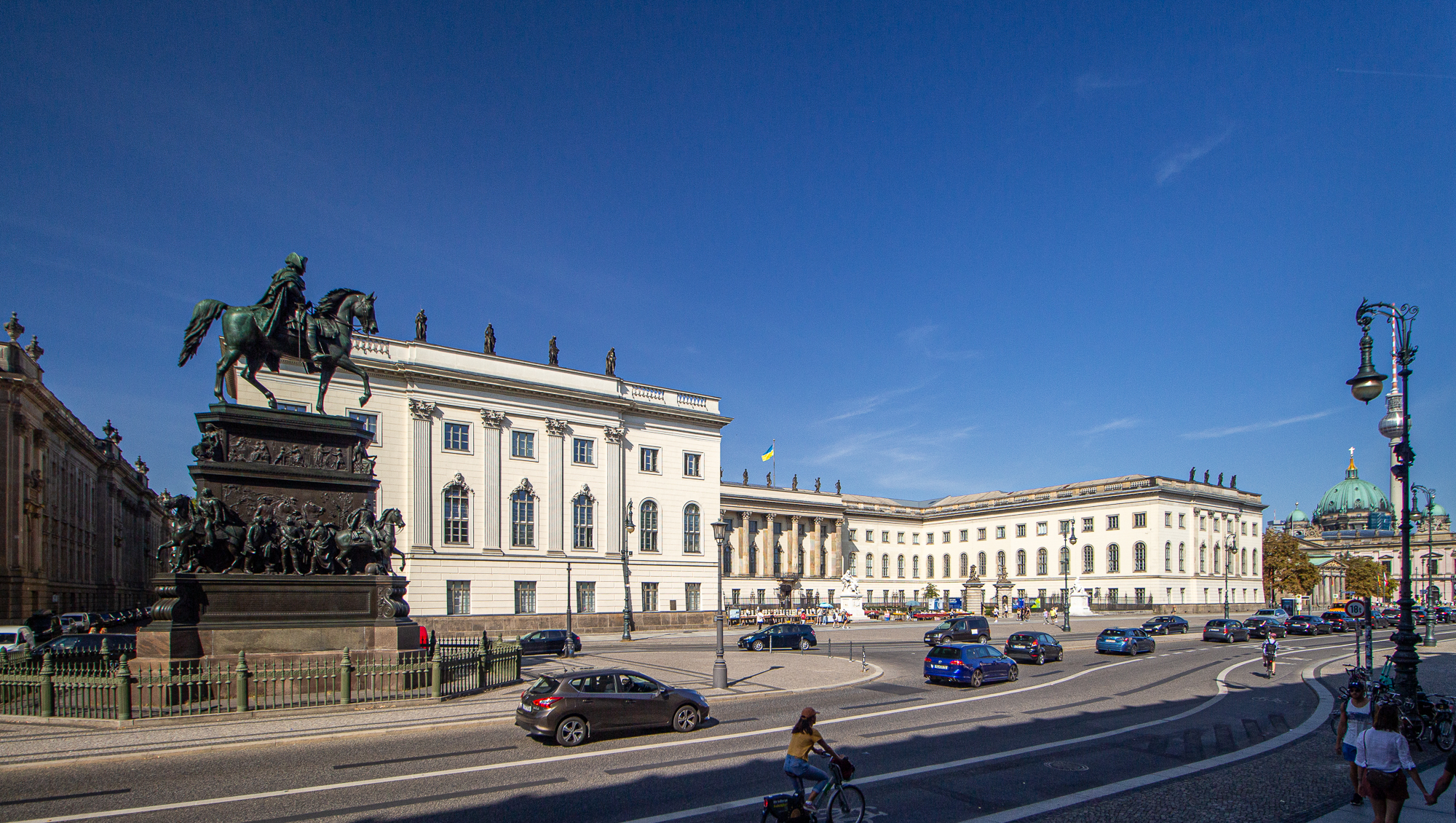
Humboldtova univerzita

V roce 2014 činil počet berlínských studentů 340 658 ve 13 727 třídách na 878 školách. Dále ve městě působilo 56 787 stážistů. Po absolvování základní školy trvající šest let, pokračují studenti na střední školu nebo gymnázium. Europaschule je speciální bilingvní studijní program, v němž se studenti učí dle osnov v němčině a vybraném cizím jazyce. Tento plán zahrnuje základní i střední školu.
Francouzské gymnázium v Berlíně, které bylo založeno v roce 1689 kvůli výuce dětí hugenotských uprchlíků z Francie, nabízí německo-francouzskou výuku. Škola Johna F. Kennedyho, bilingvní německo-americká škola v Zehlendorfu, je obzvláště oblíbená u dětí diplomatů a anglicky mluvící komunity.

### Vysokoškolské vzdělávání

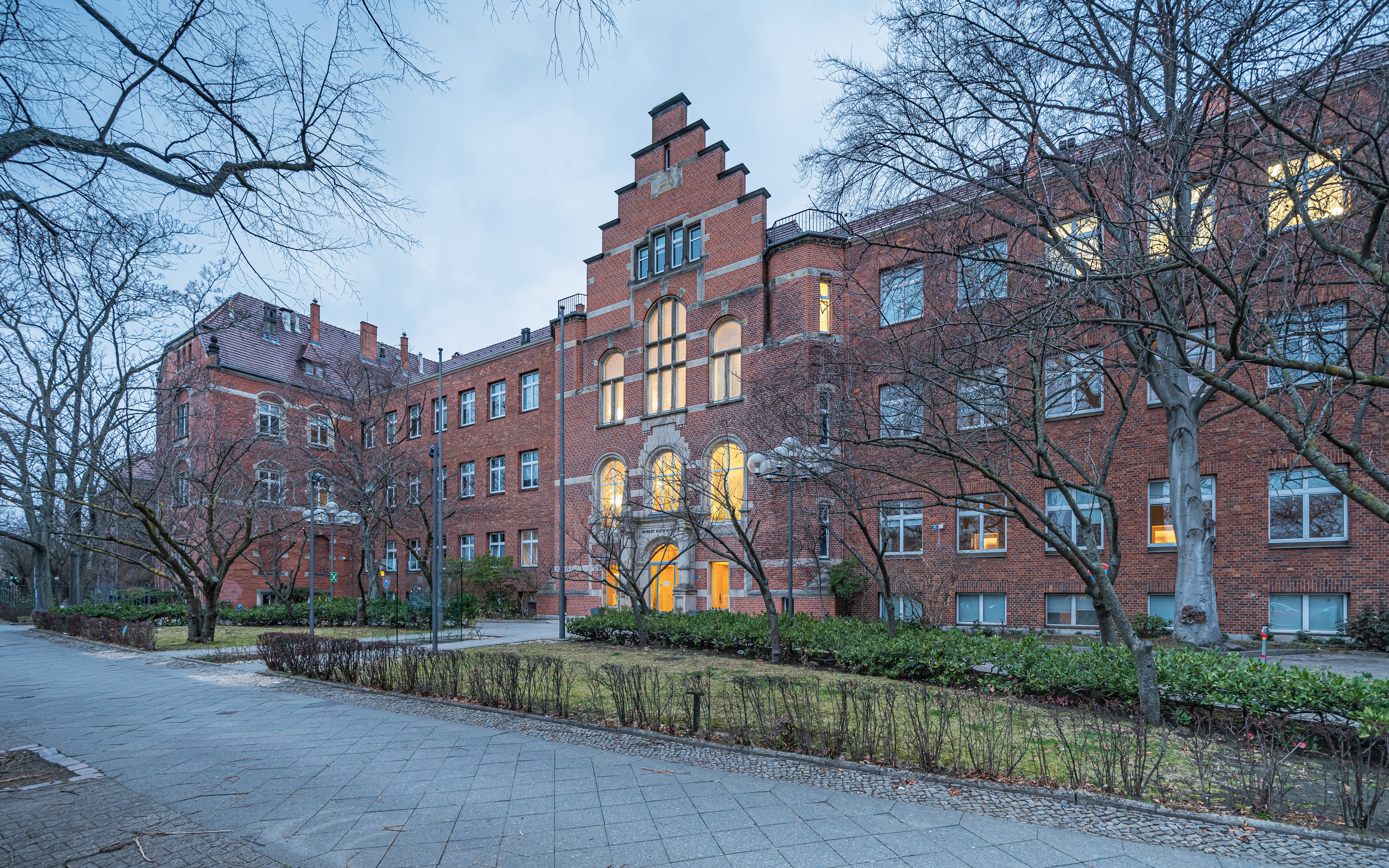
Institut Roberta Kocha

Oblast hlavního města je jedním z nejdůležitějších center vysokoškolského vzdělávání a výzkumu v Německu a celé Evropě. 67 nositelů Nobelovy ceny je historicky spjato s berlínskými univerzitami.
Tři největší univerzity dohromady mají přibližně 103 000 studentů. Jedná se o Svobodnou univerzitu Berlín (Freie Universität Berlin) s asi 33 000 studenty, Humboldtovou univerzitu (Humboldt Universität zu Berlin) s 35 000 studenty a Technickou univerzitu Berlín (Technische Universität Berlin) se 35 000 studenty. Charité má kolem 8 000 studentů. Výše zmíněné univerzity tvoří Alianci berlínských univerzit, která získala finanční prostředky od německé vlády. Universität der Künste v Berlíně (umělecká škola) má asi 4000 studentů a ESMT Berlin je pouze jednou ze čtyř obchodních škol v Německu s akreditací od všech tří nejdůležitějších asociací v oboru (EQUIS, AACSB a AMBA). Hertie School, soukromá škola týkající se politiky se sídlem v obvodu Berlin-Mitte, má více než 900 studentů a doktorandů. Na univerzitě Hochschule für Wirtschaft und Recht studuje asi 11 000 studentů, Hochschule für Technik und Wirtschaft asi 12 000 studentů a Hochschule für Technik und Wirtschaft asi 14 000 studentů.

### Výzkum

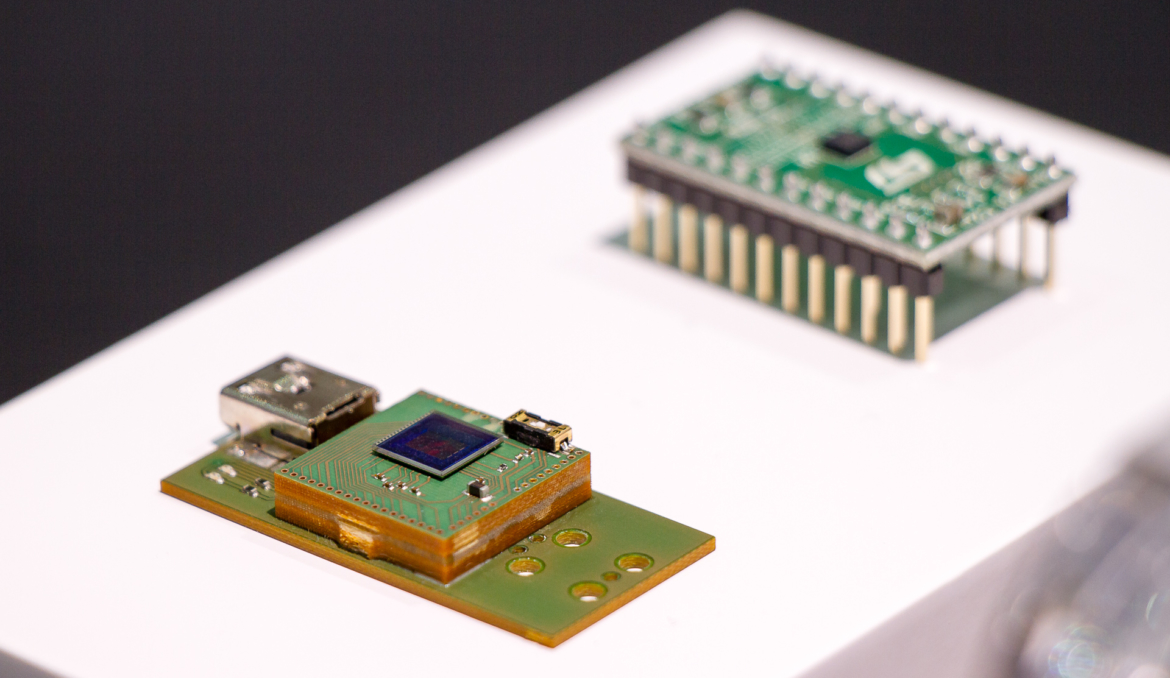
Mikrokamera (Fraunhoferova společnost)

Město má vysoký počet mezinárodně renomovaných výzkumných institucí, jako je Fraunhoferova společnost, Leibnizova asociace, Helmholtzova asociace či Mezinárodní matematická unie. Společnost Maxe Plancka je asociací německých výzkumných ústavů a institucí. Ty bývají nezávislé na univerzitách nebo jsou s nimi pouze volně spojené. V roce 2012 ve městě pracovalo ve výzkumu a vývoji kolem 65 000 profesionálních vědců.
Institut Roberta Kocha se zabývá kontrolou a prevencí nemocí. Tato instituce spadá pod Spolkové ministerstvo zdravotnictví. Výrazně pomáhal německé vládě během pandemie covidu-19.
Jeden z úspěšných evropských výzkumných, obchodních a technologických klastrů sídlí ve Vědeckotechnickém parku WISTA v Berlíně-Adlershofu s více než 1 000 přidruženými firmami, univerzitními katedrami a vědeckými institucemi.
Kromě univerzitních knihoven je hlavní knihovnou Státní knihovna v Berlíně (Staatsbibliothek zu Berlin). Její dvě sídla jsou na Postupimské ulici (Potsdamer Straße) a třídě Unter den Linden. Ve městě funguje také 86 veřejných knihoven. ResearchGate, globální sociální síť pro vědce, sídlí v Berlíně.

### NositeléNobelovy ceny

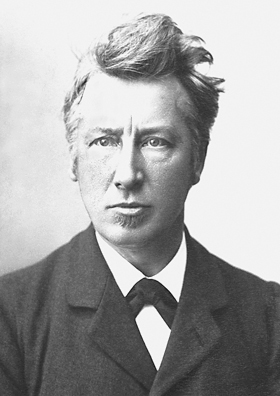
Jacobus Henricus van 't Hoff

| - 1901 Jacobus Henricus van 't Hoff - 1901 Emil Adolf von Behring - 1902 Hermann Emil Fischer - 1902 Theodor Mommsen - 1905 Adolf von Baeyer - 1905 Robert Koch - 1907 Albert Abraham Michelson - 1907 Eduard Buchner - 1908 Paul Ehrlich - 1909 Karl Ferdinand Braun - 1910 Otto Wallach - 1910 Albrecht Kossel - 1910 Paul Heyse - 1911 Wilhelm Wien - 1914 Max von Laue | - 1915 Richard Willstätter - 1918 Fritz Haber - 1918 Max Planck - 1920 Walther Hermann Nernst - 1921 Albert Einstein - 1925 Gustav Ludwig Hertz - 1925 James Franck - 1925 Richard Adolf Zsigmondy - 1928 Adolf Otto Reinhold Windaus - 1929 Hans von Euler-Chelpin - 1931 Otto Heinrich Warburg - 1932 Werner Heisenberg - 1933 Erwin Schrödinger - 1935 Hans Spemann - 1936 Peter Debye | - 1939 Adolf Butenandt - 1944 Otto Hahn - 1950 Kurt Alder - 1950 Otto Diels - 1953 Fritz Albert Lipmann - 1953 Hans Adolf Krebs - 1954 Max Born - 1956 Walther Bothe - 1986 Ernst Ruska - 1991 Bert Sakmann - 1994 Reinhard Selten - 2007 Gerhard Ertl - 2009 Herta Müllerová - 2020 Emmanuelle Charpentierová |

## Architektura a památky

### Architektura

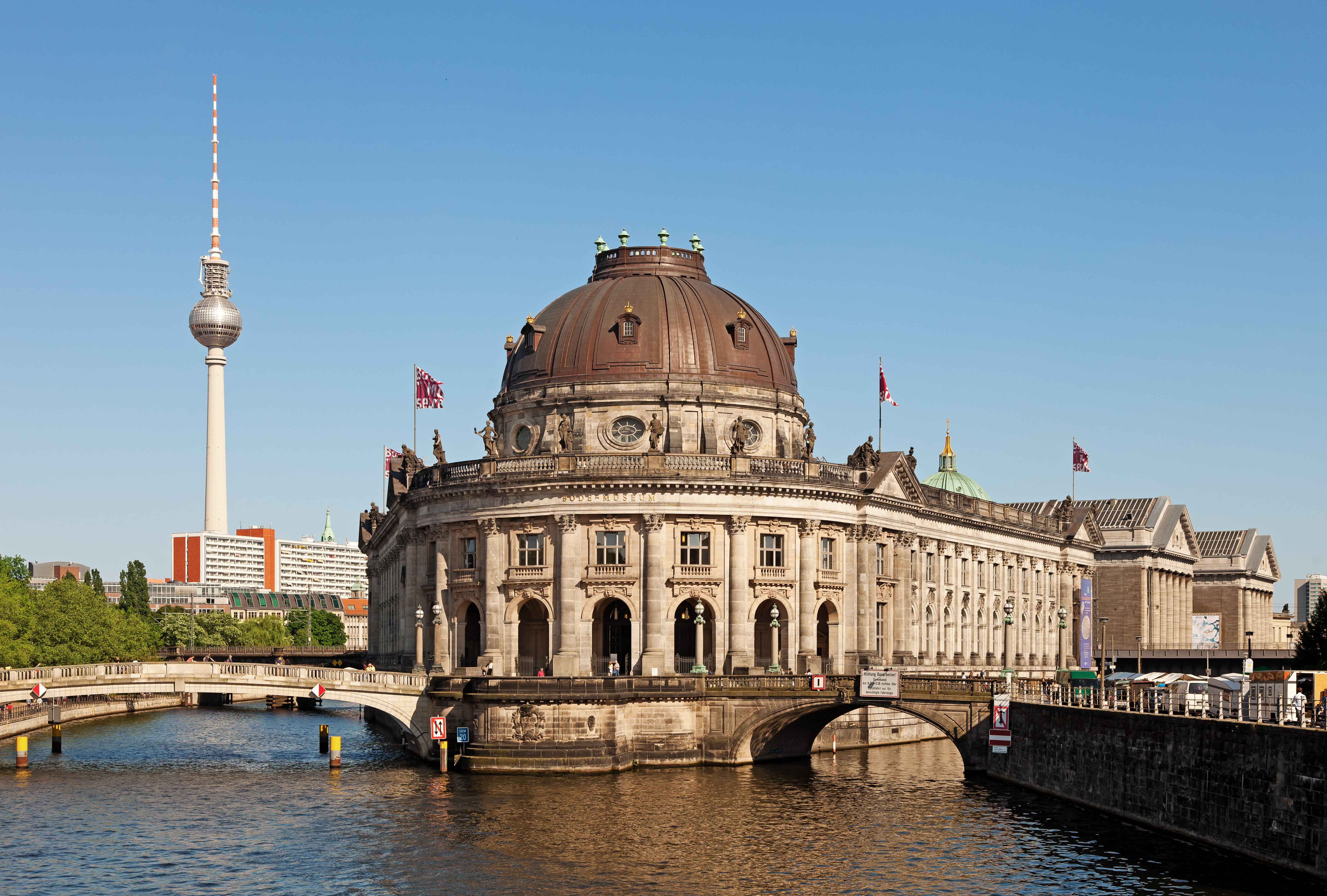
Berlínská televizní věž a Muzejní ostrov

Berlínská televizní věž na náměstí Alexanderplatz v obvodu Berlin-Mitte patří se svými 368 metry mezi nejvyšší stavby v Evropské unii. Byla postavena v roce 1969. Lze ji spatřit z většiny území centra města. Naopak věž nabízí vyhlídkové patro ve výšce 204 metrů. Na náměstí začíná Karl-Marx-Allee, jedna z nejdůležitějších ulic bývalého východního Berlína. Na této třídě stojí monumentálními obytné budovy, navržené ve stylu socialistického realismu. Nedaleko stojí Rotes Rathaus s výraznou architekturou díky červeným cihlám. Před touto budovou je Neptunbrunnen, fontána s mytologickou skupinou Tritonů, personifikací čtyř hlavních pruských řek a bohem Neptunem na vrcholu.

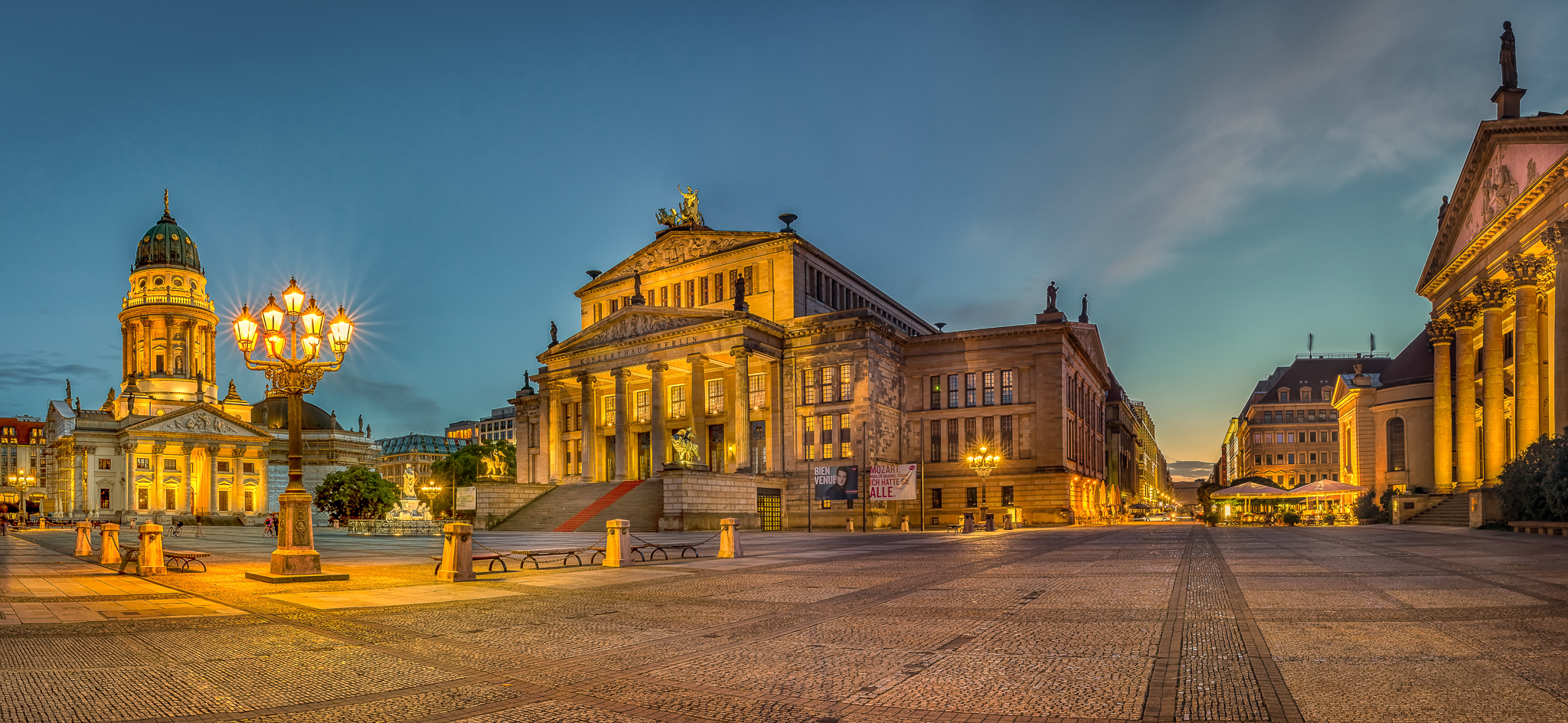
Gendarmenmarkt

Braniborská brána je ikonickou dominantou Berlína a celého Německa. Je symbolem pohnutých evropských dějin a jednoty a míru. Nedaleká budova Říšského sněmu je tradičním sídlem německého parlamentu. V 90. letech 20. století byla přestavěna britským architektem Normanem Fosterem. Vznikla tak skleněná kupole nad zasedacím sálem, která umožňuje volný přístup veřejnosti na jednání parlamentu a nádherný výhled na město.
East Side Gallery je open-air výstava umění namalovaného přímo na zbývajících částech Berlínské zdi. Jedná se o největší zbývající důkaz historického rozdělení města.
Gendarmenmarkt, neoklasicistní náměstí v Berlíně, jehož název je odvozen od sídla slavného pluku Gens d'armes, jehož sídlo se zde nacházelo v 18. století. Na náměstí stojí dvě podobné katedrály, Německá a Francouzská, na níž lze navštívit vyhlídkovou plošinu. Mezi oběma katedrálami stojí Konzerthaus (Koncertní síň), kde sídlí Berlínský symfonický orchestr.
Ostrov muzeí na řece Sprévě je sídlem pěti muzeí postavených v letech 1830 až 1930. Je zapsán na seznamu světového dědictví UNESCO. V současnosti pokračuje obnovování budov. Rekonstrukce městského zámku již byla dokončena. Nejedná se však o dokonalou kopii, interiéry jsou moderní a původní fasáda existuje pouze ze třech stran. Nedaleko vedle Lustgarten a městského paláce je Berlínská katedrála, ambiciózní pokus císaře Viléma II. vytvořit protestantský protějšek k bazilice sv. Petra v Římě. Ve velké kryptě jsou uloženy pozůstatky některých členů pruské královské rodiny. Katedrála svaté Hedviky Slezské v obvodu Berlin-Mitte je berlínská římskokatolická katedrála.

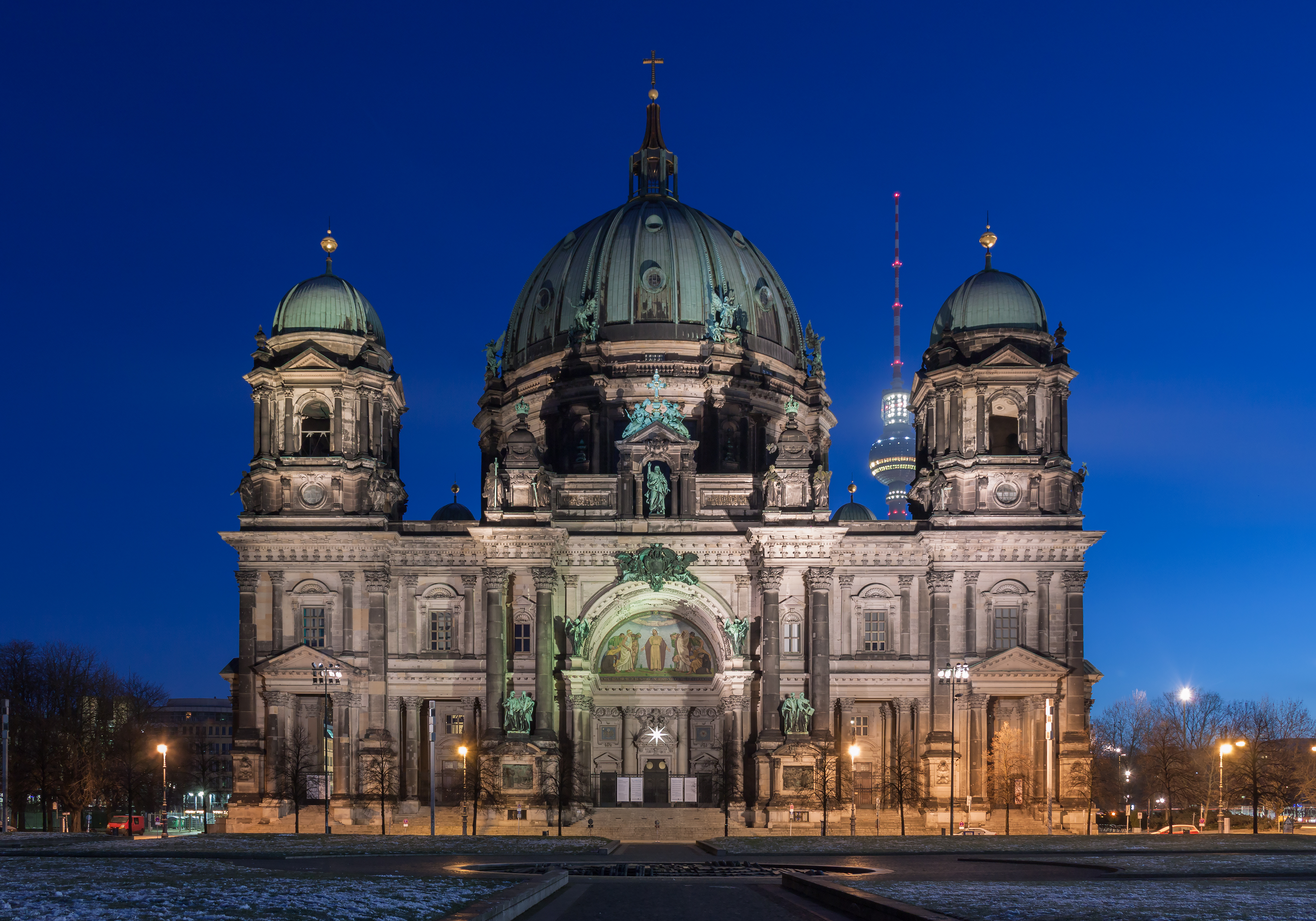
Berlínská katedrála v noci

Unter den Linden je stromy lemovaná východo-západní městská třída. Vede od Braniborské brány k městskému zámku. Kdysi byla hlavní městskou promenádou. Ulice lemuje mnoho starých budov včetně části Humboldtovy univerzity. Friedrichstraße byla legendární berlínská ulice dvacátých let. Snoubí se zde tradiční a moderní architektura dnešního Berlína.
U Postupimského náměstí stojí celá čtvrť postavená po pádu zdi. Na západ od tohoto náměstí se nachází Kulturforum, kde sídlí Gemäldegalerie. V okolí sídlí i Berlínská filharmonie či Nová Národní galerie (Neue Nationalgalerie). Severním směrem lze navštívit Židovský památník.
Oblast kolem Hackescher Markt je domovem módy s bezpočtem prodejen oblečení, klubů, barů a galerií. Patří sem Hackesche Höfe, uskupení budov kolem několika dvorů, rekonstruované kolem roku 1996. Nedaleká Nová synagoga na Oranienburger Straße je centrem židovské kultury.
Na ulici „Pod lipami“ (Unter den Linden) západním směrem za Braniborskou bránu navazuje Ulice 17. června (Straße des 17. Juni). Na druhém konci je Náměstí Ernsta Reutera (Ernst-Reuter-Platz). Název ulice připomíná povstání ve východním Berlíně 17. června 1953. Přibližně v polovině cesty se nachází Velká hvězda (Großer Stern) – kruhový objezd, v jehož středu se nachází Vítězný sloup. Tento památník, postavený na památku vítězství ve válkách za sjednocení Německa (dánsko-německé války, prusko-rakouské války a prusko-francouzské války), byl v letech 1938–39 přemístěn ze svého původního umístění před budovou Říšského sněmu.

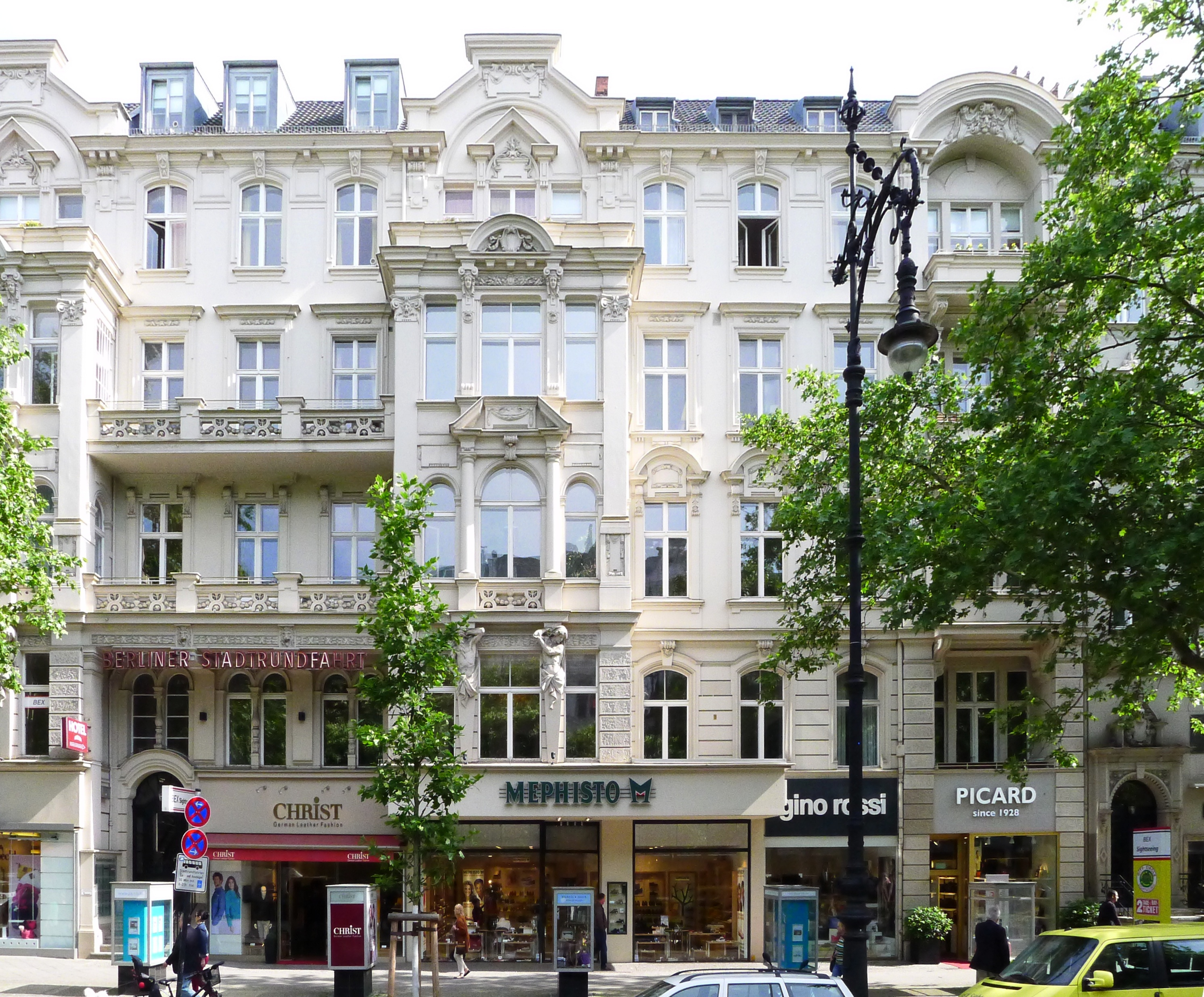
Kurfürstendamm

Na třídě Kurfürstendamm v západní části města mají pobočky některé luxusní obchody. Na východním konci této ulice na náměstí Breitscheidplatz stojí protestantský Pamětní kostel císaře Viléma. Během druhé světové války byl zničen a jeho trosky s moderní dostavbou připomínají hrůzy konfliktu. Nedaleko na Tauentzienstraße se nachází „Obchodní dům Západu“ (Kaufhaus des Westens; KaDeWe), o němž se tvrdí, že je největším obchodním domem kontinentální Evropy. V obvodu Tempelhof-Schöneberg leží Radnice Schöneberg před níž John Fitzgerald Kennedy (JFK) pronesl 26. června 1963 na náměstí svůj slavný projev, během něhož pronesl historické vyznání „Jsem Berlíňan“ (Ich bin ein Berliner). Dalšími významnými návštěvami radnice Schöneberg byly Indira Gándhíová, 13. září 1964 (rok po vraždě JFK) Martin Luther King nebo britská královna Alžběta II. v roce 1965. Západně od centra je také palác Bellevue, sídlo německého prezidenta. Zámek Charlottenburg je největším historickým palácem v Berlíně.
Rozhlasová věž v Berlíně (Funkturm Berlin) je 150 metrů vysoký bývalý vysílač v areálu berlínského výstaviště (Berliner Messe) nedaleko Mezinárodního kongresového centra (nternationales Congress Centrum Berlin; ICC). Postaven byl v letech 1924 až 1926. 
Oberbaumbrücke přes řeku Sprévu je nejikoničtějším berlínským mostem, který spojuje městské čtvrti Friedrichshain a Kreuzberg. Slouží vozidlům, chodcům a lince U1 berlínského metra. Most byl dokončen ve stylu cihlové gotiky v roce 1896 jako náhrada dřevěného mostu. 
Berlín se chlubí i rozsáhlými zelenými plochami. K nejznámějším patří např. Tiergarten, ležící v centru města.

## Kultura

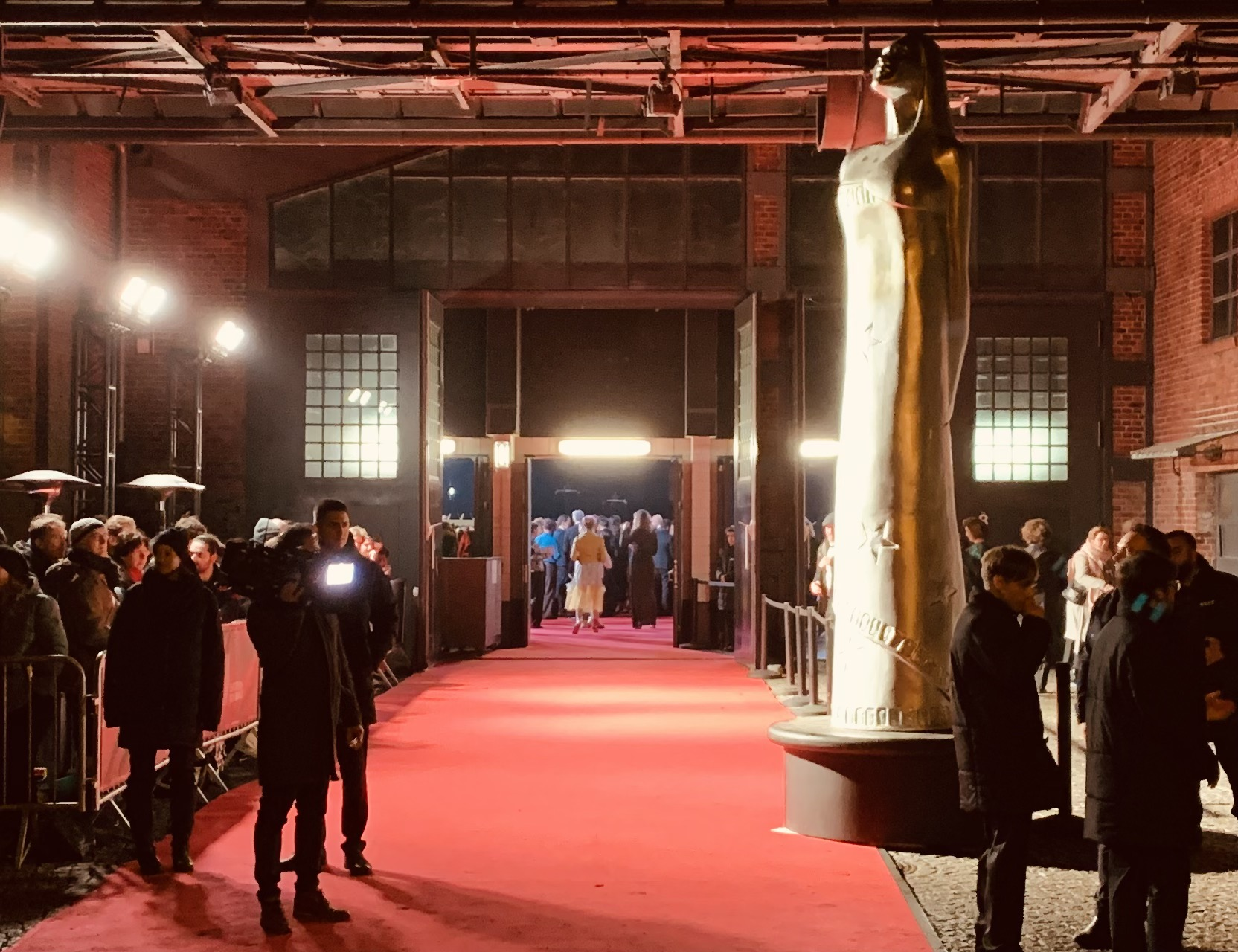
Evropské filmové ceny

Berlín se vyznačuje velkým počtem kulturních a vědeckých zařízení, z nichž některé dosáhly velké známosti a popularity i v zahraničí. Kulturní pestrost a tolerance se přitom traduje hlavně z doby Západního Berlína, který se stal v tomto smyslu „svobodným“ městem podle hesla „pro každého něco“. V 21. století se rozvinula moderní hudební, taneční a umělecká scéna.
Mladí lidé, mezinárodní umělci a podnikatelé se stále usazují ve městě. Postupně se z Berlína stalo oblíbené světové zábavní centrum.
V roce 2005 byl Berlín jmenován organizací UNESCO jako Město designu a od té doby je součástí sítě Creative Cities Network.

### Galerie a muzea

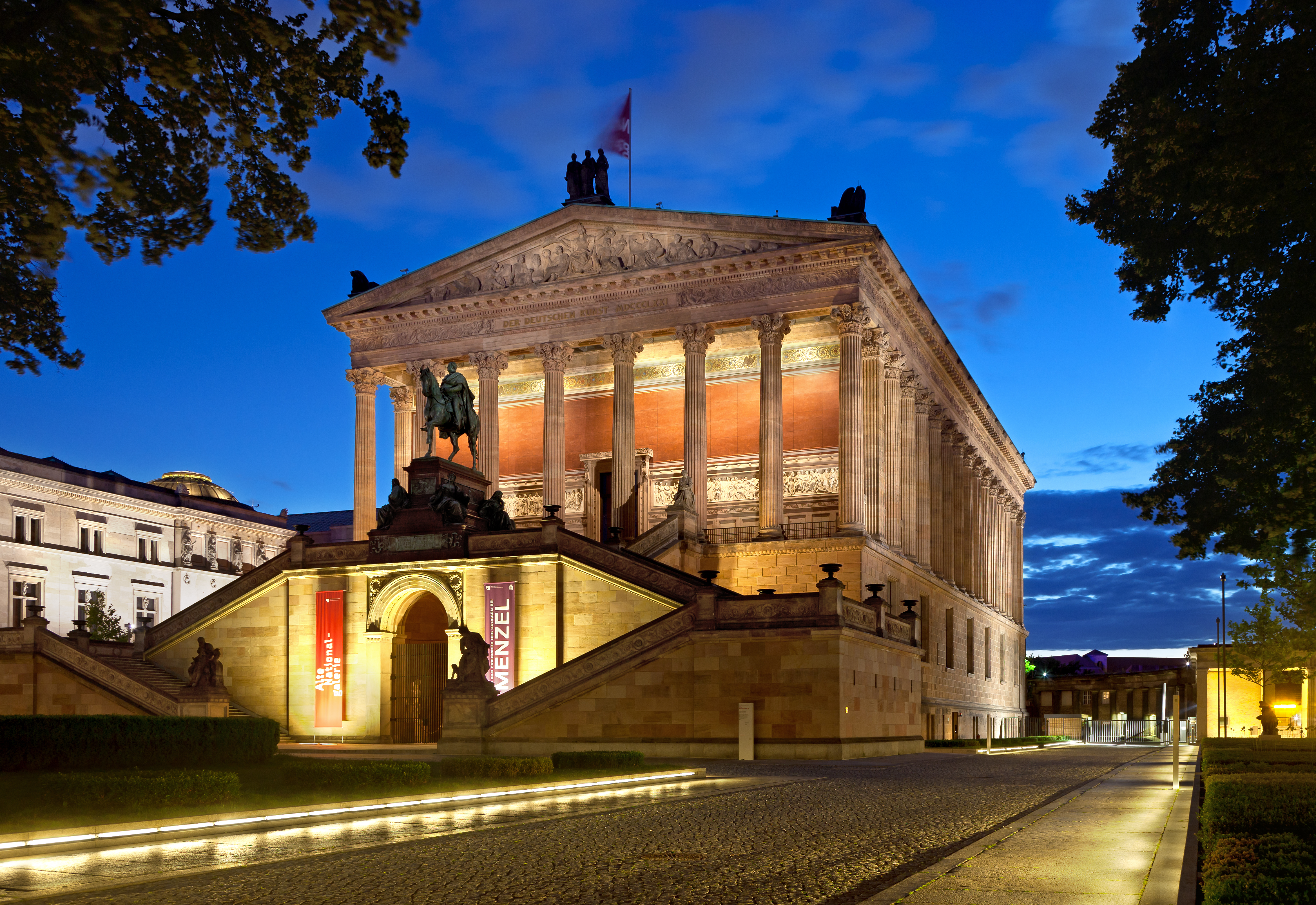
Stará národní galerie

V roce 2011 v Berlíně sídlilo 138 muzeí a více než 400 uměleckých galerií. Soubor pěti z nich na Muzejním ostrově je na seznamu světového dědictví UNESCO. Nachází se v severní části Sprévského ostrova (Spreeinsel). Již v roce 1841 byla tato oblast královským dekretem označena za „čtvrť věnovanou umění a starožitnostem“. Brzy bylo nedaleko Lustgarten vybudováno Staré muzeum. Následovaly Nové muzeum, kde lze zhlédnout bustu královny Nefertiti, Stará národní galerie, Bodeho muzeum a Pergamonské muzeum se slavnou Ištařinou bránou.
Kromě Muzejního ostrova je ve městě mnoho dalších muzeí. Gemäldegalerie Berlin se zaměřuje na obrazy „starých mistrů“ od 13. do 18. století, zatímco Nová Národní galerie, kterou navrhl Ludwig Mies van der Rohe, se specializuje na evropské malířství 20. století. V budově bývalého nádraží Hamburger Bahnhof ve čtvrti Moabit lze spatřit výstavu významných děl moderního a současného umění. V budově Zeughaus bylo otevřeno Deutsches Historisches Museum zabývající se přehledem německých dějin. Bauhaus-Archiv je muzeum designu 20. století ze slavné výtvarné školy Bauhaus. Muzeum Berggruen vystavuje sbírku významného sběratele Heinze Berggruena. Nabízí mimo jiné rozsáhlou škálu děl Picassa, Matisse, Cézanna i Giacomettiho. Kupferstichkabinett Berlin (Muzeum tisku a kreseb) je největší muzeum grafiky v Německu a zároveň jednou ze čtyř nejvýznamnějších sbírek svého druhu na světě. Sbírka obsahuje například návrh pomníku Bedřicha II. Velikého od Friedricha Gillyho.

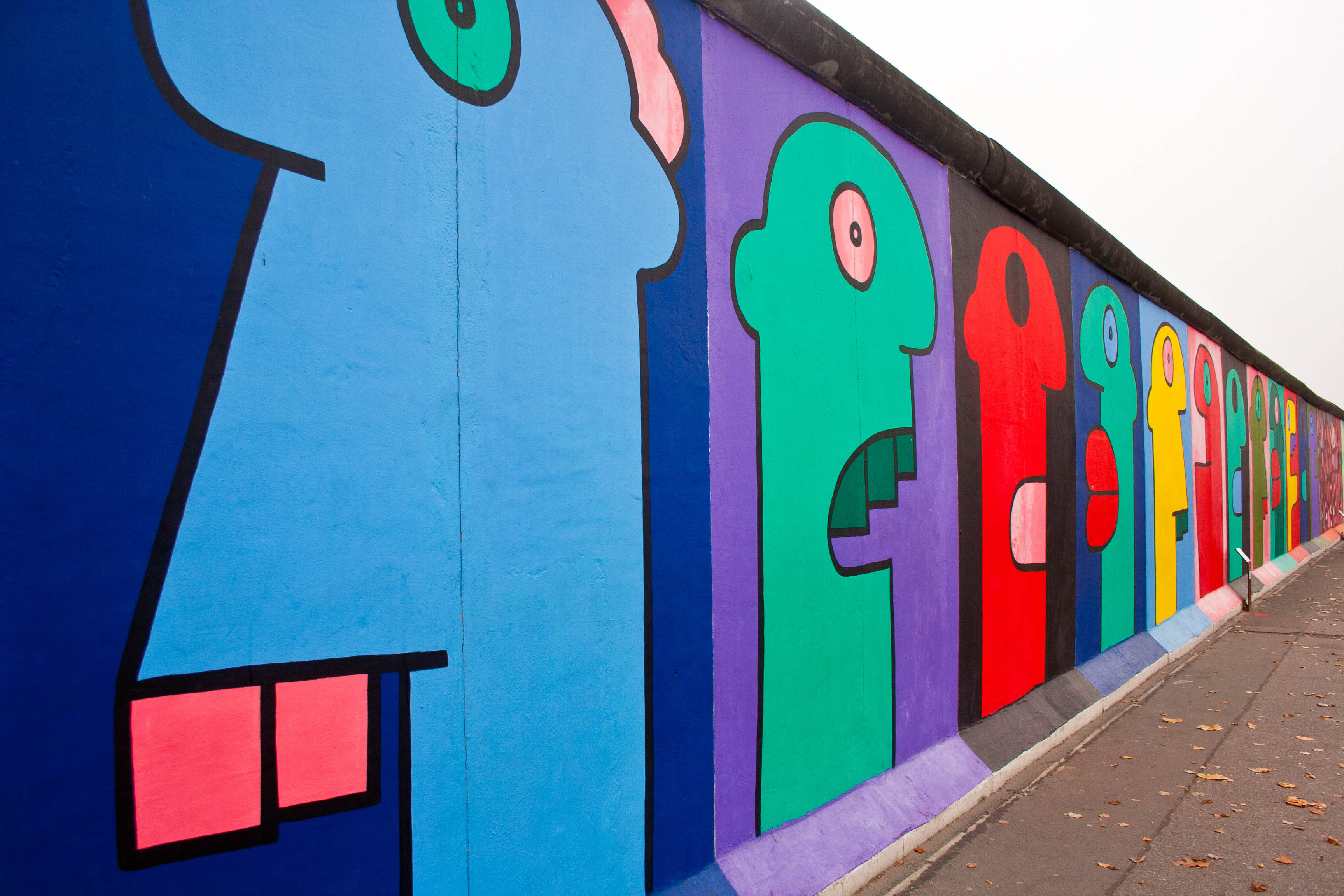
East Side Gallery (Thierry Noir)

Židovské muzeum disponuje stálou expozicí o dvou tisíciletích německo-židovských dějin. Německé technické muzeum v Berlíně, které sídlí v Kreuzbergu, má velkou sbírku historických technických artefaktů. Museum für Naturkunde vystavuje artefakty přírodní historie. Sídlí poblíž berlínského hlavního nádraží. Uvnitř je možné spatřit největšího dinosaura na světě i zachovalý exemplář Tyrannosaura rexe a praptáka Archaeopteryxe.
Také v Dahlemu je několik muzeí světového umění a kultury, jako například Muzeum asijského umění, Etnologické muzeum, Muzeum evropských kultur a také Spojenecké muzeum. Brücke-Museum vlastní jednu z největších sbírek děl umělců expresionistického hnutí 20. století. V Lichtenbergu, konkrétně v areálu bývalého východoněmeckého ministerstva státní bezpečnosti, se nachází Stasi Museum. Checkpoint Charlie, jeden z nejznámějších hraničních přechodů mezi východním a západním Berlínem, je stále zachován. Soukromé muzeum vystavuje podrobné plány a strategie lidí, kteří se pokusili uprchnout z východu.
V Berlíně lze nalézt velké množství pouličního umění. Stalo se významnou součástí městského kulturního dědictví a má své kořeny v graffiti scéně působící v Kreuzbergu během 80. let 20. století. Samotná Berlínská zeď se stala jednou z největších open-air galerií na světě. Zbylý úsek podél řeky Sprévy ve Friedrichshainu stále stojí. Je znám jako East Side Gallery právě díky graffiti z německé historie.

### Múzická umění

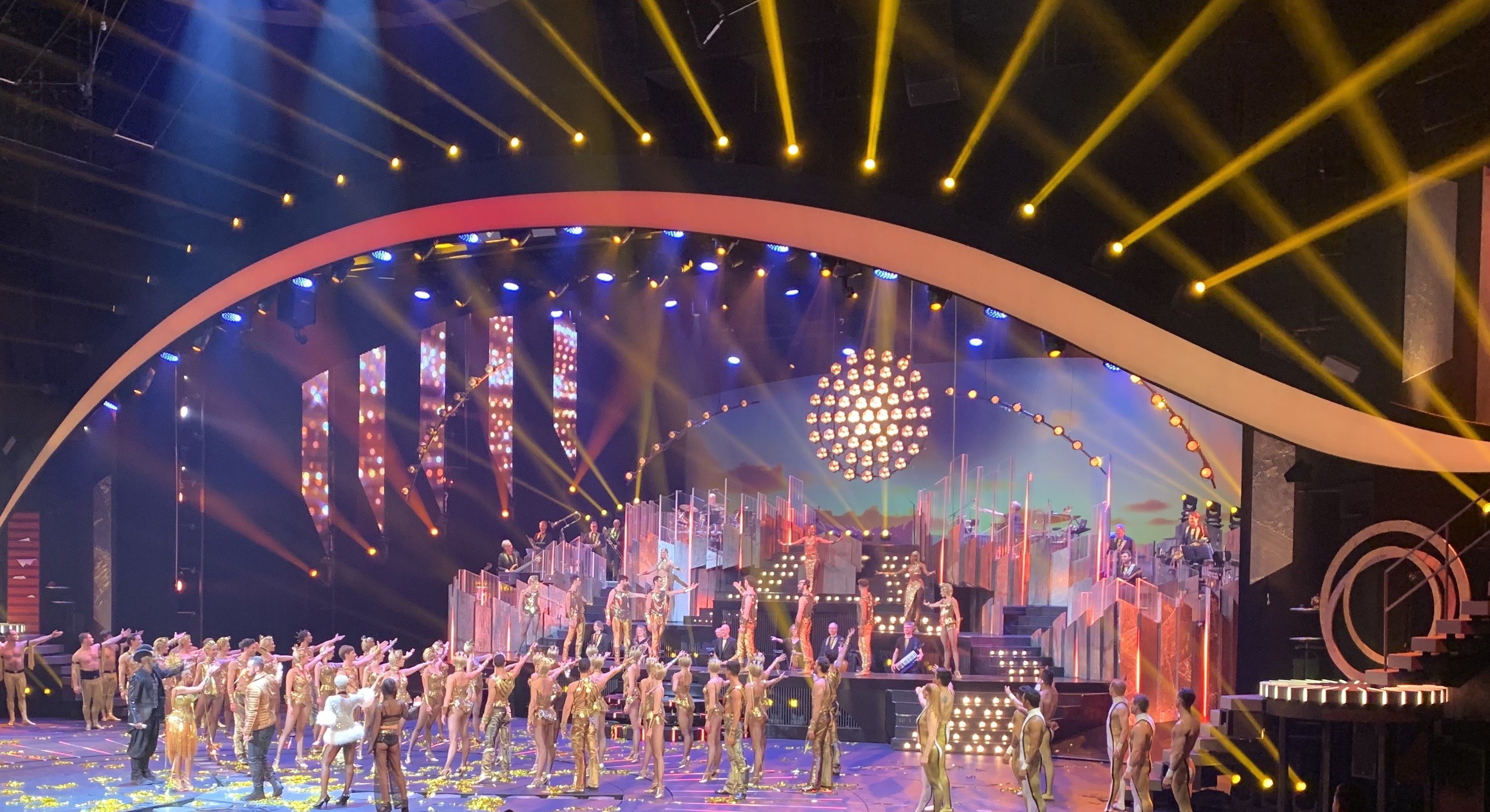
Friedrichstadt-Palast

V Berlíně 44 divadel a scén. Deutsches Theater v obvodu Berlin-Mitte bylo postaveno v letech 1849 až 1850. Od té doby funguje téměř nepřetržitě. Volksbühne (Lidové divadlo) na náměstí Rosa-Luxemburg-Platz bylo postaveno v letech 1913–14, ačkoliv samotná společnost byla založena již v roce 1890. Berliner Ensemble, proslulý hraním děl Bertolta Brechta, byl založen v roce 1949. Schaubühne byla založena v roce 1962. Instituce se v roce 1981 přestěhovala do budovy bývalého kina Universum na bulváru Kurfürstendamm. Friedrichstadt-Palast s kapacitou 1 895 míst a jevištní plochou 2 854 metrů čtverečních je největší divadelní palác v Evropě.

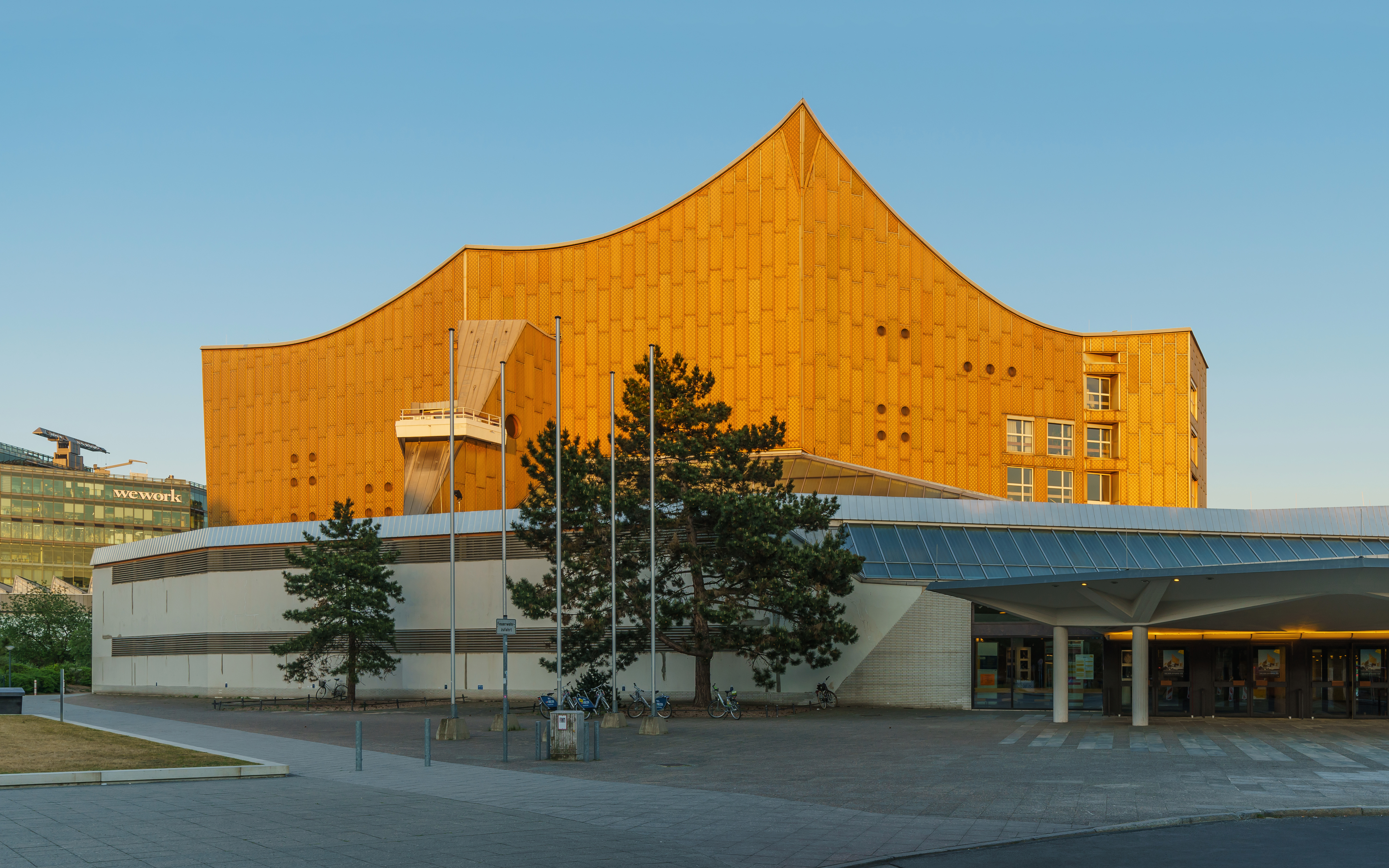
Berlínská filharmonie

Ve městě působí tři hlavní operní domy: Deutsche Oper (Německá opera), Berliner Staatsoper (Berlínská státní opera) a Komische Oper (Komická opera). Berlínská státní opera na třídě Unter den Linden byla otevřena v roce 1742 a je nejstarší ze všech tří. Komická opera se tradičně specializuje na operety a také sídlí na Unter den Linden. Německá opera byla otevřena v roce 1912 v Charlottenburgu.
Hlavním místem konání hudebních divadelních představení ve městě jsou Theater am Potsdamer Platz a Theater des Westens. V aréně Tempodrom se pořádají koncerty a zábavy inspirované cirkusem. I Admiralspalast v centru má bohatý program různých nejen hudebních akcí.
V Berlíně působí sedm symfonických orchestrů. Berlínští filharmonikové jsou jedním z vůbec nejslavnějších na světě. Sídlí v budově Berlínské filharmonie poblíž Postupimského náměstí v ulici pojmenované po nejdéle sloužícím dirigentovi Berlínských filharmoniků – Herbertu von Karajanovi. Simon Rattle byl jejich hlavním dirigentem v letech 1999 až 2018. Nyní tuto pozici zastává Kirill Petrenko. Konzerthausorchester Berlin byl založen v roce 1952 jako orchestr východního Berlína. Jeho hlavním dirigentem je nyní Ivan Fischer. Dům světových kultur (Haus der Kulturen der Welt) pořádá výstavy zabývající se mezikulturními problémy. Kookaburra a Quatsch Comedy Club jsou známé satirickými a komediálními představeními. V roce 2018 označily The New York Times Berlín jako „pravděpodobně světové hlavní město undergroundové elektronické hudby.“

### Noční život

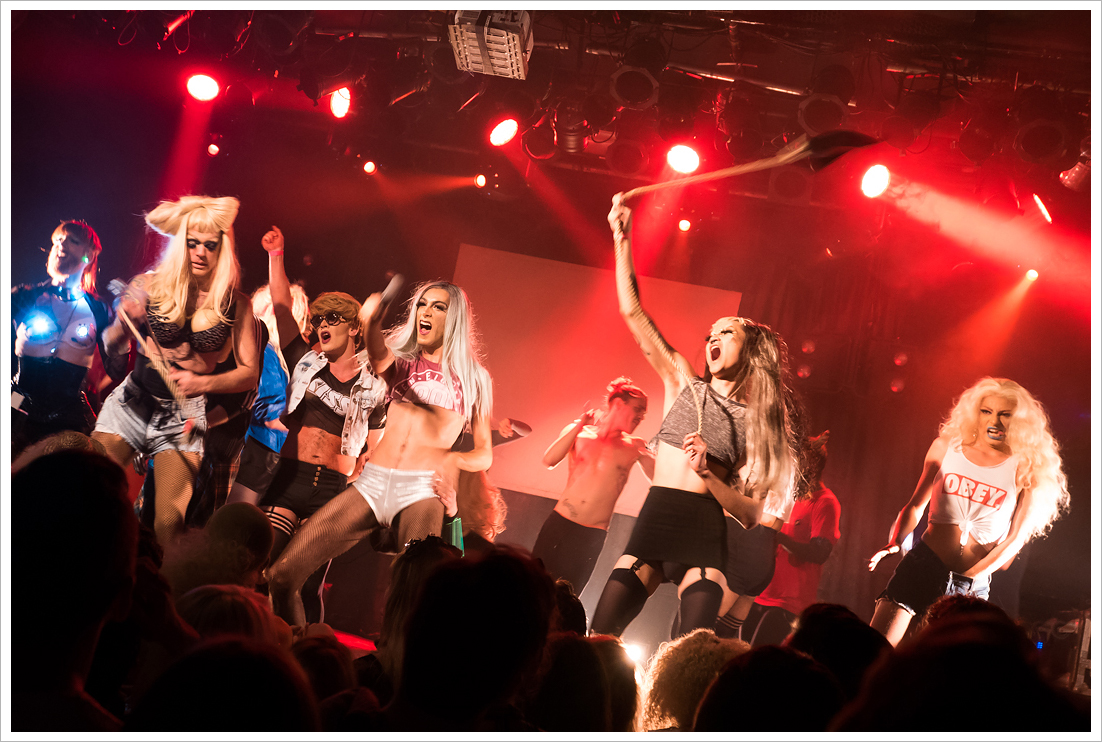
SO 36

Berlínský noční život je označován jako jeden z nejrozmanitějších a nejživějších na světě. Klub SO36 v Kreuzbergu byl během 70. a 80. let centrem punkové hudby a kultury. V průběhu devadesátých let se město stalo evropským centrem nočního života díky dvacátníkům z celého světa, zejména ze západní a střední Evropy. Po pádu Berlínské zdi mladí squatteři nelegálně obsadili mnoho historických budov v obvodu Berlin-Mitte, bývalém centru východního Berlína. Tak se staly se úrodnou půdou pro undergroundová a kontrakulturní shromáždění.
V centru působí mnoho nočních klubů, včetně Watergate, Tresor či Berghain. KitKatClub a několik dalších podniků je známo večírky otevřenými pohlavnímu styku. O víkendech nemusí zavírat v pevně stanovený čas. Mnoho akcí trvá dlouho do rána nebo dokonce celý víkend. Na střešní terase klubu Weekend Club poblíž náměstí Alexanderplatz se pořádají i noční párty.

### Festivaly

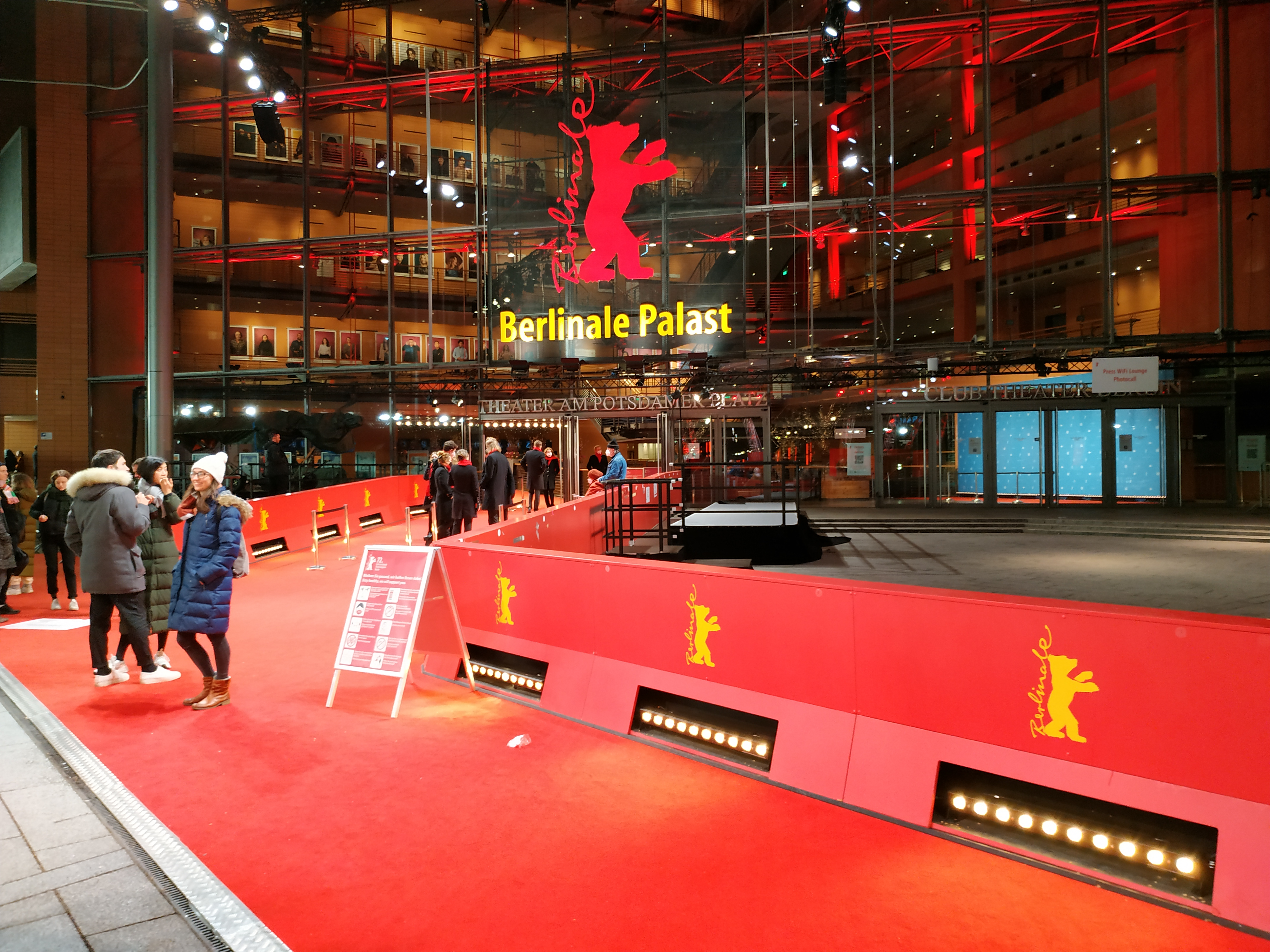
Berlinale

Berlín má dlouhou historii gay kultury a je jedním z míst vzniku hnutí za práva LGBT komunity. Bary a kluby pro osoby stejného pohlaví fungovaly již v 80. letech 19. století. Der Eigene, první časopis pro gaye, vznikl v roce 1896. Dnešní Berlín je známý svým příznivým pohledem na homosexuály. V metropoli působí obrovské množství queer klubů a koná se zde také mnoho akcí. Nejznámější a největší jsou Berlin Pride, Christopher Street Day, jeden z největších pochodů za práva homosexuálů, a Lesbian and Gay City Festival v Schönebergu.
Berlínský mezinárodní filmový festival (Berlinale) se pořádá každoročně od roku 1951. Navštěvuje ho asi 500 tisíc lidí, díky čemuž je považován za největší filmový festival na světě co do počtu návštěvníků. Jako hlavní cenu porota uděluje „Zlatého medvěda“.
Během Karnevalu kultur (Karneval der Kulturen), který trvá asi tři dny, se představí většina národností žijících ve městě. Hlavní částí je průvod metropolí. V roce 2019 zaznamenal asi 1,1 milionu účinkujících a diváků.
Festival of Lights (Festival světel) je festival, který se koná každý říjen. Během tohoto festivalu jsou nasvícené různé domy a ulice Berlína, například Braniborská brána nebo Televizní věž.
Berliner Festspiele je série festivalů a výstav konajících se po celý rok. Součástí je i jazzový festival JazzFest Berlin nebo Young Euro Classic, největší mezinárodní festival mládežnických orchestrů. Každý rok se ve městě koná několik technologických a mediálních uměleckých festivalů a konferencí, včetně festivalu umění a digitální kultury Transmediale. Berlín každoročně pořádá jednu z největších silvestrovských oslav na světě. Účastní se jí více než milion lidí. Centrem oslav bývá Braniborská brána, ale různé soukromé ohňostroje lze spatřit po celém městě.

### Gastronomie

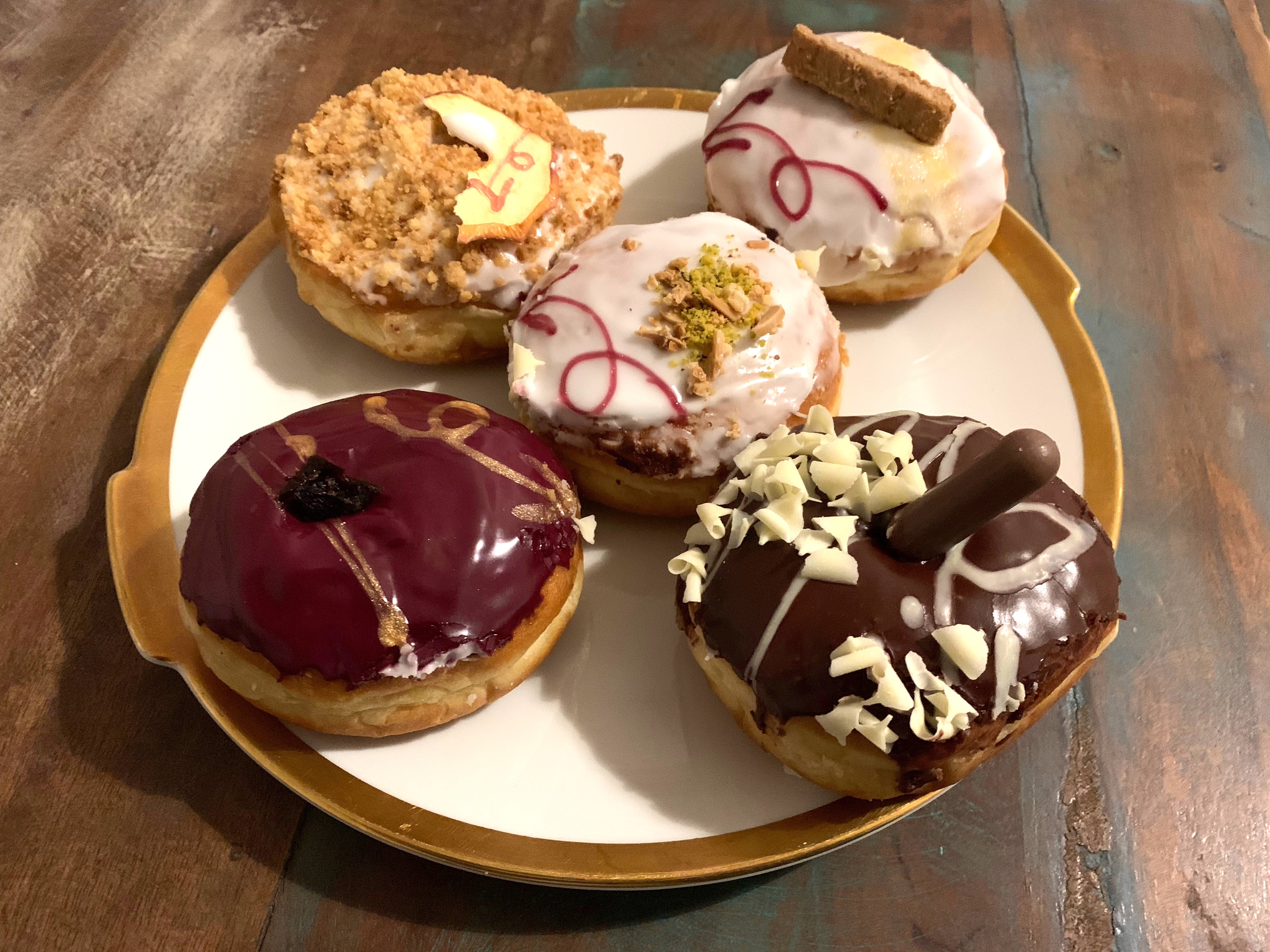
Berliner Pfannkuchen

V Berlíně lze navštívit různorodou škálu restaurací. K roku 2021 se 23 z nich může pyšnit alespoň jednou hvězdičkou v průvodci Michelin, což město řadí na první místo v počtu restaurací s tímto oceněním v Německu. Město disponuje širokou nabídkou vegetariánské a veganské kuchyně a je domovem inovativní kuchařské scény propagující kosmopolitní chutě, místní ingredience, pouliční trhy i food festivaly, jako je Berlin Food Week.

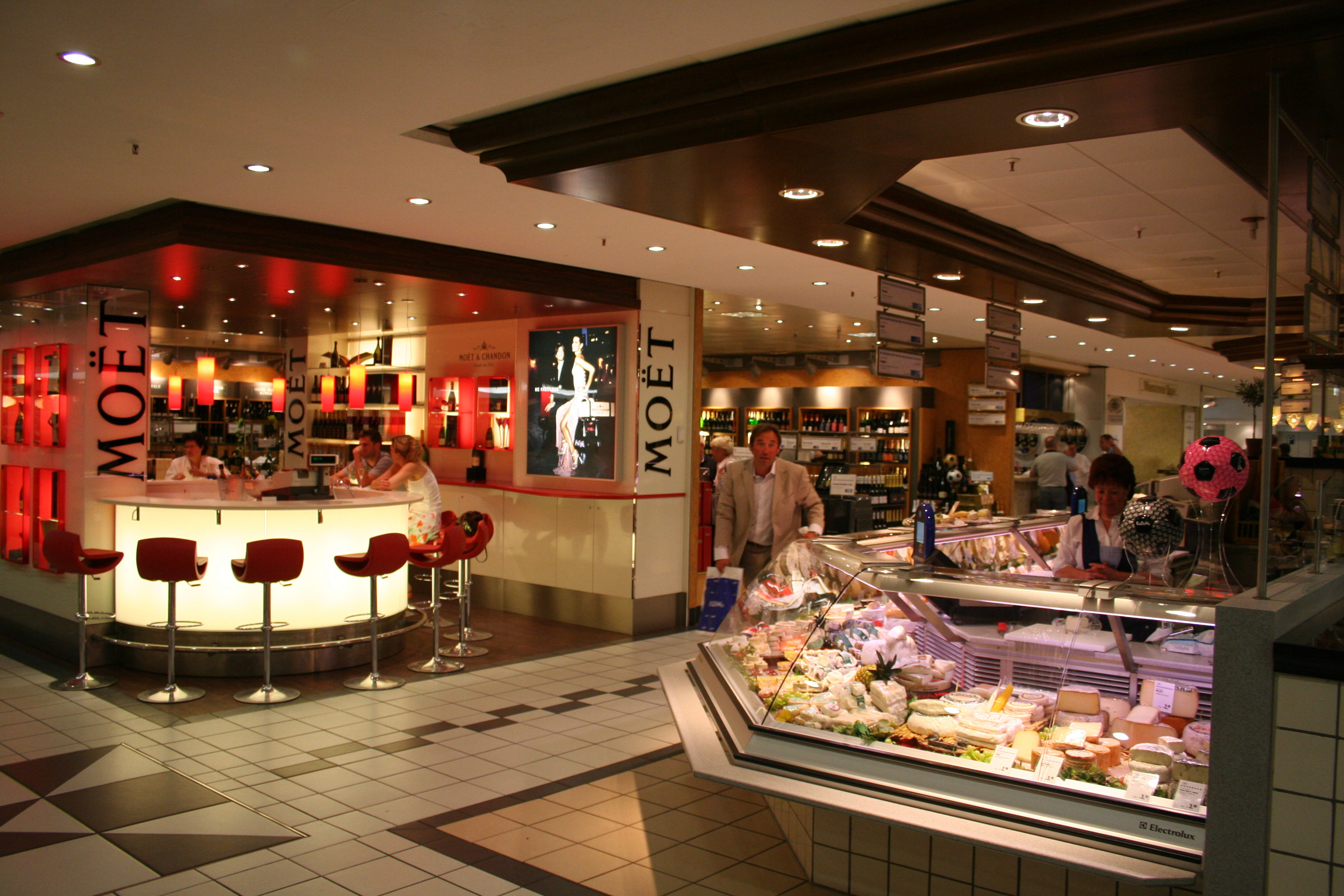
Kaufhaus des Westens

Mnoho místních jídel vychází ze severoněmeckých kulinářských tradic. Často zahrnují i rustikální a vydatná jídla s vepřovým, husím či rybím masem, hráškem, fazolemi, okurkami nebo bramborami. Mezi typicky berlínské pokrmy patří currywurst, který si získal oblibu u stavebních dělníků při poválečné obnově města, karbanátky (Buletten) a koblihy (Berliner Pfannkuchen). Od vysídlenců z území za linií Odra-Nisa se do východní části Německa dostaly i královecké klopsy.
Rozšířené jsou pekárny nabízející různé druhy pečiva. Jeden z největších evropských trhů s lahůdkami se nachází v obchodním domě Kaufhaus des Westens. Mezi největší světové obchody s čokoládou patří Fassbender & Rausch.
Berlínská kuchyně odráží i přistěhovaleckou historii města. Turečtí a arabští přistěhovalci přinesli do města svá jídla, jako je lahmacun či falafel, které jsou běžně v nabídce rychlého občerstvení. Döner kebab, který se v současné podobě poprvé objevil v Berlíně v 70. letech 20. století, se od té doby stal oblíbeným jídlem v Německu i jinde ve světě. Ve městě lze navštívit asijské, řecké a italské restaurace stejně jako španělské tapas bary.

### Světové dědictví
Na území města se nacházejí tři lokality světového kulturního dědictví UNESCO: Ostrov muzeí, Paláce a parky v Postupimi a Berlíně a Moderní berlínské bytové stavby.

### Rekreace

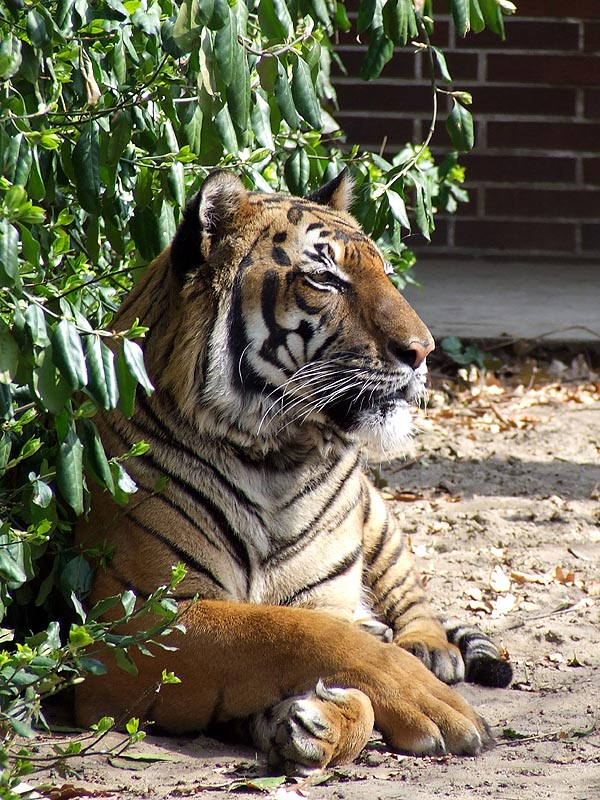
Zoologická zahrada Berlín

Zoologická zahrada Berlín, starší ze dvou ve městě, byla založena v roce 1844. Je to nejnavštěvovanější zoologická zahrada v Evropě a chová největší počet druhů ze všech institucí svého druhu na světě. Známým a populárním se stalo mládě ledního medvěda Knut. Další zoologická zahrada ve městě, Tierpark Friedrichsfelde, byla založena v roce 1955.
Botanická zahrada Berlín s rozlohou 43 hektarů a přibližně 22 000 různými druhy rostlin je jednou z největších a nejrozmanitějších botanických sbírek na světě. Mezi další zahrady ve městě patří Britzer Garten a Gärten der Welt (Zahrady světa).
Park Tiergarten v centru, který navrhl Peter Joseph Lenné, je jedním z největších a nejoblíbenějších berlínských parků. Viktoriapark v Kreuzbergu nabízí výhled na jižní část Berlína. V parku Treptow stojí památník sovětským vojákům. Volkspark ve Friedrichshainu, který byl otevřen v roce 1848, je nejstarším parkem ve městě. Zahrnuje i různé památky, letní venkovní kino a několik sportovních areálů. Největším otevřeným prostranstvím ve městě i na celém světě je Tempelhofer Feld, které nahradilo bývalé letiště Tempelhof.
Město Postupim leží na jihozápadním okraji Berlína. Až do roku 1918 bylo sídlem pruských králů a německého císaře. Oblast kolem této braniborské metropole je známá řadou kulturních památek. Paláce a parky v Postupimi a Berlíně jsou největší památkou světového dědictví v Německu.
Berlín je také dobře známý pro mnoho kaváren, pouliční hudebníky, plážové bary podél řeky Sprévy, bleší trhy a butiky.

### Filmy odehrávající se v Berlíně

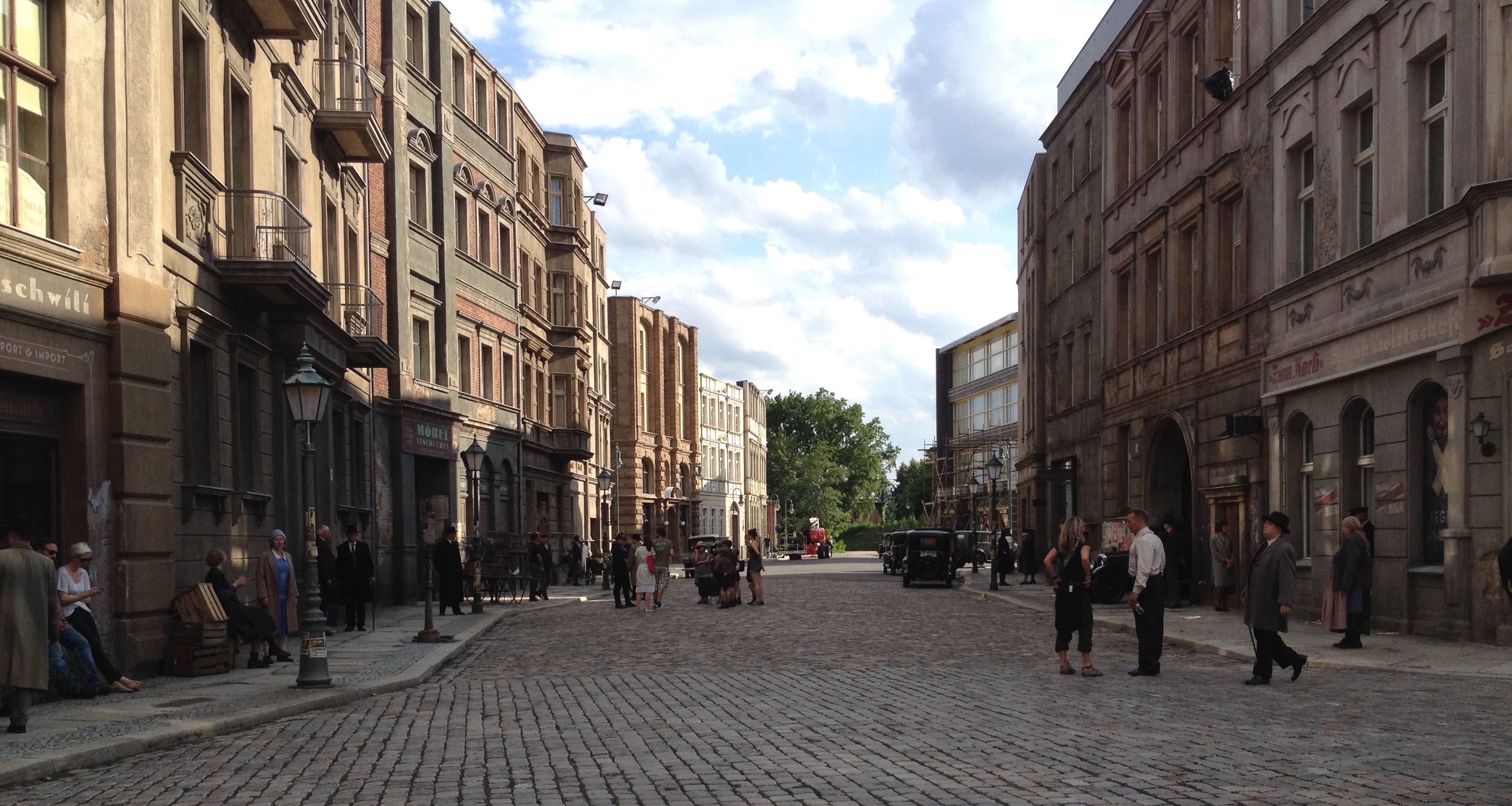
Místo natáčení Babylonu Berlín

- Nebe nad Berlínem, 1987
- Linie 1, 1988
- Lola běží o život, 1998
- Good Bye, Lenin!, 2003
- Životy těch druhých, 2006
- Babylon Berlín, 2017

## Sport

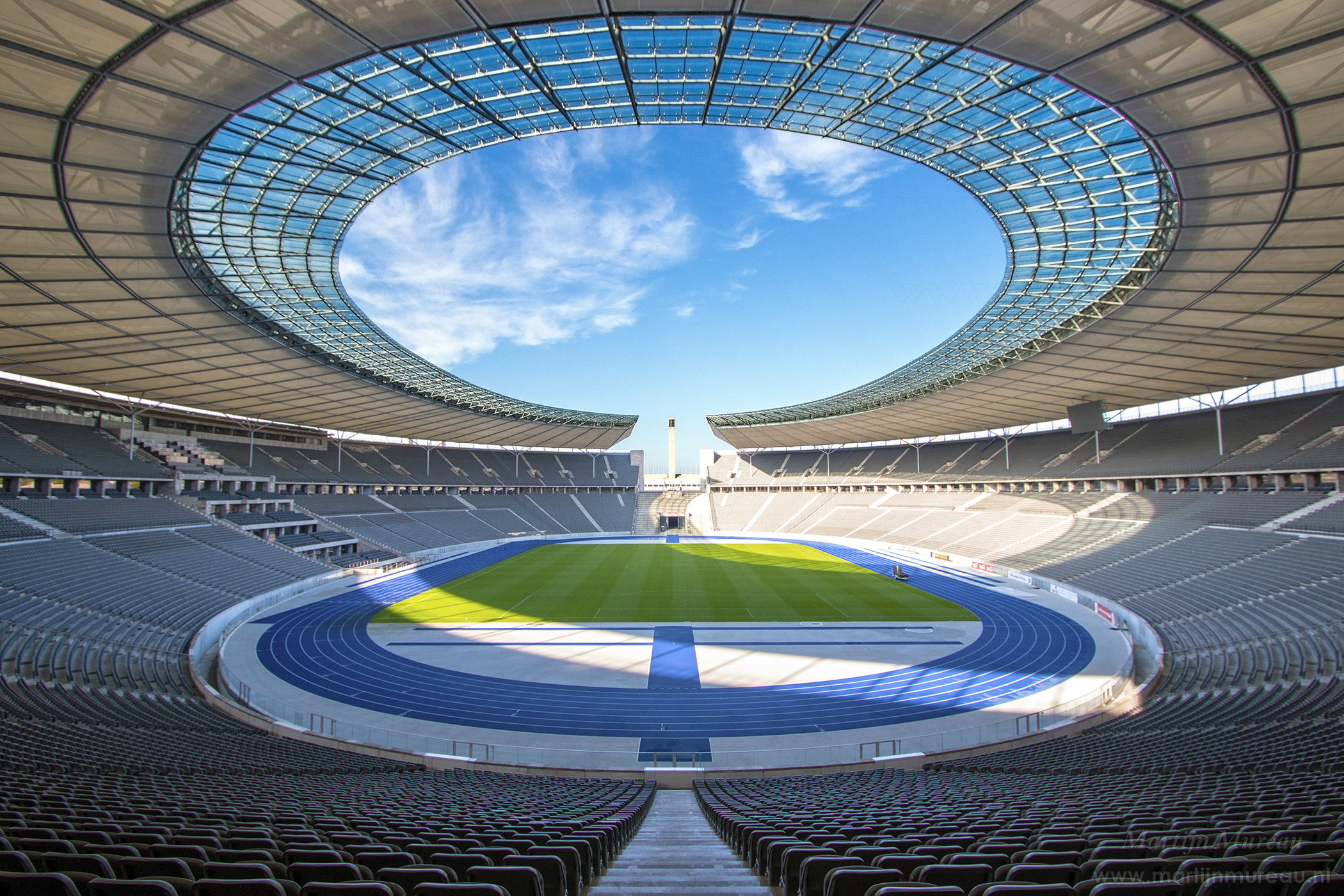
Olympiastadion Berlin

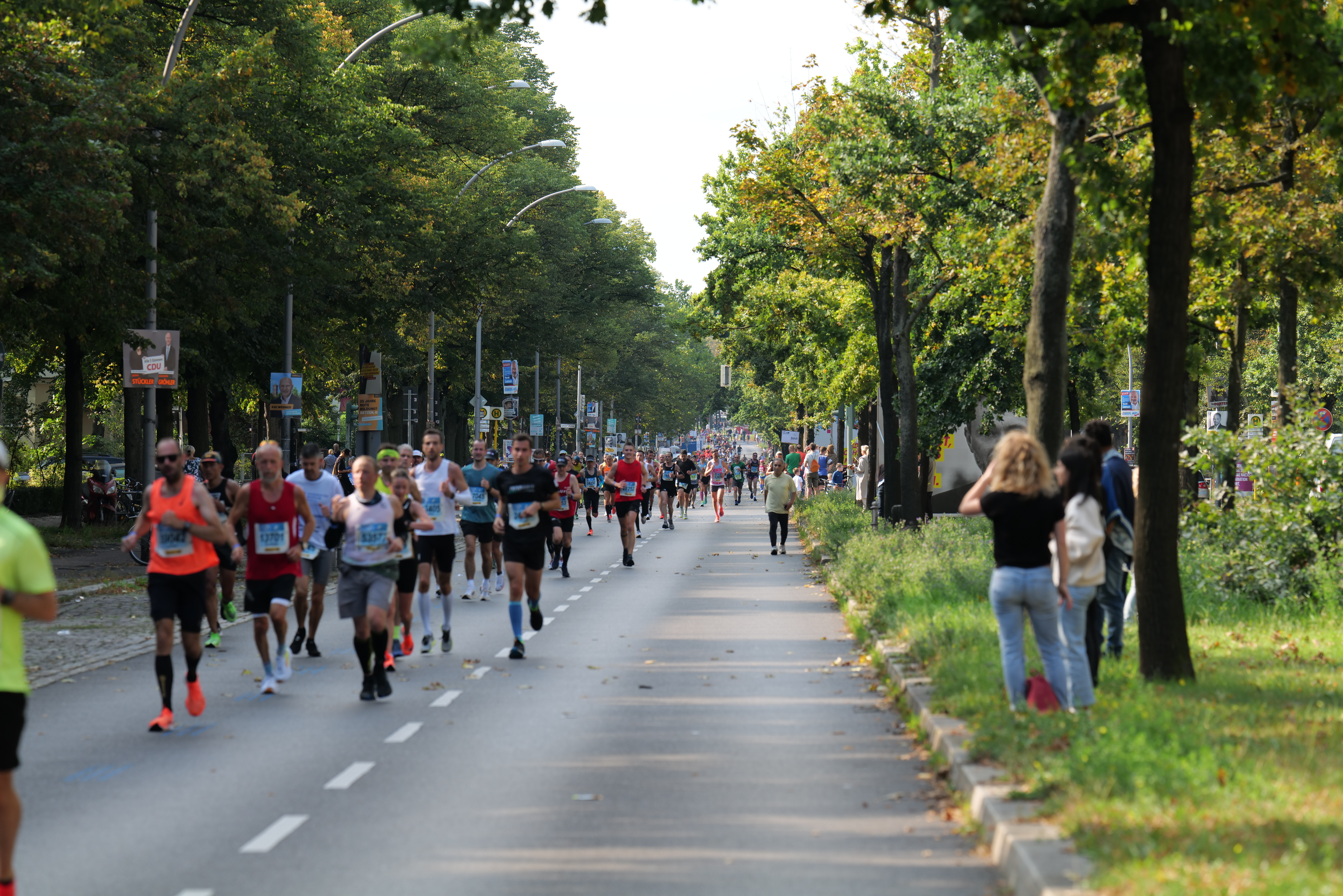
Berlínský maraton

Berlín hostil mnoho velkých mezinárodních sportovních akcí. Mezi nejznámější patří Letní olympijské hry 1936. V roce 2006 se ve městě konalo finále Mistrovství světa ve fotbale. Mistrovství světa v atletice 2009 se konalo na Olympiastadionu. Město v letech 2009 a 2016 hostilo Final Four basketbalové Euroligy a bylo jedním z hostitelů šampionátu FIBA EuroBasket 2015. V roce 2015 se Berlín stal místem konání finále Ligy mistrů UEFA.
Každoroční Berlínský maraton je tratí, která drží velké množství rekordů. Koná se od roku 1974 zpravidla poslední neděli v září. Atletický mítink ISTAF byl v letech 1998–2009 součástí prestižního atletického seriálu Zlatá liga. Mellowpark v Köpenicku je jedním z největších skateparků a BMX parků v Evropě. Fan Fest u Braniborské brány, který přitahuje diváky, bývá populárním místem sledování a fandění během velkých sportovních událostí. To platí hlavně pro mezinárodních fotbalové soutěže, jako je Mistrovství Evropy ve fotbale. German Open, známý také jako Berlin Ladies Open, je profesionální tenisový turnaj žen hraný v berlínském klubu LTTC Rot-Weiß.

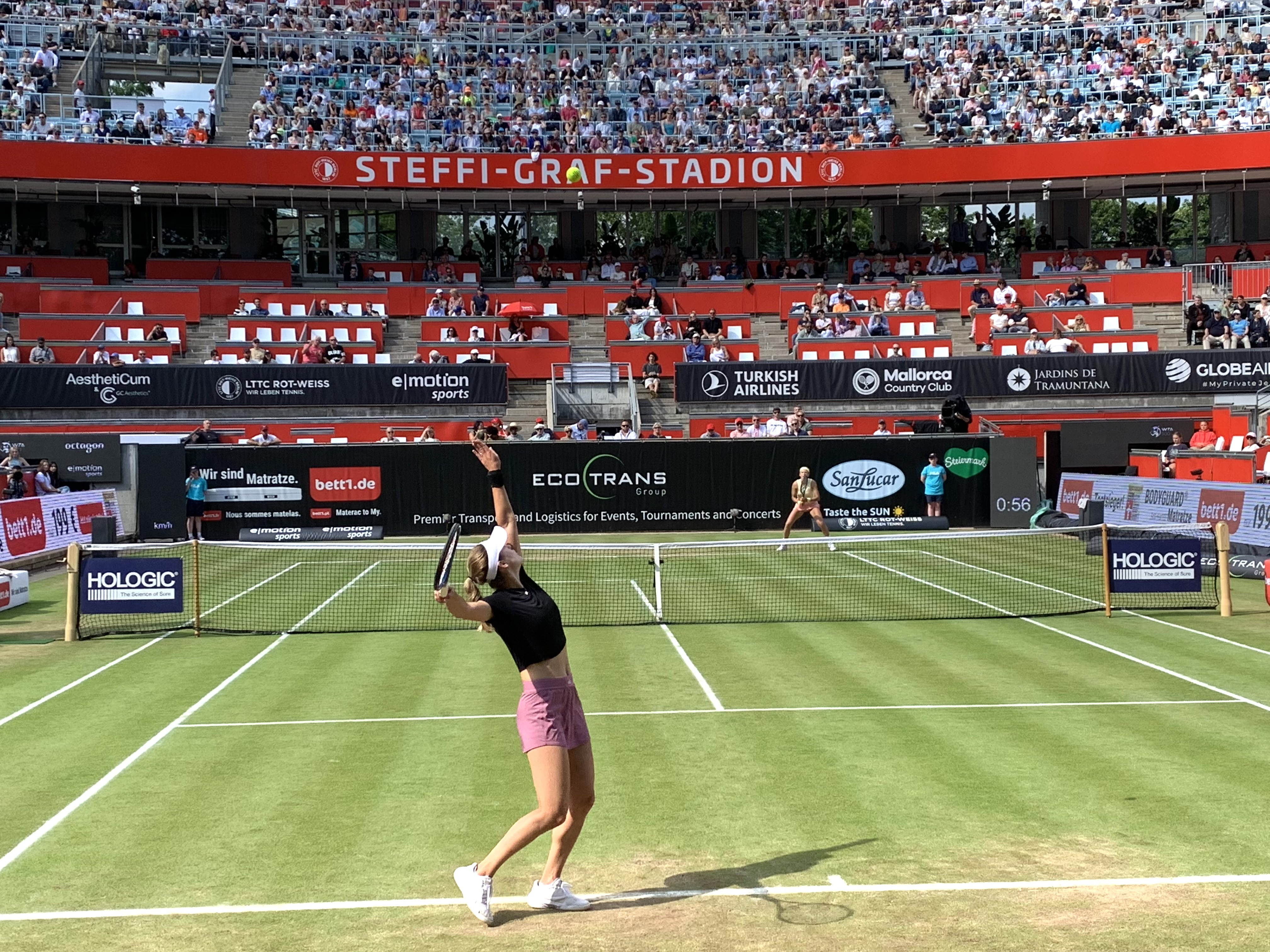
Steffi Graf Stadion

V roce 2013 bylo v jednom z více než 2 300 sportovních a fitness klubů zaregistrováno přes 600 000 Berlíňanů. Město vlastní a provozuje více než 60 krytých a venkovních bazénů. V Berlíně také trénuje mnoho olympioniků. Působí zde asi 500 vrcholových sportovců, což činí 15 % všech z Německa. Letních olympijských her v roce 2012 se zúčastnilo 47 z nich. Jen Berlíňané by získali sedm zlatých, dvanáct stříbrných a tři bronzové medaile.
V Berlíně má sídlo několik profesionálních klubů reprezentujících nejvýznamnější týmové sporty v Německu. Nejstarším a nejpopulárnějším fotbalovým klubem Bundesligy se sídlem v Berlíně je Hertha BSC. Byl založen již roku 1896. Tým reprezentoval Berlín už jako zakládající člen Bundesligy v roce 1963. Sídlí na Olympiastadionu. Dalším klubem je 1. FC Union Berlín. Ten byl založen v roce 1966. 
V roce 1954 byl založen hokejový klub Eisbären Berlin (Lední medvědi Berlín). Sídlí v Uber Areně. Působí v nejvyšší německé ligové soutěži v ledním hokeji – Deutsche Eishockey Liga. Známým basketbalovým klubem je ALBA Berlin.

## Osobnosti

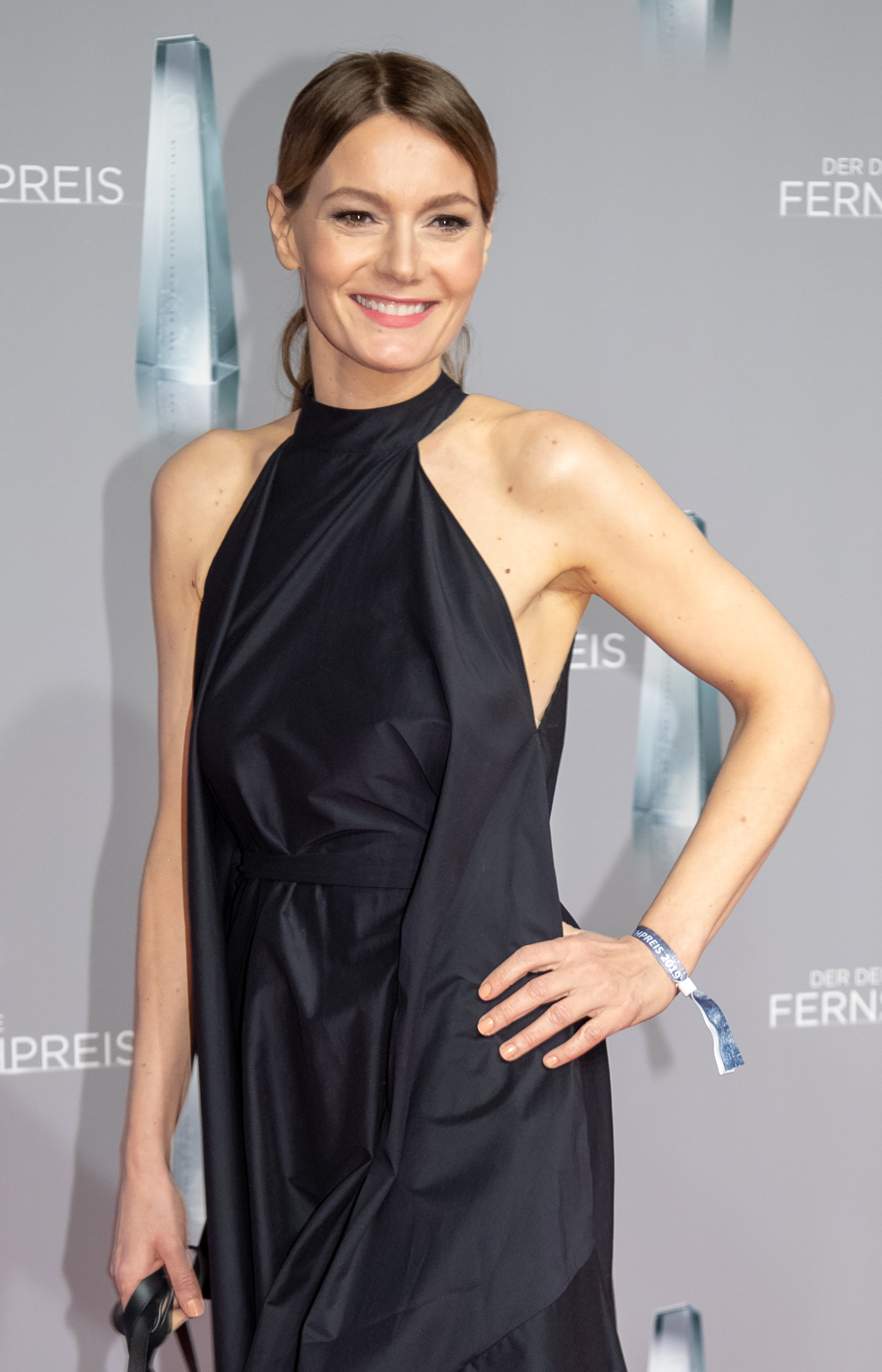
Martina Hillová

- Fridrich II. Veliký (1712–1786), pruský král, braniborský kurfiřt a vojevůdce
- Alexander von Humboldt (1769–1856), přírodovědec a zakladatel geografie jako emprické vědy
- Hermann von Helmholtz (1821–1894), lékař, matematik meteorolog a filozof
- Paul Heyse (1830–1914), básník, prozaik, dramatik a překladatel
- Max Liebermann (1847–1935), malíř
- Georg Simmel (1858–1918), filozof a sociolog
- Kurt Tucholsky (1890–1935), novinář, satirik a spisovatel
- Walter Benjamin (1892–1940), literární kritik, filozof a překladatel
- Marlene Dietrichová (1901–1992), herečka a zpěvačka
- Leni Riefenstahlová (1902–2003), režisérka, herečka a tanečnice
- Konrad Zuse (1910–1995), informatik
- Helmut Newton (1920–2004), fotograf
- Götz George (1938–2016), herec
- Jochen Schümann (* 1954), jachtař
- Nina Hagen (* 1955), herečka a punková zpěvačka
- Thomas Häßler (* 1966), fotbalista a fotbalový trenér
- Martina Hillová (* 1974), herečka a moderátorka
- Jérôme Boateng (* 1988), fotbalista